# Великая паровозная гонка
Великая паровозная гонка (англ. Great Locomotive Chase), также известная как рейд Эндрюса (англ. Andrews Raid) или рейд Митчела (англ. Mitchel Raid), — военный рейд, осуществлённый в субботу 12 апреля 1862 года в северной Джорджии в период Гражданской войны. Группа добровольцев из армии Союза под руководством гражданского шпиона Джеймса Эндрюса угнала у конфедератов ведомый паровозом «Генерал» поезд и отправилась на нём на север к Чаттануге (штат Теннесси), попутно нанося как можно больший ущерб жизненно важной для конфедеративной армии Западно-Атлантической железной дороге, которая соединяла Чаттанугу с Атлантой, а также обрывая линии связи.
Из-за невозможности сообщить об угоне дальше по дороге, несколько железнодорожников отправились в погоню за рейдерами сперва пешком, а затем используя различные попутные транспортные средства, прежде чем перехватили паровоз «Техас». Преследование велось на протяжении почти 89 миль (143 км), но в итоге планы налётчиков были сорваны, а сами они не смогли добраться до Чаттануги и были вынуждены бросить захваченный локомотив. В течение нескольких последующих дней рейдеры были схвачены, и многих из них казнили как шпионов.
Данный рейд не оказал влияния на ход Гражданской войны, однако благодаря пропаганде обеих сторон стал одним из её самым ярких эпизодов. Выжившие из отряда Эндрюса стали первыми награждёнными Медалью Почёта.

## Предшествующие обстоятельства

### Значение Чаттануги в Гражданской войне
Железные дороги — это одновременно и ноги, и желудок армиибригадный генерал армии КША

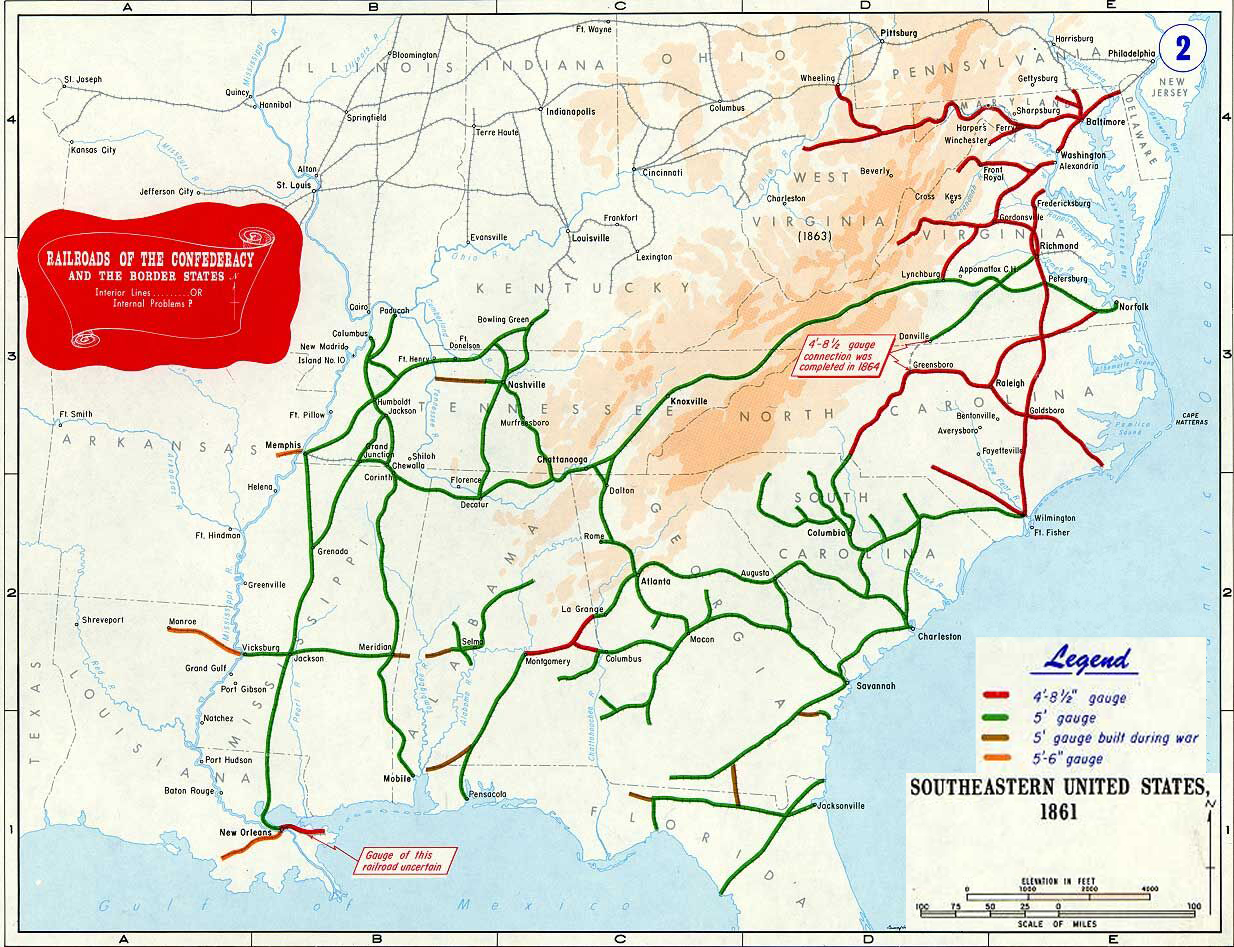
Карта железных дорог Юго-Востока США в 1861 году.
Зелёным обозначены дороги с шириной колеи 1524 мм, красным — 1435 мм

К 1861 году США имели развитую железнодорожную сеть, а по общей протяжённости путей, которая достигала 30 тысяч миль (48 тысяч км), опережали все остальные страны мира вместе взятые. С началом военных событий железные дороги стали использоваться также для военных перевозок. Офицеры быстро оценили данный вид транспорта, в частности в августе 1861 года генерал Джордж Макклеллан, бывший вице-президент Центральной иллинойской железной дороги, в своём письме Аврааму Линкольну указывал, что своим появлением поезда внесли новый и очень важный элемент в военное дело, так как позволили перебрасывать на определённые позиции из отдалённых районов большие массы войск, а также создали новые стратегические пункты и линии операций. Например, Манассас-Гэпская железнодорожная линия сыграла ключевую роль в Манасасской кампании, соединяя армии Потомака и Шенандоа, тем самым обеспечивая переброску сил между ними, что в итоге привело к победе Конфедерации. А ранней весной 1862 года генерал конфедератов Томас Джексон в условиях строжайшей секретности смог доставить свои войска из Стонтона в долину Шенандоа, откуда нанёс удар по правому флангу армии Макклеллана.
Эти факторы превратили железные дороги в важные военные цели. Однако протяжённость железнодорожной сети на территории Юга составляла 9 тысяч миль (14,5 тысяч км), то есть по этому показателю уступала Северу более чем в два раза. Это объясняется тем, что дороги в южных штатах строились за счёт средств местных властей и предназначались прежде всего для доставки хлопка к портам, а конкуренция между портовыми городами препятствовала образованию разветвлённой железнодорожной сети. Причём часть дорог (преимущественно на востоке) имела ширину колеи 1435 мм, а часть — 1524 мм, из-за чего между этими дорогами отсутствовало прямое сообщение, требующее перегрузки товаров и пересадки пассажиров; последнее создало на таких пересадочных станциях процветающие гостиничный и ресторанный бизнесы, которые использовали связи для предотвращения перешивки железных дорог на единую колею. Также у Конфедерации наблюдался дефицит локомотивов и вагонов, притом что заводов и ресурсов для их выпуска не было. Из-за этого значение южных железных дорог было гораздо выше, по сравнению с северными, причём их значение возрастало по мере того, как армия Союза в начале войны захватывала контроль над портами, реками и водными путями. Теперь многие стратегические операции были направлены прежде всего на захват основных железнодорожных узлов или линий. Одна из важнейших железнодорожных магистралей шла от Ричмонда (столица Конфедерации) на юго-запад через Камберлендское ущелье и Ноксвилл до Чаттануги, где разделялась на две: Мемфис-Чарлстонскую дорогу, которая сперва направлялась на запад через Бриджпорт и Хантсвилл, а затем сворачивала на север к Мемфису, и Западно-Атлантическую, которая шла на юг через возвышенности Северной Джорджии до Атланты. Эти три дороги сходились в Чаттануге, чьё население тогда составляло около 5 тысяч человек. Сама Чаттануга с трёх сторон окружена Миссионерским хребтом, а четвёртую сторону закрывает излучина реки Теннесси, что значительно осложняло захват деревни. Однако и значение этого железнодорожного узла было очень велико, так как в случае, если бы он перешёл под контроль США, то силы южан на западе и востоке были бы разделены, а находящаяся в Виргинии армия лишилась бы возможности получать боеприпасы, войска и пропитание из Алабамы и Джорджии.

### Поджоги мостов в Восточном Теннесси

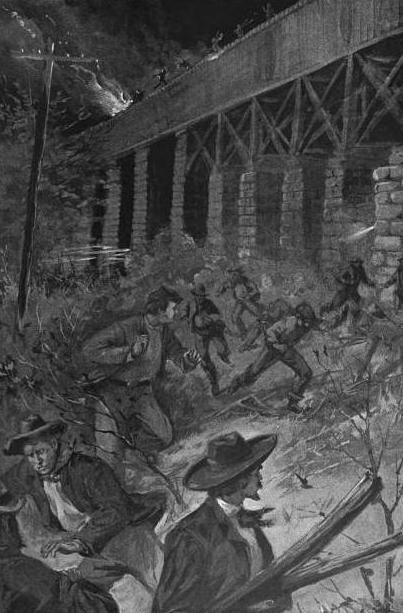
Диверсанты уничтожают один из железнодорожных мостов в Восточном Теннесси

Авраам Линкольн называл штат Теннесси, который располагался в центре Западного фронта, «замковым камнем Южной арки». Он же в июле 1861 года, после поражения при Булл-Ране, предложил стратегический план действий войск Севера на Западном фронте, завершив его предложением «совместного движения из Кейро на Мемфис и из Цинциннати на Восточный Теннесси». Для реализации первого из этих предложений армия Союза под руководством бригадного генерала Улисса Гранта направилась на юг из Иллинойса, но к началу 1862 года собственно Восточный Теннесси оставался без внимания со стороны федеральных войск.
Сам Теннесси вышел из состава США в июне 1861 года, но только после повторного референдума (105 тысяч «за» и 47 тысяч «против»), тогда как на предыдущем в феврале 1861 года большинство его населения наоборот было против отделения (58 тысяч «за» и 69 тысяч «против»). И хотя по количеству новобранцев для армии Юга этот штат уступал только Виргинии, но ещё 40 тысяч он отправил на службу в армию Севера — больше чем все остальные южные штаты вместе взятые. Среди теннессийцев наблюдался раскол; особенно сильны про-союзные настроения были в холмистом Восточном Теннесси, где противников отделения было вдвое больше сторонников (33 тысячи и 14 тысяч соответственно). Этот регион оказался изолированным от экономики и социальной жизни плантаторского Юга, а в расположенных в нём деревнях и фермах было совсем немного рабов. Поэтому его население не видело для себя перспективы в присоединении к Конфедерации, которое предрекало больше минусов, чем плюсов. Когда в июле 1861 года Теннесси официально вошёл в состав КША, в его восточном регионе начались сепаратистские движения, на которые конфедераты ответили репрессиями, что привело к уходу части населения в соседний Кентукки. 13 марта 1862 года генерал Кирби Смит из армии конфедератов писал: «Восточный Теннесси — вражеская территория; её жители вне влияния наших войск и открыто восстают».
Именно жители Восточного Теннесси и предприняли осенью 1861 года первую попытку разрушить железнодорожную линию, связывающую Виргинию и Восточный театр с Глубоким Югом и долиной Миссисипи. Коренной теннессиец и бывший пресвитерианский священник Уильям Блаунт Картер обратился к генералу Джорджу Томасу из армии Севера с планом военного рейда по поджогу мостов, который должны были провести мятежники из гражданского населения. Эти ночные атаки должны были перерезать важнейшие железнодорожные линии в регионе, что временно «парализовало» бы армию дикси. Воспользовавшись ситуацией, находящиеся в Кентукки войска янки могли бы через сложное Камберлендское ущелье войти в Теннесси, где разгромили бы небольшие отряды южан в Ноксвилле и Чаттануге. Благодаря этому, Восточный Теннесси был бы сразу освобождён, тогда как находящаяся в Виргинии армия оказалась бы в изоляции, а Конфедерация — рассечена надвое. Томасу такой план понравился; получив от Линкольна одобрение и скромное финансирование на операцию, генерал поручил капитану Дэвиду Фраю (David Fry) из 2-го Теннессийского добровольческого пехотного полка (был набран из перешедших на сторону Севера жителей Теннесси), который являлся ветераном Мексиканской войны, помочь Картеру доработать и осуществить задуманную диверсию. Фрай в первую очередь набрал несколько десятков гражданских добровольцев и разработал план, согласно которому все нужные мосты в регионе уничтожались одновременно.

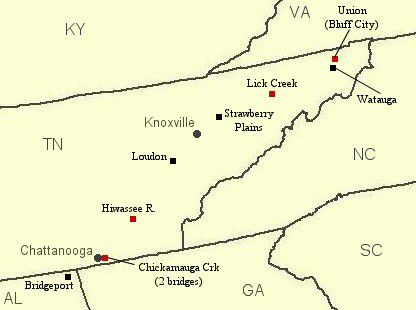
Мосты, ставшие целями заговорщиков.
Уничтоженные мосты отмечены красным (•)

Операция была проведена в ночь на 8 ноября 1861 года, а целью являлись девять мостов в Восточном Теннесси, а также в Северной Джорджии и Алабаме. Благодаря внезапности, диверсанты из местных жителей смогли устранить часовых и нанести существенный урон мостам, некоторые из которых в итоге оказались уничтожены. Когда население Восточного Теннесси узнало о случившемся, это создало среди людей смятение. Среди атакованных мостов оказались и два в Северной Джорджии, а их уничтожение прервало движение по 138-мильной (222 км) извилистой Западно-Атлантической дороге. Чаттануга, которая играла ключевую роль в обеспечении армии Юга, а потому её взятие было для северян приоритетной задачей, оказалась отсечена от железнодорожного узла и арсенала в Атланте, в результате чего работа расположенной в ней железнодорожной станции была парализована на несколько дней, прежде чем мосты были восстановлены. Однако рейдеры не знали, что их смелая атака на мосты на самом деле не имела смысла, так как накануне генералы армии Союза из-за внутренних противоречий успели переругаться между собой, а сам интерес к быстрому захвату Восточного Теннесси скоро угас. Поэтому 7 ноября, то есть перед решающей ночью, переход федеративных войск через перевал Камберленд-Гап в Теннесси был отменён, но до рейдеров эту информацию не довели.
Хотя эта попытка ослабить армию Конфедерации в Восточном Теннесси и ввести в штат войска Севера не увенчалась успехом, но также не прошло незамеченным, что диверсия создала в снабжении армии Юга затишье на несколько дней. И среди тех, кто обратил на это внимание, был контрабандист медикаментами, а на самом деле шпион федератов Джеймс Эндрюс, который решил повторить попытку поджигателей мостов, но уже другим способом для получения большего эффекта.

### Ответные репрессии конфедератов

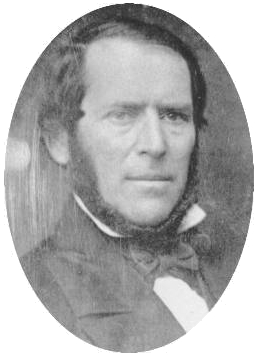
Лидбеттер, Дэнвил

Некоторые часовые мостов выжили после нападения и помогали опознать нападавших, тем более что это зачастую были их собственные соседи. По указанию военного министра Джуды Бенджамина, суд над диверсантами в обычном порядке провёл военный трибунал, по итогам которого пять гражданских были приговорены к казни через повешение. Также поджоги мостов вызвали резкий рост негатива к лоялистам Союза из населенных пунктов, расположенных на холмах и в труднодоступной местности Восточного Теннесси. Лидеры Конфедерации и их сторонники были напуганы и всерьёз опасались зарождения про-союзного восстания в штате, а 12 ноября было принято решение, что оно должно быть немедленно подавлено. Командовать войсками по охране железных дорог, а также наводить порядок в регионе был поставлен полковник Дэнвил Лидбеттер, который отличался высокой жестокостью. Он не только наблюдал за казнью диверсантов, но даже лично сделал некоторые петли, а затем велел тела казнённых повесить возле некоторых из атакованных мостов, при этом поезда обязали при проезде рядом сбрасывать скорость. Полковник сперва намеревался продержать так тела в течение 4 дней и ночей, однако необычно тёплый декабрь вынудил прекратить это зрелище уже через 36 часов.
Чтобы удержать в узде сторонников Севера, конфедераты применили к ним «железную руку», для чего 30 ноября в Ноксвилле было введено военное положение, а также издан приказ, согласно которому десятки влиятельных граждан штата, включая судью и нескольких наблюдателей, были без суда отправлены в тюрьму «до окончания войны»; всего же «за решёткой» оказались четыре сотни человек. Также 30 ноября Лидбеттер выпустил прокламацию к жителям Восточного Теннесси, в которой пригрозил, что в случае продолжения мятежей войска начнут вламываться в дома к обычным гражданам и изымать имущество, невзирая на возраст и пол жильцов. Это привело к тому, что Дэнвил Лидбеттер стал ненавидим местными жителями и получил репутацию «самого ужасного человека, самого большого труса и самого чёрного злодея среди хоть раз ступавших на Восточный Теннесси». Также значительная часть мужского населения региона, включая даже непричастных к случившемуся, покинули свои жилища и начали скрываться в горах. Спустя неделю после начала казней диверсантов полковник сообщил в Ричмонд, что ситуация в Восточном Теннесси взята под контроль, охрана мостов усилена, а сами железнодорожные компании стали более осторожными и бдительными, поэтому больше никто не осмелиться напасть на железные дороги, ведущие к Чаттануге.
В ответ на такие жестокие репрессии в Вашингтоне начались разговоры, что на помощь сторонникам федератов необходимо в штат отправить значительные силы армии Союза. Особенно эту идею проталкивали Хорас Мейнард, представляющий Теннесси в Конгрессе, и бывший губернатор штата Эндрю Джонсон. Их просьбы нашли отклик у Авраама Линкольна, который считал, что необходимо как можно скорее захватить Восточный Теннесси.

### Марш Бьюэлла на Теннесси

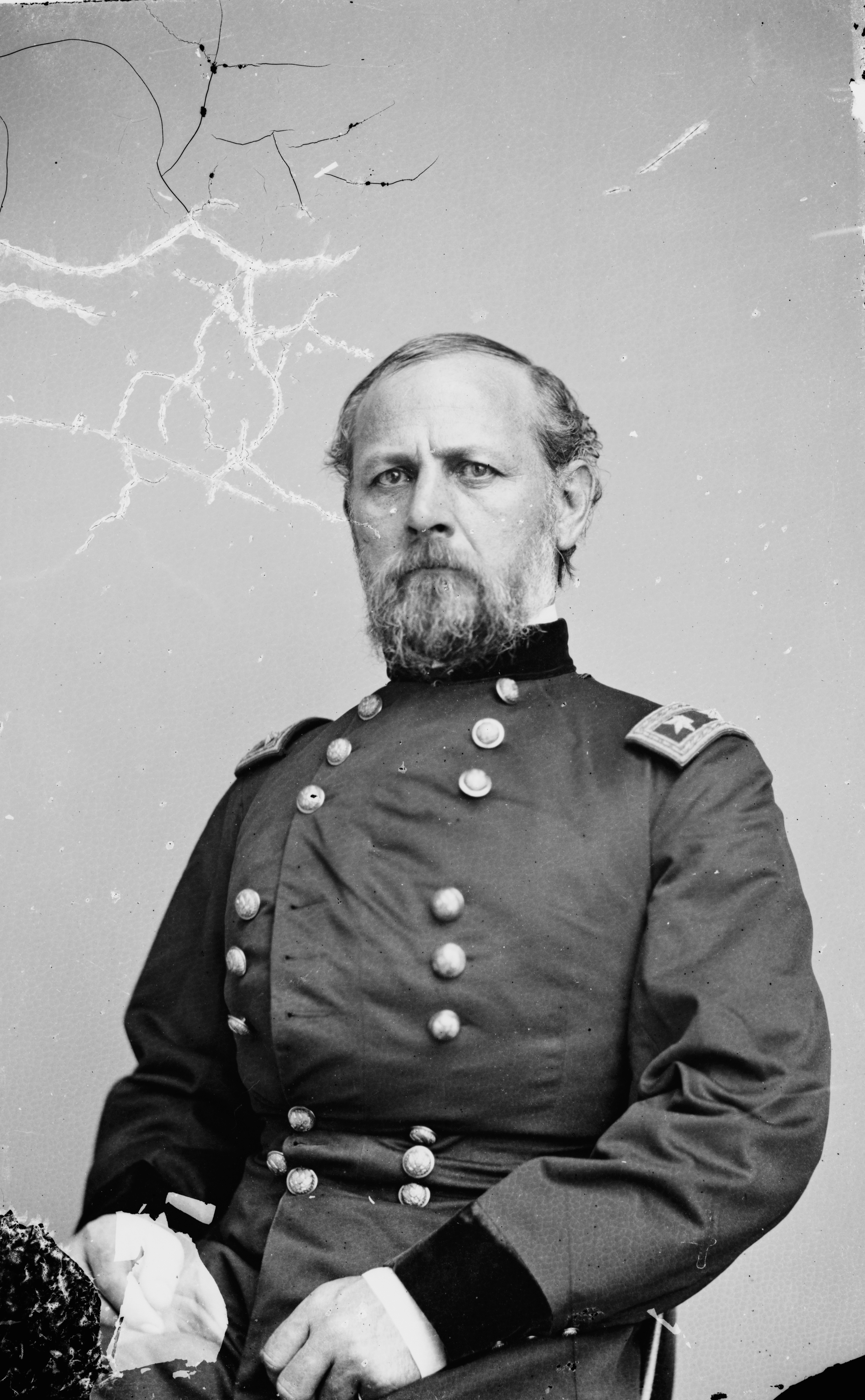
Дон Карлос Бьюэлл

Наступательные действия в Кентукки и Теннесси должна была вести Армия Огайо, расположенная близ Луисвилла (Кентукки) и которую незадолго до этого возглавил генерал Дон Карлос Бьюэлл, сменивший Уильяма Шермана. Бьюэлл имел репутацию грубого и жестокого офицера, который однако при этом отличался исключительной осторожностью. Вскоре после назначения он получил от президента США приказ при первой же возможности освободить Восточный Теннесси, при этом по мере необходимости захватив Нашвилл, а также одновременно с этим оборонять Луисвилл. Однако Огайская армия продолжала оставаться в Кентукки, несмотря на различные поступающие уведомления, просьбы, а то и вовсе мольбы. Бьюэллу обещали почёт и славу за спасение сторонников Союза от гнёта конфедератов, а тот в ответ заявлял, что также сочувствует жителям данного региона и скоро их ждёт освобождение. Это «скоро» однако растянулось на несколько месяцев и Рождество подчинённые ему войска встретили там же на окраине Луисвилла. 4 января 1862 года Авраам Линкольн отправил генералу телеграмму, в которой прямо спросил, когда уже тот отправит в Восточный Теннесси вооружение, на что на следующий день получил ответ, что оружие может быть отправлено только в сопровождении военных; тот факт, что у него в подчинении находятся 60 тысяч человек, Бьюэлл попросту проигнорировал.

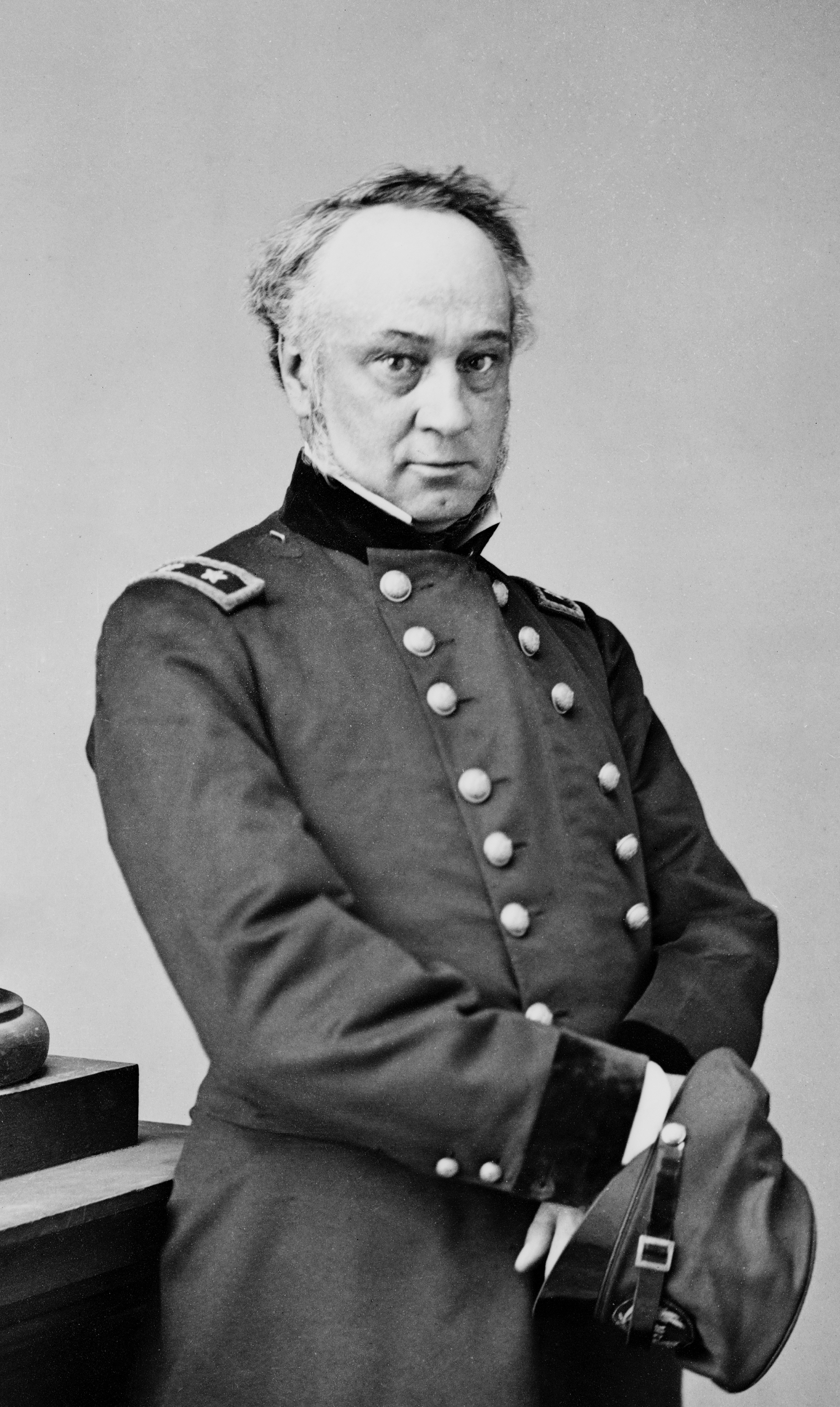
Генри Уэджер Халлек

Дон Бьюэлл решил, что стоит выдвигаться на юг и взять Нашвилл, который являлся столицей Теннесси, но этот слабо защищённый город представлял собой скорее политическую цель, нежели стратегическую, так как его взятие почти не повлияло бы на железнодорожные перевозки конфедератов, в отличие от взятия Чаттануги или Ноксвилла, что разорвало бы фронт южан. Поэтому в ответном письме на следующий день Линкольн прямым текстом написал, что хочет, чтобы вместо Нашвилла генерал захватил какую-нибудь пункт на железной дороге в Восточном Теннесси, ведь во-первых, взятие Нашвилла не прервёт сообщение по крупной железнодорожной магистрали, в отличие от взятия станций в Восточном Теннесси, а во-вторых, сами эти станции расположены в местности, где большинство населения лояльны Союзу, которые могут объединиться и примкнуть к военным, тогда как в Центральном Теннесси, где расположен Нашвилл, такого не наблюдается. Макклеллан в своём письме выразил солидарность с позицией президента, выразив сожаление, что Бьюэлл проигнорировал про-союзные настроения среди населения в восточной части Теннесси и убеждал, что захват данного региона жизненно необходим. В то же время Макклеллан использовал задержку Бьюэлла как оправдание собственных действий, в частности он заявил, что многочисленная Потомакская армия не сможет наступать на Ричмонд, пока Огайская армия не закрепится в Восточном Теннесси. 7 января командующему Огайской армией поступила телеграмма от Линкольна с требованием назвать конкретную дату, к которой его войска смогут выступить на юг для совместных действий с генерал-майором Генри Халлеком, который командовал войсками в Западном Теннеси; при этом было отмечено, что промедление губительно сказывается на союзных войсках. Однако ни один из двух генералов не дал чёткого ответа; второй и вовсе заранее прислал длинное письмо, в котором был назван целый ряд причин, почему наступать не только не имеет смысла, но и является полной глупостью.

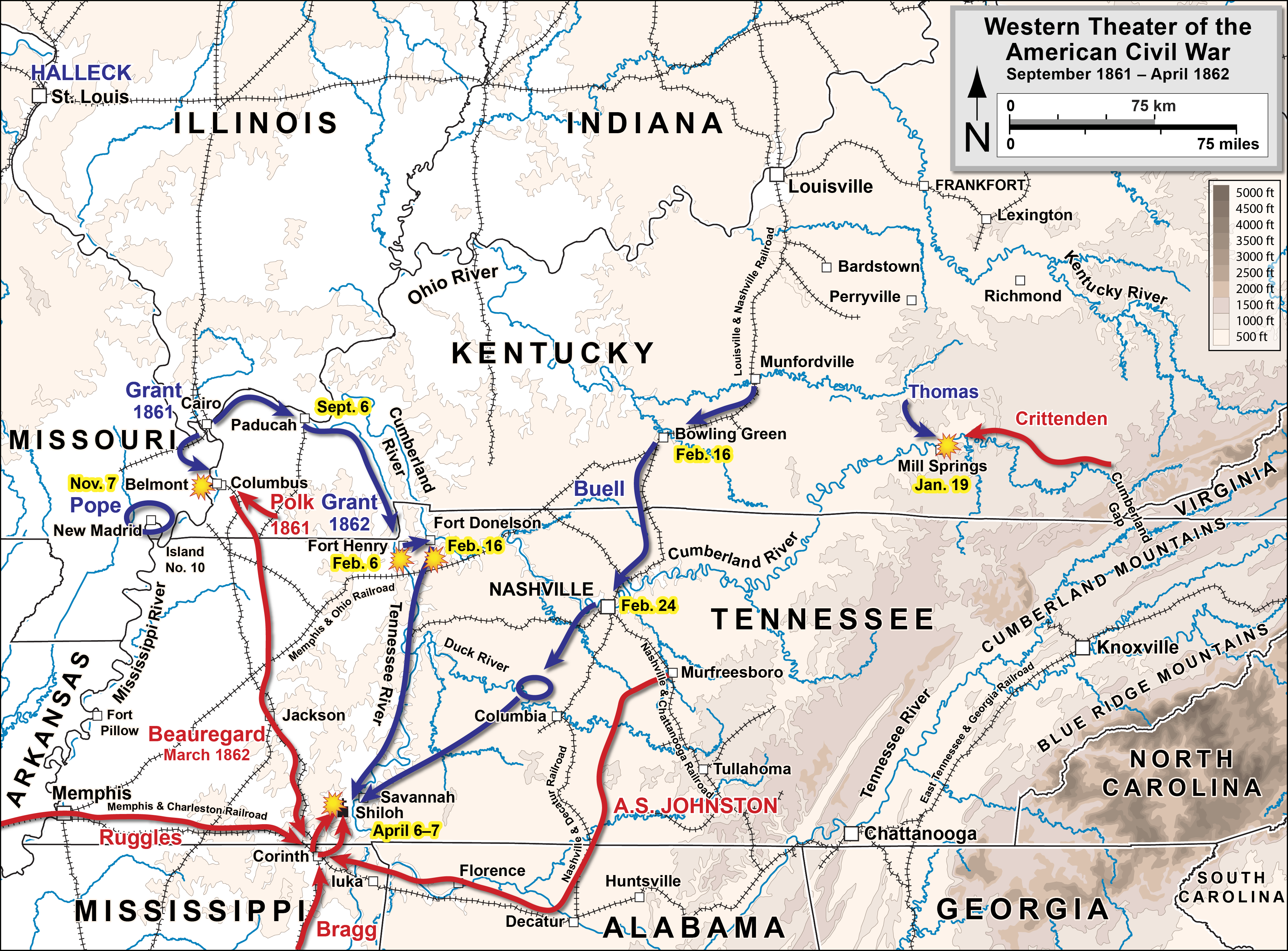
Стратегическая ситуация на западном театре с сентября 1861 по апрель 1862 года

Лишь ближе к концу февраля Бьюэлл направился из Боулинг-Грина (Кентукки) на юг в сторону Нашвилла. Марш армии пришёлся на начало весенней распутицы, из-за чего продвижение было очень медленным, а однажды утром из-за внезапных заморозков артиллерия федератов и вовсе вмёрзла в грязь; солдаты про такое наступление шутили что «Бьюэлл всегда спешил медленно». К тому времени армия насчитывала уже 73 тысячи человек, но как такового взятия столицы Теннесси не было, так как войска конфедератов успели оставить её 23 февраля. Когда же к городу подошли войска Бьюэлла, мэр на небольшой лодке переправился через реку Камберленд и сообщил о капитуляции, что помогло спасти Нашвилл от разрушений. Но после этого Огайская армия оставалась на северном берегу на протяжении нескольких дней; Бьюэлл за эти дни успел даже получить долгожданное повышение до генерал-майора, а также комплемент от президента за «осторожную энергичность». Излишне осторожный генерал-майор оказался в непростой ситуации, когда был вынужден сохранять в городе оккупационный режим, для чего просил подкреплений и игнорировал призывы Халлека продолжать марш на юго-запад и объединиться с войсками Улисса Гранта. Бьюэлла уже критиковали даже собственные офицеры, так как после первого приказа о захвате Восточного Теннесси спустя несколько месяцев войска находились ещё в 140 милях (225 км) от Чаттануги. Воспользовавшись такой медлительностью армии Огайо, войска южан под командованием генерала Уильяма Харди не только смогли сохранить силы, вовремя отступив на юг, но и в процессе отступления разрушить железнодорожные пути и сжечь мосты и эстакады, что должно было замедлить дальнейшее продвижение северян.
11 марта 1862 года по указанию Линкольна генерал Генри Халлек возглавил Миссисипский департамент, которому подчинялись все западные армии, включая войска Гранта и Бьюэлла. В середине марта последнему поступил от Халлека приказ немедленно выдвигаться на запад, чтобы соединиться с силами Гранта и сообща противостоять армии Конфедерации, состоящей из совместно действующих войск генералов Альберта  Джонстона и П. Г. Т. Борегара, расположенных в Коринте (Миссисипи). Получив такой приказ, Бьюэлл разделил свою армию на несколько частей. Прежде всего, он оставил в городе гарнизон из 18 тысяч человек, который должен был обеспечивать безопасность Среднего Теннесси. Далее на восток был отправлен отряд солдат под командованием бригадного генерала Джорджа Моргана, который должен был обеспечивать прикрытие со стороны Камберлендского ущелья. Ещё один отряд под командованием бригадного генерала Ормсби Митчела, численностью 10 тысяч человек и известный как Третья дивизия, должен был совершить марш через Теннесси на юг в Северную Алабаму и захватить Мемфис-Чарлстонскую железную дорогу, когда для этого представится возможность. Основная часть армии Огайо численностью 37 тысяч человек направилась по шоссе на юго-запад, чтобы через несколько недель встретиться с тремя дивизиями Гранта на берегу реки Теннесси в деревушке под названием Шайло.

### Марш-бросок Третьей дивизии
У меня есть только одна проблема, и это моя зависимость от других, которые слишком медленные. Вся война идёт слишком медленно.Ормсби Митчел, письмо Джорджу С. Коу от 2 апреля 1862 года

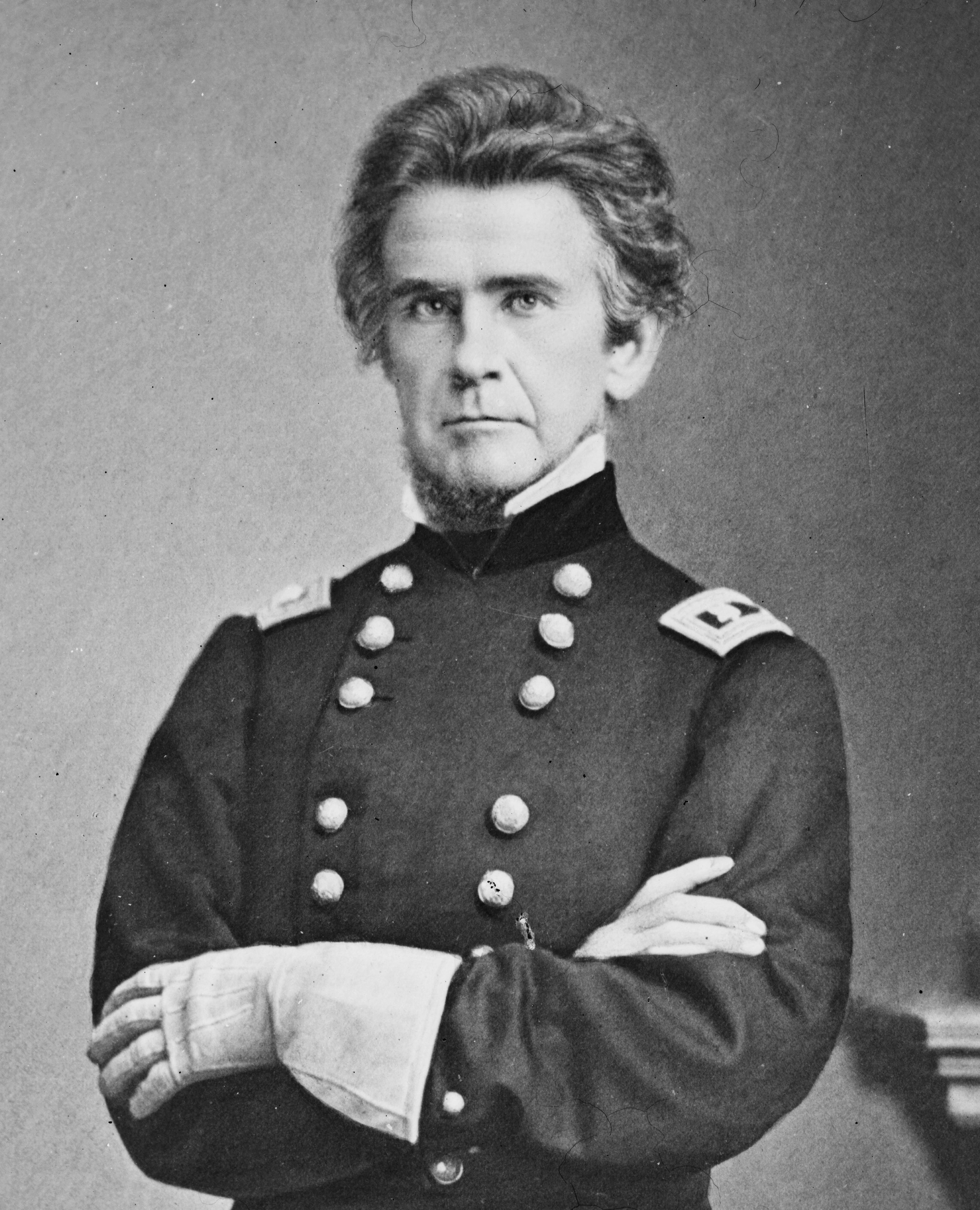
Ормсби Митчел

Бригадный генерал Ормсби Макнайт Митчел критиковал осторожность Бьюэлла, а также его попытку завоевать доверие жителей Нашвилла возвращением беглых рабов, которые в свою очередь искали в армии Севера спасение от хозяев. Он несколько недель безуспешно убеждал своего командира продолжать марш на юг, а когда тот, следуя приказу свыше, был вынужден разделить свою армию на несколько частей и отправился в сторону сил Гранта, Митчел наконец получил некоторую свободу действий. 18 марта он свернул свой лагерь близ Нашвилла и повёл Третью дивизию на юг в сторону Алабамы.
Марш был трудным, но войскам понадобилось два дня, чтобы пройти 45 миль (72 км) к Мерфрисборо. Однако на берегу реки Стонс быстрое продвижение Митчела застопорилось, так как дикси воспользовались промедлением Бьюэлла и успели при отступлении уничтожить три железнодорожных моста. Требовалось восстановить 1200 футов (366 метров) переправ, но до войны генерал успел поработать железнодорожным инженером и в данном случае лично руководил строительным процессом. Работы продвигались быстро и уже через несколько дней два моста были построены, а третий почти закончен. Но Митчел не мог продолжать марш, так как ремонт эстакад близ Нашвилла шёл достаточно медленно, а без них линия снабжения Третьей дивизии была разорвана; сам Ормсби в письмах на родину ругал высокое начальство, которое не разрешило ему взять на себя управление железной дорогой, из-за чего он вынужден «ждать, ждать и ждать». Но 27 марта он получил депешу от Бьюэлла, согласно которой мог сконцентрировать свои силы для наступления или обороны, при необходимости, а также перечислялись несколько вероятных целей на территории Среднего Теннесси и Северной Алабамы. Бьюэлл писал, что не считает «нужным делать больше, чем предлагать… эти общие факты», и что Митчел должен сам прекрасно понять «как воспользоваться ими или защититься от них в зависимости от обстоятельств».
Содержание депеши было весьма расплывчатым, но Ормсби воспринял это как разрешение использовать находящиеся под его командованием 8 тысяч человек по собственному усмотрению. Восстановив мосты и проведя линию снабжения на юг, Третья дивизия продолжила свой марш и в первой неделе апреля оказалась близ городка Шелбивилл (Теннесси), разбив лагерь на берегу реки Дак. Жители городка оказали на удивление радостный приём прибывшим солдатам-северянам. Польщённый их радушием, Митчел устроил свой штаб в здании на городской площади, откуда открывался вид на реку и лагерь. Затем он отправил на юг разведчиков, которые должны были изучить обстановку, а сам начал планирование дальнейшего наступления. В письме от 2 апреля он сообщил, что мечтает командовать всей железной дорогой до Чаттануги, а открытая местность даёт широкий простор для манёвров; в конце было указано, что через несколько дней он будет отправлять сообщения уже из Декейтера, а может даже и из Чаттануги.

## Первая попытка

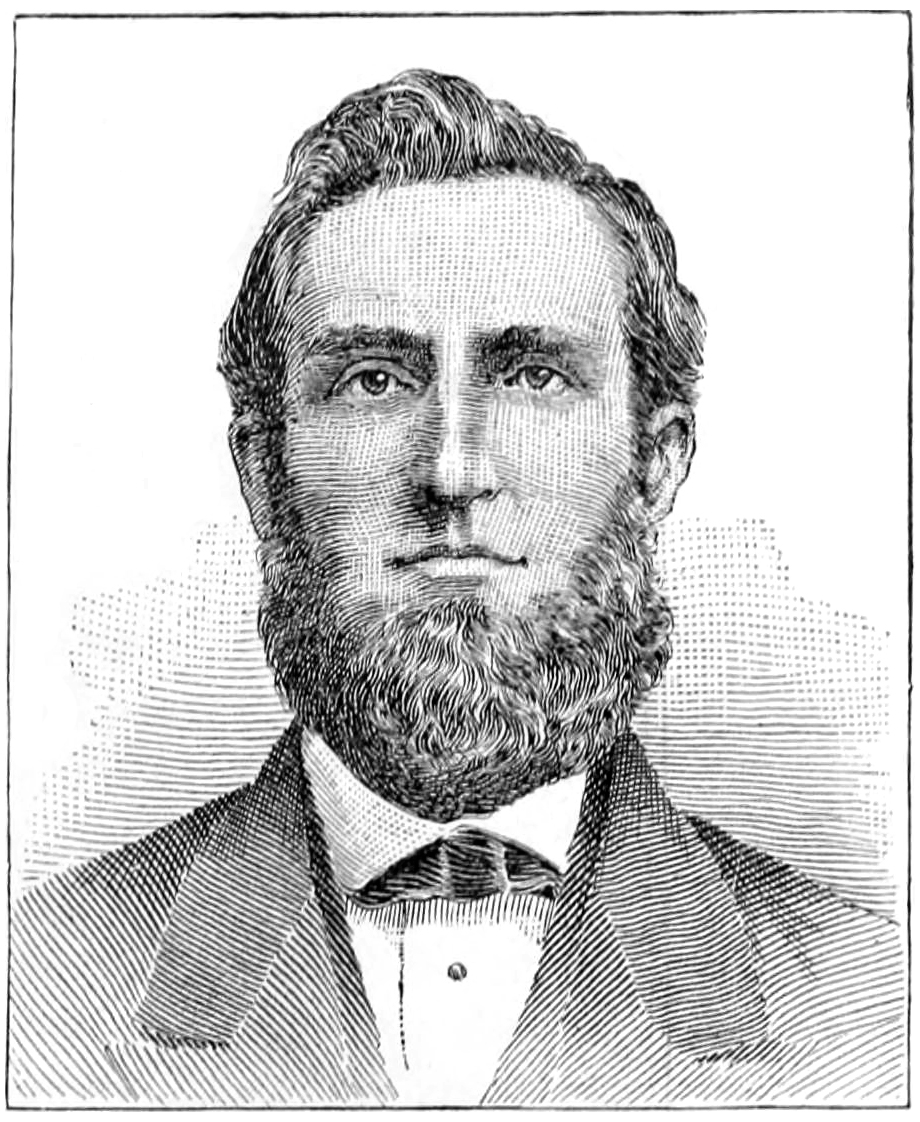
Джеймс Эндрюс

Джеймс Эндрюс из Кентукки с осени 1861 года занимался контрабандой, доставляя в Дикси в обход блокады северян различные медикаменты, прежде всего хинин, который там был остро необходим в связи с бушевавшей малярией. Втеревшись в доверие к конфедератам, Эндрюс затем доставлял Союзу различную информацию. Его мало кто знал, но многие о нём слышали по обе стороны фронта; современники отмечали, что он был сторонником Союза только на словах, а шпионажем, как и контрабандой, занимался прежде всего ради собственной выгоды. Джеймс уже сотрудничал с Доном Бьюэллом, когда прибыв в оккупированный Нашвилл в первой половине марта 1862 года и встретившись с генералом предложил последнему достаточно смелый план по помощи армии Севера. Согласно этому плану, восемь солдат под руководством шпиона и замаскированные под южан должны были проникнуть в Атланту. Там предстояло встретиться с машинистом, работавшим на железной дороге в Джорджии и который, по утверждению Эндрюса, был готов вместе со своей бригадой перейти на сторону Союза. Далее отряд под видом пассажиров следовал в нужном поезде до выгодного остановочного пункта, в котором захватывал локомотив и направлялся на нём до Чаттануги, при этом по пути обрывая линии связи, а после следуя дальше на запад добирался до Бриджпорта, где уничтожал большой мост через реку Теннесси. Также Уильям Питтенгер — будущий рейдер, предполагал, что Эндрюс мог намереваться сжигать мосты как к югу от Чаттануги, на что указывает достаточно большое удаление от неё Атланты, которую он выбрал в качестве начального пункта поездки на поезде, так и небольшие мосты к западу от этого важного узла.
Уже после войны Бьюэлл писал, что от Эндрюса как от шпиона было мало пользы, так как он доставлял устаревшую информацию. Что же до предложенного плана, то осторожный генерал считал его заранее обречённым на провал. Но контрабандист-шпион был достаточно красноречив и сумел убедить Бьюэлла, что этот рейд способен нарушить логистику армии Конфедерации на данном направлении на несколько дней или даже недель в критический для последней момент, в том числе помешать перебросить войска и снаряжение в Коринт. План был дерзким и смелым, но он позволил бы избавить генерала от опасений по поводу фланговой или тыловой атаки южан и отправить войска в помощь генералу Улиссу Гранту. К тому же в данном случае рисковать пришлось бы лишь небольшой группой человек — шпиона и восьми солдат, поэтому Дон Бьюэлл всё-таки одобрил эту операцию. Через Бьюэлла шпион познакомился с Митчелом, которого смог убедить выделить на операцию своих людей. Добровольцы отбирались из 2-го Огайского пехотного полка в условиях строжайшей секретности; по воспоминаниям остальных служащих данного полка, исчезновение восьми сослуживцев стало для них полной неожиданностью, так как в план были посвящены всего несколько офицеров.
Огайцам выдали гражданскую одежду, а также 40 долларов в золотых монетах. Преодолев пешком 40 миль (64 км), на следующий день четверо из них прибыли в Таллахому, где переночевали и утром третьего дня на поезде направились в Атланту, при этом по пути поезд сделал остановку на станции Биг-Шанти (Big Shanty, в настоящее время — Кеннесо), где пассажиры смогли позавтракать (вагоны-рестораны появятся лишь через 6 лет). К вечеру эта половина отряда прибыла до пункта назначения, где и переночевала в местной гостинице. На следующий день в Атланту прибыла вторая половина группы, а также и сам Эндрюс, который сообщил, что не смог найти своего знакомого машиниста, однако надеется всё же его встретить. В тот же вечер двое из рейдеров попытались оборвать телеграфные провода и едва не были схвачены южанами, но смогли изобразить обезумевших от переутомления работников телеграфа, что помогло им избежать плена. На следующее утро Эндрюс принёс плохую новость — его знакомый машинист был переведён на дорогу в Восточном Теннесси, а потому не сможет участвовать в рейде. Никто в отряде при этом не имел ни опыта вождения поезда, ни даже опыта работы кочегаром, а идея с захватом какого-нибудь машиниста в плен и использование его для вождения паровоза была отклонена как слишком опасная. В связи с этим северяне на поезде отправились из Атланты в Чаттанугу, при этом по пути изучив обстановку вокруг линии, в том числе заметив у станции Биг-Шанти небольшой учебный лагерь конфедератов, который появился там в июле 1861 года, а когда в феврале 1862 Джефферсон Дэвис издал приказ о формировании в Джорджии двенадцати новых полков, лагерь был расширен. Из Чаттануги огайцы по отдельности направились на север к линии фронта и через несколько дней вернулись в свой полк. В общей сложности они отсутствовали около недели; Эндрюс на территории КША задержался чуть дольше, чтобы получить больше информации о Западно-Атлантической дороге. Позже все участвовавшие в этом рейде восемь добровольцев признали высокую опасность задания и категорически отказались принимать участие в следующей попытке. Как сказал один из них, за всё время нахождения на территории врага его не покидало ощущение, словно на шее болталась верёвка, а другой участник заявил, что если Эндрюс и Митчел хотят сжечь мосты, то пусть и делают это сами.
Хотя в ходе данного рейда поставленные задачи не были выполнены, однако он позволил выяснить, что, оказывается, замаскированной группе солдат из армии Севера очень легко проникнуть в тыл армии Юга, тем самым подготовив почву для следующей попытки.

## Подготовка к новому рейду

Западно-Атлантическая железная дорога

Когда в начале апреля контрабандист вернулся в Средний Теннесси, то обнаружил, что армия Огайо разделена и её части движутся в разные стороны. Тогда он решил не возвращаться к Бьюэллу, поехав сразу к Митчелу, что само по себе являлось либо умной идеей, либо удачной, так как последний был уже не таким осторожным, а потому поддержал бы идею об ещё одной попытке. Вечером в воскресенье 6 апреля Эндрюс прибыл в лагерь Третьей дивизии и попросил аудиенции с генералом. Их беседа прошла в штабе дивизии и без свидетелей, при этом её детали неизвестны, так как никаких записей не велось, приказов не издавалось, а оба участника умрут в течение полугода, так и не успев ничего рассказать. Однако из текста писем и депеш Митчела в адрес генерала Дона Бьюэлла и министра финансов Салмона Чейза становится понятно, что на сей раз план контрабандиста был ещё более подробным и амбициозным. Теперь рейдеры должны были проникнуть на вражескую территорию почти до самой Атланты, там захватить поезд и самостоятельно им управляя направиться по Западно-Атлантической железной дороге на север до Чаттануги. Следуя по пересечённой местности Северной Джорджии данная дорога имела на своём протяжении не менее 17 мостов, в том числе балочный через реку Этова у Алатуны, крытый через реку Устанола близ Резаки и одиннадцать крытых мостов через извилистый ручей Чикамога-Крик. Эндрюс предлагал сжечь мосты к северу от реки Этова, по возможности разобрать на некоторых участках пути, а также по дороге обрывать линии телеграфа; численность отряда при этом должна была быть увеличена втрое, что должно было обеспечить рейд необходимым числом рук, а при необходимости оказать сопротивление гражданским лицам или местным ополченцам. Прибыв в Чаттанугу на станцию Маркет-Стрит, рейдеры должны были перевести стрелки и направить свой поезд на запад сперва по Нашвилл-Чаттанугской дороге, а затем Мемфис-Чарлстонской, выйдя навстречу наступающим силам северян.
Орсби Митчел, как бывший железнодорожник, осознавал, насколько важны контроль над железными дорогами и перевозки по ним. Более того, именно Митчел ещё в сентябре 1861 года предлагал сжечь мосты близ Ноксвилла, что должно было нарушить логистику южан, но эту идею отверг Уильям Шерман, который тогда был выше по званию. План по выведению из строя железнодорожных линий в Северной Джорджии был смелым и при этом не требовал больших первоначальных материальных и человеческих ресурсов, завися прежде всего от быстроты и тщательной синхронизации передвижений железнодорожных рейдеров и Третьей дивизии. Был риск потерять несколько добровольцев-лазутчиков, но и потенциальная выгода была действительно огромной, так как рейд глубоко в тылу южан посеял бы среди последних неразбериху и панику, которые должны были особенно усилиться по мере наступления Третьей дивизии на юг и восток. А в лучшем случае гарнизон в Чаттануге оказался бы отсечён от поставок снабжения и пополнения, в связи с чем через несколько дней был бы готов капитулировать, тем самым осуществив мечту Митчела о взятии этого города. Также одним из факторов стала необходимость координации сил налётчиков и военных, тогда как генерал отличался строгой пунктуальностью и одобрял подобное. С учётом всего вышесказанного, Орсби согласился с предложенным планом. Затем Митчел и Эндрюс обсудили ряд деталей, в том числе синхронизацию передвижений и финансирование операции, включая приобретение гражданской одежды, стрелкового оружия и прочей амуниции. Возможно, оговаривали и финансовое вознаграждение за идею, но мнения по этому вопросу расходятся: одни позже утверждали, что контрабандист должен был получить 20 000 долларов, другие — 50 000 долларов золотом, а третьи — неопределенную, но большую сумму, а также право беспрепятственно торговать через границу в пределах 5000 долларов в месяц.
Той же ночью капитанам бригады полковника Джошуа Силла были лично переданы устные указания, чтобы из восемнадцати рот, входящих в состав 2-го, 21-го и 33-го Огайских пехотных полков, были отобраны добровольцы для особого и опасного задания. При этом не было никакого письменного приказа, в котором были бы прописаны критерии отбора, поэтому капитаны для выполнения поставленной задачи выбирали солдат разных званий — от рядового до сержант-майора. Так как Эндрюс извлёк урок из предыдущей попытки и попросил, чтобы в числе рейдеров оказались и машинисты, при отборе из 21-го полка был сразу выстроен весь состав, после чего полковник попросил сделать вперёд два шага тех, кто имел опыт управления локомотивом. Вышли только двое — рядовые Уильям Найт и Уилсон Браун; как рассказывал в интервью Найт, он неправильно понял слова командира и ошибочно решил, что будет управлять всего лишь пилой или мельницей. Из 33-го полка также был отобран капрал Мартин Хоукинс, который из всех добровольцев считался самым опытным машинистом. По возвращении в роту капитаны либо лично уведомляли отобранных солдат, либо направляли в штаб к полковнику для получения дальнейших инструкций. Уилсон Браун как бывший машинист был отправлен сразу к Митчелу, который изучил документы и даже обсудил с солдатом некоторые детали предстоящей операции, в том числе предупредил, что следует спешить, ведь в случае наступления армии Севера перевозки на данной дороге возрастут, что усложнит выполнение задачи. Добровольцам было сообщено, что задача их миссии — уничтожить мосты на одной из основных транспортных артерий противника, но сама эта операция отличается высокой опасностью, так как в случае провала её участникам может угрожать смертная казнь. Но к тому времени Третья дивизия ещё не участвовала в сражениях, а потому большинство солдат не осознавало опасности, с которой им предстоит столкнуться. Всего было отобрано не менее 30 человек, из которых участвовать в рейде согласились 22; также к ним примкнул один гражданский — Уильям Кэмпбелл, который в тот день навещал друзей из 2-го полка. Таким образом, вместе с Джеймсом Эндрюсом, всего в рейде участвовали 24 человека.
Добровольцам было приказано раздобыть гражданскую одежду, а также выданы пропуска в расположенный в миле от лагеря городок Шелбивилл для приобретения там провизии. Так как на весь Шелбивилл имелось всего два — три магазина, то будущие рейдеры периодически там видели друг друга, что и помогло им узнать напарников по операции. При возвращении в лагерь многие обходили знакомых, выпрашивая у них отдельные элементы гражданской одежды. Дэниель Дорси так и не нашёл себе новые штаны, из-за чего был вынужден начать поход в Дикси в форменных синих. В число лазутчиков входил и близорукий капрал Уильям Питтенгер, который до войны работал школьным учителем, а также военным корреспондентом в газете Steubenville Herald (с англ. — «Вестник Стьюбенвилла»). Сослуживцы недолюбливали его за излишнюю болтливость, а один из рейдеров даже пошутил, что Питтенгера включили в состав отряда  как корреспондента; по иронии судьбы, Уильям Питтенгер войдёт в историю прежде всего как автор книг о предстоящем рейде.
Вечером в понедельник 7 апреля уже после заката добровольцы собрались на холме на территории местной фермы. Там в небольшой роще близ дороги произошла их встреча со своим лидером. Сама это встреча происходила в условиях начинающейся грозы, а периодические раскаты грома вынуждали Эндрюса при беседе делать паузы. Глава рейдеров объяснил всем присутствующим высокую важность предстоящей операции, которая могла изменить ход войны, но также и предупредил о её высокой опасности, так как если солдаты будут схвачены в замаскированном виде, то их повесят как шпионов, а могут даже и ликвидировать сразу на месте. Когда же никто из огайцев не передумал и не изъявил желание вернуться в лагерь, Эндрюс дал инструкцию, согласно которой лазутчики должны были разделиться на небольшие группы и направляться сперва на восток через Камберлендские горы, затем на юг к реке Теннесси. Переправившись через реку, необходимо было достичь Чаттануги не позднее четверга [10 апреля] после полудня, чтобы успеть на поезд на юг, на котором надо было доехать до Мариетты. Сам Эндрюс при этом будет ехать по той же дороге, иногда впереди, иногда позади, и при необходимости оказывать любую посильную помощь, но в то же время каждому стоило полагаться на себя, быть бдительным и благоразумным. Сама дорога обещала быть трудной, особенно на восток по пересечённой местности, тогда как в запасе было всего три дня и три ночи, поэтому участникам были розданы большие суммы в конфедеративных долларах, для найма попутного транспорта, а также приобретения пропитания. В пятницу 11 апреля отряд должен был сесть на следующий в Чаттанугу поезд, после захвата которого направиться на нём дальше на север, при этом по пути сжигая крытые мосты, а также обрывая линии связи, чтобы железнодорожники не могли сообщить о случившемся дальше по дороге.
На вопрос одного из солдат, что говорить, если их начнут расспрашивать по дороге, Эндрюс сказал, что наиболее правдоподобной будет легенда, согласно которой они из Кентукки и бежали от власти янки, чтобы завербоваться в армию Юга, но при этом рекомендовалось под любым предлогом не вступать в армию КША и вообще держаться от неё подальше, только если не будут загнаны в угол; но даже в этом случае при первой возможности стоило попытаться дезертировать. На случай ещё более пристального расспроса контрабандист посоветовал говорить, что они из округа Флеминг, так как сам несколько лет там прожил и считал, что ни один житель из этого округа никогда не перейдёт на сторону конфедератов, а потому вероятность встретить солдат-южан из Флеминга практически нулевая. На высказывание, что план слишком амбициозен, лидер лазутчиков рассказал, что утром 8 апреля Третья дивизия должна начать свой быстрый марш на юг и 11 апреля захватит Хантсвилл, как раз тогда, когда от Атланты окажется отрезана Чаттануга, благодаря чему Митчел сможет захватить и удержать и этот важный город. Но чтобы осуществить такой план, стоит спешить, так как последний нужный поезд отправляется из Чаттануги на юг в четверг 17 часов. Узнав, что их действия будут скоординированы в действиями своего генерала, оптимизм участников значительно возрос, после чего они попрощались с Эндрюсом и стали небольшими группами покидать рощу.
Небольшой дождь, который начался при встрече, к моменту её окончания быстро сменился на ливень. Шёл этот дождь на протяжении десяти дней.

## Поход в Глубокий Юг
Огайцам предстояло успеть менее чем за 4 дня преодолеть путь в 200 миль (320 км), из которых первые 90 миль (145 км) — пешком, причём как можно быстрее. К тому же на первом участке пути предстояло пересечь линию фронта, а значит не попасться патрулям обеих сторон. Но с самого начала группам пришлось идти под проливным дождём, который создал распутицу, затрудняющую передвижение. Впоследствии Джон «Альф» Уилсон рассказал про первый день пути, что тогда «словно весь штат был покрыт слоем воды».
В самую крупную из групп входили Уильям Питтенгер, Уильям Кэмпбелл, Чарльз Шадрак и Джордж Уилсон — всего 4 человека, что могло вызвать некоторые подозрения. Остальные же в основном сперва предпочитали идти парами, однако постепенно стали сбиваться в группы покрупнее. В первую ночь группы по пути на восток смогли преодолеть всего несколько миль, после чего решали переждать до утра в попавшихся по пути сараях, амбарах, а то и вовсе в помещениях для рабов. На следующий день [8 апреля] некоторые группы были задержаны бдительными патрулями северян в Уортрейсе, который на тот момент уже был оккупирован союзниками, но отпущены после вмешательства Эндрюса, либо получения сообщения из штаба бригады. В пути некоторые  участники смогли раздобыть лошадей, либо наняли повозки, что помогло ускорить их продвижение; сам Эндрюс использовал лошадь, вероятно, своего знакомого из Нашвилла, что помогало ему периодически вырываться вперёд для разведки обстановки. По-возможности огайцы расплачивались за услуги деньгами, но часто люди, поверив в легенду, помогали им безвозмездно. К вечеру некоторые группы, а также их лидер достигли Манчестера, где Дорси наконец смог приобрести новые штаны. В среду 9 апреля уже были преодолены Камберлендские горы, при этом группы уже шли менее разрозненно, постепенно сбиваясь всё плотнее, тем более что они уже находились далеко за линией фронта, а значит и подозрений вызывали гораздо меньше.
Рейдеры должны были быть в Мариетте к утру пятницы, однако из-за непогоды отставали от намеченного графика. Но это отставание можно было и нагнать, если идти и по ночам, что было доказано Джоном Портером и Мартином Хоукинсом, которые смогли достичь Маретты к утру 11 апреля. В свою очередь пунктуальный Митчел, невзирая на сложные метеоусловия, стремился успеть захватить Хантсвилл в пятницу, как и было заранее оговорено. Однако Эндрюс такой пунктуальностью не обладал, вместо этого подстраиваясь под изменяющиеся условия; к тому же он привык работать с осторожным Бьюэллом и у него сложилось ложное мнение, что все генералы Союза ведут себя также. Основываясь на таких ложных выводах, лидер рейдеров предположил, что Митчел перенесёт захват Хантсвилла на один день, поэтому будет вполне логичным, если и захват поезда будет перенесён с пятницы на субботу. К вечеру среды среди отдельных групп была распространена информация, что Мариетты надо достичь на день позже — к вечеру пятницы 11 апреля. По воспоминаниям лазутчиков, они восприняли эту новость с «большим облегчением», не подозревая, что на самом деле она окажется роковой ошибкой. Никто из них не подозревал, что ранним утром в среду 9 апреля Третья дивизия свернула лагерь и направилась на юг в сторону Фейетевилла, стремясь при этом сохранять высокий темп движения, невзирая на неровные дороги, а в четверг 10 апреля уже после заката в условиях высокой секретности остановилась всего в десятке миль от Хантсвилла, чтобы захватить его на следующий день.
Также в процессе перехода через Камберлендские высоты численность участников рейда сократилась на пару человек, так как Сэмюэл Левеллин (Samuel Llewellyn) и Джеймс Смит (James Smith, настоящее имя — Ovid) перейдя горы не стали задерживаться у их подножья, а продолжили уже ночью свой путь через деревню Джаспер, где попались патрулю конфедератов. Патрульные оказались слишком бдительными и их смутили незнакомцы, которые оказались здесь дождливой ночью без рюкзаков и сменной одежды, поэтому сказали, что арестуют их, так как никакой здравомыслящий житель Кентукки, который хочет вступить в ряды конфедеративной армии, не станет для этого направляться в Джорджию; если же незнакомцы действительно хотят вступить в ряды дикси, то пусть это делают тут же в Восточном Теннесси. Для отвода подозрений, Левеллин и Смит были вынуждены вступить в армию Юга; по иронии судьбы, вскоре их записали в подразделение полевой артиллерии, ответственное за оборону Чаттануги. Другие группы обошли Джаспер, либо пересекали его уже днём, когда патрули были не настолько бдительными: если огайцев и останавливали, то после беседы позволяли идти дальше. Ко второй половине четверга большинство налётчиков успешно миновали эту деревню. Росс, Бенсингер, Браун, Портер и Хокинс пройдя ещё 5 миль (8 км) смогли пересечь реку Теннесси и поймать санитарный поезд, который вёз в Чаттанугу раненных солдат-конфедератов, возвращающихся с поля боя при Шайло; в Чаттануге они остановились в главной гостинице «Кратчфилд-хаус». Остальные группы старались держаться друг от друга на некотором расстоянии и делали вид, что незнакомы. Джеймс Эндрюс, а также Дорси, Славенс, Питтенгер, Кэмпбелл, Шадрах и Буффум ночевали в гостинице «У вдовы Холл» (Widow Hall’s) на берегу Теннесси. Уильям Реддик и Джон Уолам ночевали в доме местного жителя, который, как оказалось, являлся отцом лодочников и помог с переправой через реку; Джон Портер и Мартин Хоукинс не получили сообщение от Эндрюса и продолжили путь к Мариетте ночью, достигнув пункта назначения утром 11 апреля, опередив таким образом своих коллег.
Той же ночью в 2 часа находящаяся в десятке миль от Хантсвилла Третья дивизия возобновила марш и практически незамеченной миновала деревню Меридианвилл. В нескольких милях от цели по заранее согласованному плану от колонны отделились три кавалерийских отряда, которые под командованием полковника Джона Кеннета (John Kennett) направились вдоль железной дороги к назначенным целям. В 6 утра кавалерия ворвалась в город и промчавшись вдоль железнодорожных путей заблокировала их на выходе. Одновременно с ними на городскую площадь ворвалась пехотная бригада под командованием Джона Турчина. Один из важнейших городов Конфедерации был захвачен врасплох и взят практически без единого выстрела. Добыча Третьей дивизии при этом составила несколько сотен пленных солдат и офицеров армии Юга, 15 исправных паровозов и 80—150 вагонов, а также большие запасы хлопка и остальных товаров. Лишь один локомотив успел вырваться из блокированного города.

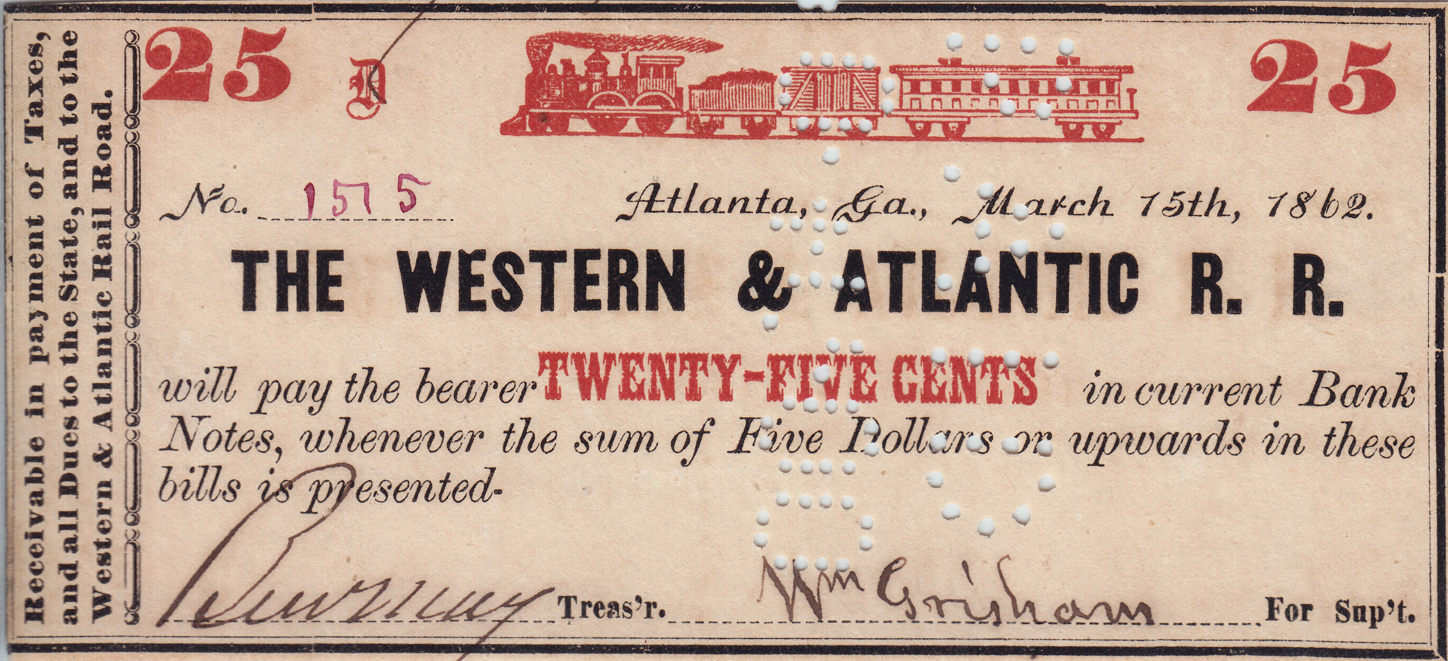
Билет Западно-Атлантической дороги

Те, кто ночевал в гостинице «Холл», утром 11 апреля столкнулись с неприятным фактом, что переправа людей через реку Теннесси была запрещена из-за неясного сообщения о приближающейся армии северян, поэтому рейдеры направились сразу в сторону Чаттануги, приблизившись к которой уговорили местного лодочника переправить их через реку. На противоположном берегу группа привлекла внимание отставного офицера-конфедерата Уильяма Исраела Стэндифера (William Israel Standifer). Как впоследствии вспоминал Стэндифер, огайцы выглядели довольно пёстро, причём речь шла не об одном — двух людях, а сразу о целой толпе, что очень походило на попытку обмануть; подобные подозрения замаскированные федераты вызывали и у многих других офицеров противника, но от задержания спасало большое удаление от линии фронта, так как никто из южан не подозревал, что северяне заберутся так далеко. В самой Чаттануге к середине пятницы было большое оживление, так как поступила информация о взятии федератами Хантсвилла, поэтому часть людей старалась уехать подальше от надвигающейся голубой армии, а другая часть, которая направлялась для пополнения серой армии, теперь отправлялась в другие города. О захвате Хантсвилла узнали и некоторые рейдеры, что посчитали для себя плохой новостью. Сама Чаттануга, несмотря на поступающие с фронта новости, при этом относительно слабо оборонялась, в том числе в конце марта генерал Кирби Смит писал в Ричмонд, что гарнизон деревни составляет всего 260 бойцов.
Некоторые огайцы успели уехать из Чаттануги на утреннем поезде; остальные приобрели билеты на вечерний, который отправлялся в 17 часов. Вагоны были переполнены пассажирами, в том числе нетрезвыми солдатами-конфедератами, которые направлялись в отпуск. Сам поезд при этом двигался относительно медленно. так как в расписании была заложена средняя скорость 16 миль/ч (26 км/ч) для безопасного прохождения кривых. В 38 милях (61 км) от Чаттануги была сделана остановка в Долтоне, где на станции пассажиров накормили ужином. При проезде ночью различных станций, включая Кингстон, северяне не могли не заметить шум большого числа грузовых поездов, а у станции Биг-Шанти увидели большой лагерь армии Юга. Примерно в полночь поезд прибыл в Мариетту. В этом городке с населением 3 тысячи человек было две гостиницы: отель «Мариетта» (Marietta Hotel), расположенный в южной части городской площади и принадлежащий Генри Грину Коулу (Henry Greene Cole) из Нью-Йорка, а также «Флетчер-Хаус» (Fletcher House), расположенный у железнодорожной станции близ путей и принадлежащий Диксу Флетчеру (Dix Fletcher) из Массачусетса. Коул и Флетчер были сторонниками Союза, но никогда не признавались, что были знакомы с Джеймсом Эндрюсом, хотя ряд косвенных улик свидетельствует об обратном. Значительная часть группы ночевала в гостинице «Флетчер-хаус» близ станции. Так как отель был забит постояльцами, рейдерам пришлось спать по трое, а то и по четверо на одной кровати в номерах на втором этаже с окнами на запад (на железнодорожные пути). Для конспирации, 4 человека, включая трёх машинистов, находились в гостинице «Мариетта». Также шпионы заранее договорились с портье о раннем подъёме перед утренним поездом на север; Портер и Хоукинс, которые по иронии судьбы прибыли в Мариетту раньше остальных, это наоборот не сделали. Эндрюс в ту ночь спал мало и даже куда-то пропадал без объяснения причин. Догадки о том, куда он уходил, строятся разные, но ни одну из них нельзя подтвердить или опровергнуть.

## Угон поезда
| Станция     | Расстояние от Атланты, миль (км) |
| ----------- | -------------------------------- |
| Атланта     | 0 (0)                            |
| Вайнингс    | 11 (18)                          |
| Мариетта    | 20 (32)                          |
| Биг-Шанти   | 28 (45)                          |
| Акуэрт      | 35 (56)                          |
| Алатуна     | 40 (64)                          |
| Этова       | 43 (69)                          |
| Картерсвилл | 47 (77)                          |
| Касс        | 52 (84)                          |
| Кингстон    | 59 (95)                          |
| Адэрсвилл   | 69 (111)                         |
| Калхун      | 78 (126)                         |
| Резака      | 84 (135)                         |
| Тилтон      | 91 (146)                         |
| Долтон      | 100 (161)                        |
| Таннел-Хилл | 107 (172)                        |
| Катуса      | 111 (179)                        |
| Рингголд    | 115 (185)                        |
| Джонстон    | 120 (193)                        |
| Чикамога    | 128 (206)                        |
| Бойс        | 133 (214)                        |
| Чаттануга   | 138 (222)                        |

### «Генерал»
Примерно в 03:45 утра 12 апреля на вокзал Атланты из депо был подан под посадку регулярный утренний экспресс на север. По направлению от головы к хвосту, его состав включал в себя следующие вагоны: три крытых грузовых, один почтово-багажный и два пассажирских; грузовые вагоны в северном направлении (из Атланты в Чаттанугу) следовали пустыми, а в южном — c различными продуктами, прежде всего беконом. Вёл этот поезд четырёхосный (осевая формула 2-2-0) паровоз «Генерал» (General) 1855 года постройки, который тогда имел инвентарный номер № 39 и был окрашен в тёмно-зелёный цвет. Это был достаточно современный локомотив, который активно эксплуатировался, водя поезда через Северную Джорджию, а его пробег с октября 1861 по сентябрь 1862 года составил 29 692 мили (47 785 км); что до экономических показателей, то на одном корде дров (128 кубических футов или 3,62 м³) он мог, по некоторым данным, проехать не более 35 миль (56 км), то есть для достижения Чаттануги, расстояние до которой составляло 138 миль (222 км), ему требовалось пять кордов. Также паровозы в то время ещё не имели классических железнодорожных тормозов, а остановка осуществлялась за счёт сочетания контрпара на паровозе и ручного тормоза на тендере или на одном из вагонов. Управляла «Генералом» в тот день бригада в составе 35-летнего машиниста Джефферсона Кейна (E. Jefferson Cain) и кочегара Эндрю Андерсона (Andrew J. Anderson); кондуктором (начальником поезда) был 26-летний Уильям Фуллер, который работал на этой дороге уже 7 лет, причём до должности кондуктора он успел побыть машинистом грузовых поездов и немало бегал перед ними как сигналист. Также в тот день во втором пассажирском вагоне ехал начальник службы локомотивов и стационарных силовых установок 32-летний Энтони Мёрфи (Anthony Murphy), который направлялся в Алатуну с целью проверки перед вводом в эксплуатацию недавно поставленного там двигателя для привода водных насосов и машин для колки дров.

В 04:00 поезд отправился из Атланты на север; согласно расписанию, в Чаттанугу он должен был прибыть почти через 12 часов — в 15:40. Примерно в 04:30 экспресс по мосту пересёк реку Чаттахучи, у которой была сделана служебная остановка для пополнения запасов воды и топлива. Также была сделана остановка в Вайнингсе, где подсели дополнительные пассажиры.

### Мариетта

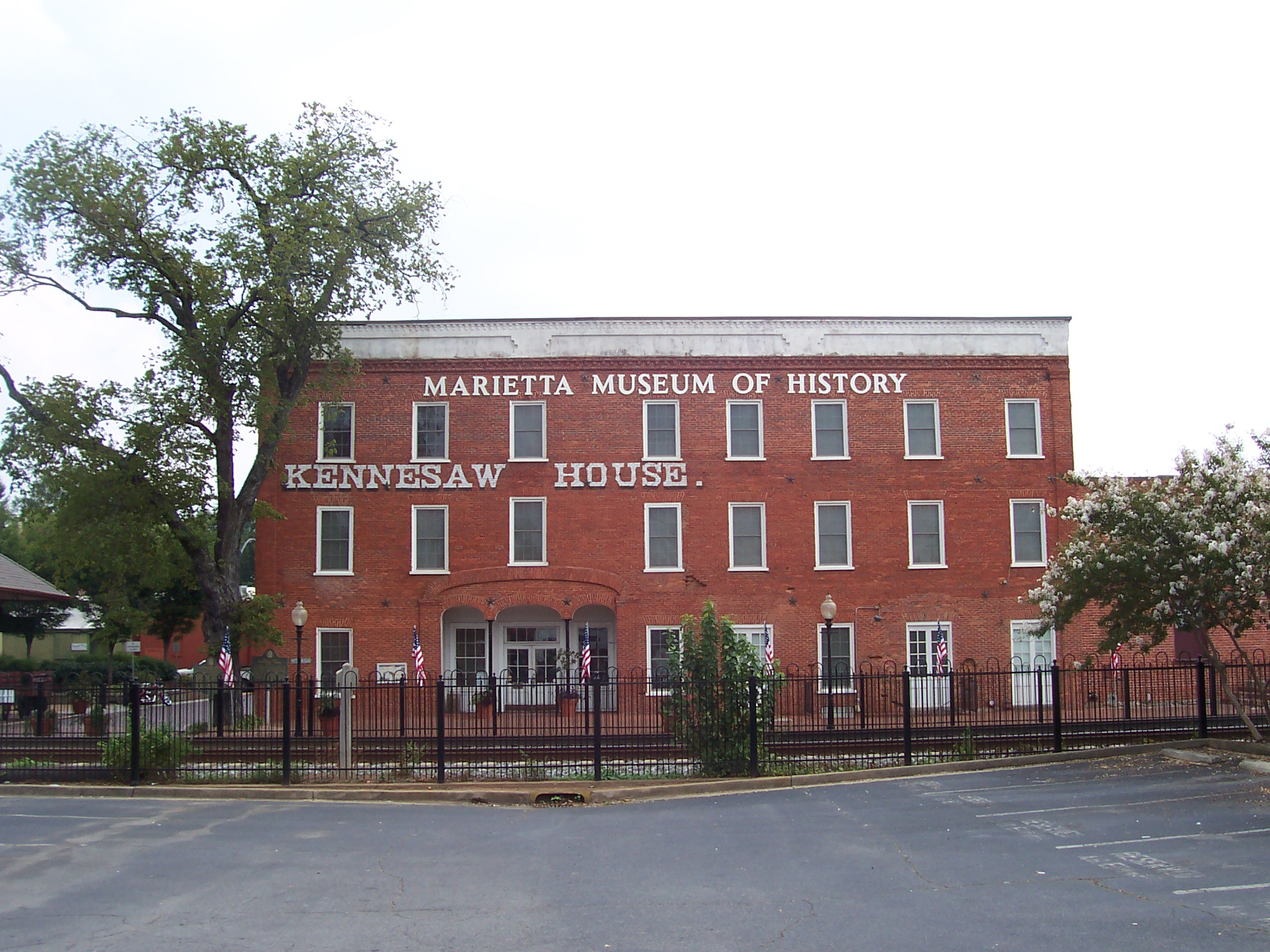
«Kennesaw House» (бывший «Флетчер-хаус»), в котором рейдеры провели ночь перед угоном. Слева видна часть крыши станции

Как и было оговорено накануне вечером, служащие гостиниц заранее разбудили рейдеров, которые успели поспать не более 4 часов, а кто-то и 2—3 часа. Сборы происходили в темноте в тесных комнатах, при этом старались не шуметь, но и не задерживаться; также была передана информация, что в комнате Эндрюса состоится «неофициальный военный совет». Из «Мариетты» пришли Браун и Найт, однако Портер и Хоукинс не явились, что было замечено остальными, но не обсуждалось на совещании и за ними никого не стали отправлять; к тому же не исключалось, что они будут ждать остальных уже на станции. Беседа в номере проходила почти шёпотом, поэтому отряд стоял вокруг своего лидера очень плотно и слегка наклонившись поближе, чтобы лучше слышать. Было оговорено, что все должны сесть в один вагон, при этом не обсуждая ничего в пути, но при непредвиденных случаях было разрешено обращаться к Эндрюсу; в Биг-Шанти, где по расписанию должна быть остановка для завтрака, следовало оставаться на своих местах до получения команды. Затем Эндрюс выбрал трёх человек с опытом работы на железной дороге — Найта, Брауна, а также Альфа Уилсона — которые должны были идти с ним на локомотив. Остальным было указано идти слева от поезда, чтобы оказаться перед местом расцепа состава, а после отдачи приказа на отправление максимально быстро забраться в вагоны, потому что в запасе будет всего 30 секунд; если же кто по истечении этого времени не окажется в поезде, то будет оставлен, так как дальнейшая задержка угрожает расправой над всем отрядом. На случай, если кто-нибудь посторонний будет вмешиваться, было разрешено открывать огонь на поражение, но только если это будет действительно необходимо. Затем лидер рейдеров распределил обязанности машиниста, кочегара и тормозильщика, объяснив им, как они должны работать, чтобы не вызвать подозрений, а также рассказал значение каждого из сигналов, которые он будет подавать; остальные должны были выполнять функцию караула, охраняющего поезд от вмешательства посторонних.
Когда Эндрюс спросил, есть ли у кого-то какие-нибудь вопросы, сержант-майор Мэрион Росс, который по званию был самым старшим в отряде, вдруг заявил, что рейд стоит прекратить. По мнению Росса, хоть основная часть группы и добралась до Мариетты, но обстоятельства изменились, так как рейдеры отставали от плана на день, тогда как марш-бросок Митчела на юг вызвал среди конфедератов панику, оповестил власти и привёл к увеличению поездов на юг. Ведь накануне в пятницу вечером огайцы сами могли наблюдать переполненные станции и вагоны, а сегодня в субботу график работы дороги будет сбит ещё сильнее. Напомнил Росс и про лагерь в Биг-Шанти, который насчитывал несколько тысяч солдат, а значит вокруг станции и поезда наверняка может быть выставлена мощная охрана. В связи с этим, сержант-майор считал, что следует отложить попытку или вообще отказаться от неё, поскольку операция наверняка провалится, а все участвующие в ней лишатся жизней. В ответ Эндрюс сказал, что эти перечисленные обстоятельства наоборот им на руку, ведь благодаря большому числу поездов в условиях «военного волнения и суматохи» ещё один незапланированный состав, хоть и на север, не вызовет подозрений; что же до большого числа войск конфедератов в Биг-Шанти, то они не успеют вмешаться, если рейдеры сделают всё как положено. Эти аргументы однако не всем показались убедительными, поэтому возникли короткие дебаты, в ходе которых несколько человек, включая и прежде убеждённых сторонников рейда, например, Альф Уилсон, заняли позицию Росса о необходимости сворачивания операции. Тогда Эндрюс сказал, что любой, кто считает это задание слишком опасным, может доехать на попутном поезде до Атланты и оттуда добираться к границам Союза как только сможет. Затем контрабандист понизил голос и шёпотом сказал что у него уже была одна неудачная попытка, но в этот раз он либо добьётся успеха, либо отдаст свою жизнь. Уверенный тон его слов произвёл впечатление на остальных присутствующих в комнате, поэтому огайцы сказали своему лидеру, что будут стоять рядом с ним до конца и даже готовы погибнуть, если понадобится; против продолжения операции больше никто не возражал.
Пожав друг другу руки, лазутчики быстро спустились вниз и дошли до станции, где купили билеты на разные пункты назначения. Когда к платформе прибыл утренний экспресс на юг, оказалось что его композиция была очень удачна для угонщиков, так как за локомотивом были вцеплены грузовые вагоны, а пассажирские находились наоборот в хвосте. Все рейдеры, следуя инструкции своего лидера, сели в первый пассажирский вагон; Найт при этом специально сел в передней части, чтобы быть ближе к локомотиву. Кондуктор Фуллер в это время находился во втором пассажирском вагоне и у него возник некоторый интерес к тому, что в Мариетте в один вагон села нетипично большая группа людей, причём все были мужчинами. За несколько дней до этого его и остальных кондукторов компании предупредили, что дорогу могут использовать для побега дезертиры из армии, поэтому им было приказано быть бдительными и арестовывать любого солдата, севшего в поезд без пропуска. Однако незнакомцы выглядели как местные жители, поэтому Фуллер решил, что это наоборот добровольцы, которые направляются в военный лагерь в Биг-Шанти, а за такими как раз уже так тщательно не следили. Также он узнал Эндрюса (при этом не зная его имени), так как тот достаточно часто ездил поездами и даже нередко беседовал с кондукторами; последние характеризовали контрабандиста как «очень вежливого и интересного» собеседника.
В 05:15 экспресс отправился из Мариетты. Спустя несколько минут на перрон прибежали проспавшие Джон Портер и Мартин Хоукинс. Впоследствии они будут обвинять в этом ошибку или халатность портье, а Портер будет говорить, хоть и неубедительно, что экспресс ушёл раньше времени. Хоукинс при этом являлся самым опытным машинистом в группе и подразумевалось, что именно он будет вести паровоз, а потому его выбывание считалось серьёзной потерей, хотя фактически и не повлияло на последующие события. Оба огайца вернулись на городскую площадь и стали думать о своих дальнейших действиях.

### Биг-Шанти

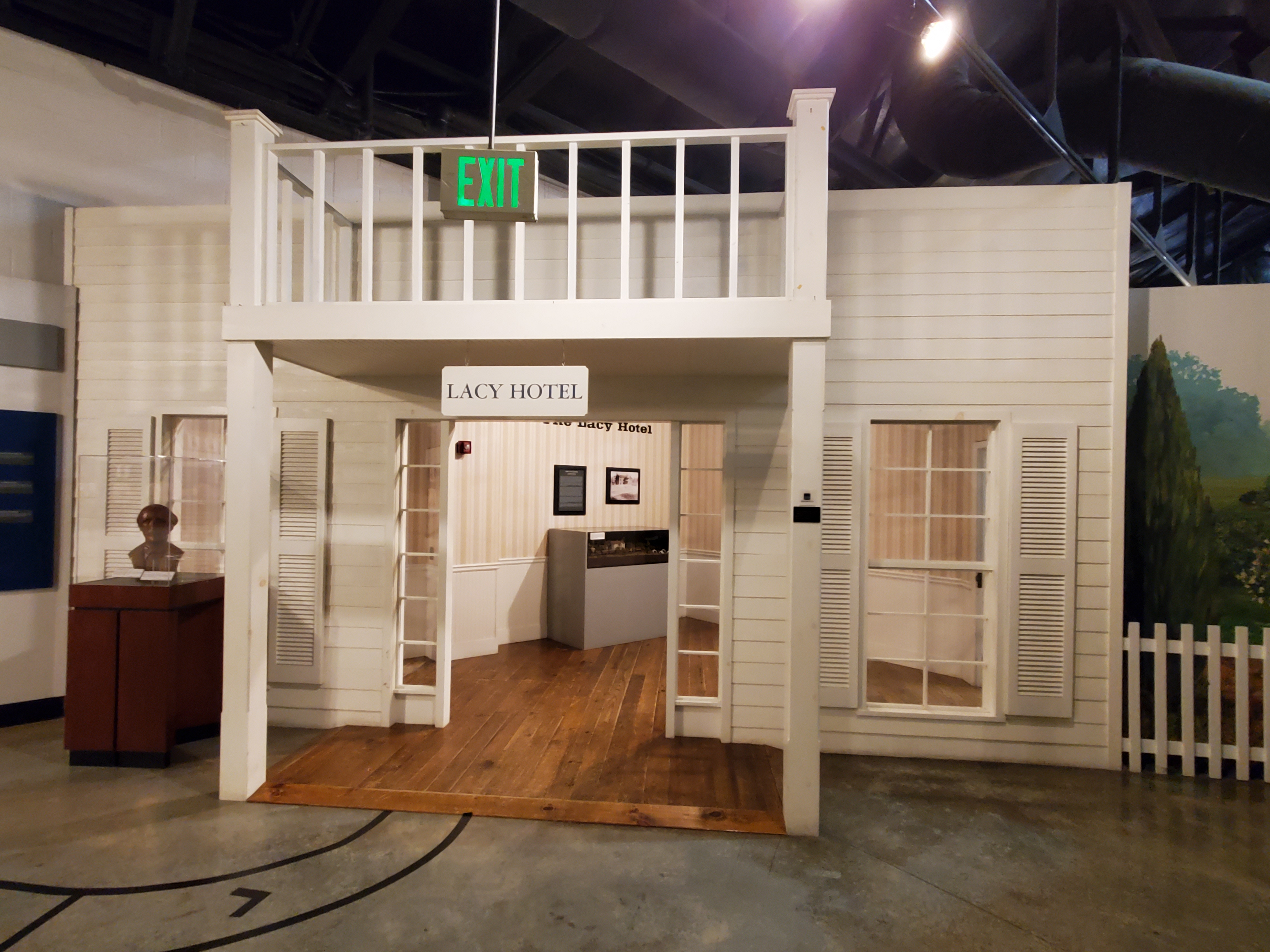
Реконструкция входа в гостиницу «Лэйси»

Поезд обогнул гору Кеннесо и следуя на подъём к станции Биг-Шанти начал сбрасывать скорость. К этому времени уже наступил рассвет, поэтому появилась возможность через окна вагонов как следует рассмотреть окружающую местность. К востоку от путей (справа по ходу движения) стояло здание гостиницы «Лэйси» (Lacy Hotel), в столовой которой пассажиры могли поесть завтрак. У западной границы станции был расположен большой по площади военный лагерь конфедератов, состоящий из нескольких сотен палаток, которые были сгруппированы на трёх больших участках, расположенных дугой вокруг станции, а между лагерем и путями также находились тренировочные поля, фруктовый сад и несколько небольших сараев. Позже некоторые огайцы оценили численность лагеря в более, чем 10 тысяч, хотя на самом деле в тот день она составляла около 3 тысяч. Сам лагерь был достаточно просторным и имел различные удобства, включая небольшой госпиталь, однако при этом в нём не было телеграфа.
После прибытия на станцию, кондуктор объявил, что остановка продлится 20 минут, после чего пассажиры стали быстро высаживаться с правой стороны и занимать места за столами в здании «Лэйси». Покинули поезд и железнодорожники, при этом кочегар Андерсон открыл дверцу топки, чтобы снизить в последней температуру во избежание превышения давления пара в котле. Эндрюс не теряя времени взял пару своих сумок и вместе с Найтом направились к дверям, после чего вышли на левую сторону поезда, со стороны лагеря. Совсем рядом с вагонами при этом ходили охранники лагеря, но на незнакомцев они не обращали никакого внимания. Пройдя вдоль состава до локомотива, Эндрюс убедился, что локомотивная бригада действительно ушла, и велел своему машинисту расцепить состав между третьим (грузовым) и четвёртым (почтово-багажным) вагонами, на что тот из сцепного устройства между данными вагонами вытащил соединительный штырь; охрана лагеря при этом находилась всего в десяти футах (трёх метрах) от них. Затем лидер лазутчиков немного прошёл вперёд и убедился, что выезд со станции на север свободен, а стрелочные переводы установлены в правильное положение, после чего вернулся к пассажирскому вагону и заглянув в него спокойно сказал, что пора ехать. Тогда группа также спустилась на левую сторону и без суеты не спеша подошла к грузовым вагонам, у которых в это время были открыты грузовые двери. Эндрюс велел Найту заниматься локомотивом, поэтому тот забрался в будку и осмотрев тендер убедился, что запас топлива почти полон, после чего достав нож перерезал трос у сигнала, предупреждающего о разрыве поезда, открутил стояночный тормоз тендера и по манометру оценил давление пара в котле как нормальное. Эндрюс и Уилсон Браун также поднялись в локомотив, а Альф Уилсон забрался на крышу первого грузового вагона, как тормозильщик заняв место у колеса стояночного тормоза. Согласно воспоминаниям Питтенгера, машинист после команды привёл состав в движение, а огайцы стали быстро забираться в вагоны; Эндрюс при этом шёл рядом с локомотивом, следя за своим отрядом. Когда все рейдеры оказались на составе, их лидер забрался в кабину, а следом Найт быстро перевёл регулятор в максимальное положение. Из-за мокрых рельсов паровоз сперва кратковременно забоксовал, но затем стал быстро разгоняться. Впоследствии Альф Уилсон, вспоминая эту сцену, будет упоминать о солдатах из лагеря, которые увидев что случилось, открыли по угнанному составу шквальный огонь из мушкетов, однако на поверку это окажется всего-лишь легендой.

Железнодорожники в это время сидели за столами, а в окно был виден «Генерал», который находился в 40 футах (12 м) от здания. Едва была прочтена молитва перед едой, как вдруг все услышали шум работающего парового двигателя. Впоследствии при описании этого момента между Уильямом Фуллером и Энтони Мёрфи начнутся противоречия, поскольку каждый заявлял, что это именно он увидел уезжающий поезд и первым поднял тревогу; данная разница в показаниях во многом обусловлена конфликтом мнений, ведь Мёрфи считал, что успех погони был обеспечен благодаря взаимодействию железнодорожников, а потому вклад каждого из них одинаково важен, тогда как Фуллер после войны стал приписывать основной успех в погоне именно себе, задвигая остальных на второй план. В любом случае, угон состава вызвал «большой переполох» и смятение среди завтракающих людей, которые выскочив наружу увидели что отцепленные багажный и пассажирские вагоны продолжали стоять на месте, тогда как локомотив с грузовыми вагонами быстро уехали со станции. Мёрфи сразу вспомнил большую группу мужчин, севших в Мариетте и находясь ещё в здании успел спросить о них у кондуктора, на что тот ответил, что у тех незнакомцев были билеты до Биг-Шанти или дальше.
Выскочив наружу, Фуллер поинтересовался у охранника лагеря, кто уехал с поездом. Ничего не понимая, тот ответил что не знает, но видел высокого мужчину с густой тёмной бородой, одетого в чёрную военную шинель и плащ. Вспомнив предупреждения от руководства дороги, железнодорожники предположили, что состав угнан дезертирами из ближайшего лагеря, которые собираются уехать настолько далеко, насколько позволит запас пара в котле, после чего бросят локомотив. Но сообщить об угоне не было возможности из-за отсутствия в Биг-Шанти телеграфа, а ближайший находился в Мариетте в семи милях (11 км) на юг; до ближайшего локомотива и вовсе было 20 миль (32 км). Никто не знал, что делать в текущей ситуации, но и просто стоять тоже было нельзя. В это время подъехал Уильям Кендрик (William Kendrick) — железнодорожный подрядчик, местный почтмейстер, а также самый крупный в Биг-Шанти землевладелец, в том числе ему принадлежало здание, в котором располагался отель «Лэйси». Мёрфи попросил его взять лошадь и направиться на юг в Мариетту, чтобы оттуда по телеграфу передать о случившемся в Атланту, что и было выполнено. Сам Фуллер, как начальник поезда, решил бежать за своим угнанным составом, надеясь встретить его через несколько миль, после чего вернуть обратно на станцию; окружающие идею догонять на своих двоих умчавшийся паровоз подняли на смех. Однако кондуктор всё-таки побежал, а когда через короткое время оглянулся, то увидел, что к погоне присоединились только Кейн и Мёрфи, тогда как остальные восприняли эту затею как абсурдную; при этом до сих пор остаётся неизвестным, почему к погоне не присоединился кочегар Эндрю Андерсон.

### Мун

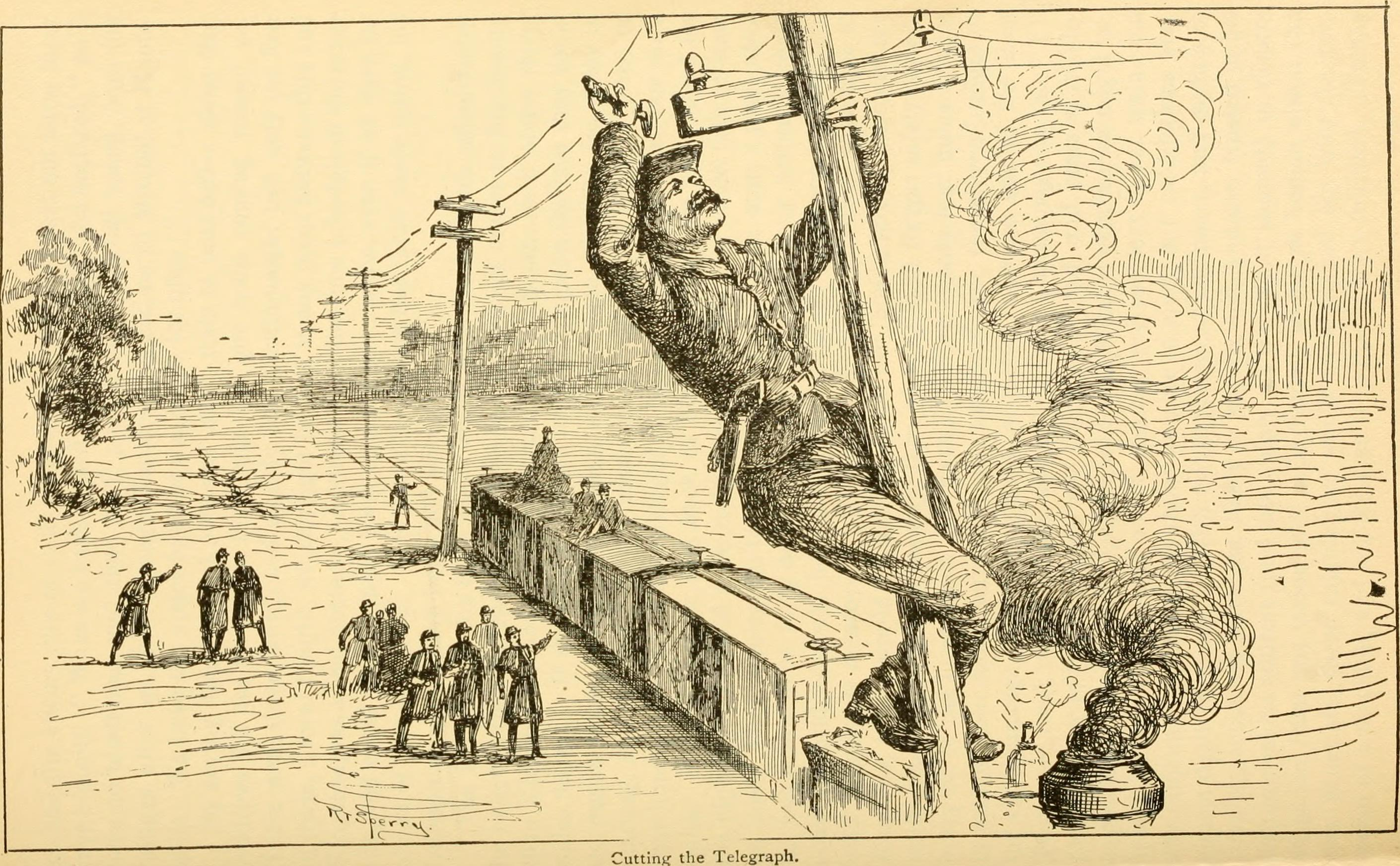
Скотт, Джон Морхед обрывает линию телеграфа

Ранее Эндрюс заверил своих напарников, что угон поезда — самая сложная часть рейда, а дальнейшая работа уже будет лёгкой. Поэтому когда «Генерал» с тремя вагонами быстро покинул Биг-Шанти, федеральных солдат охватил восторг, а некоторых даже эйфория, ведь они только что угнали состав на виду тысяч солдат противника без единого выстрела. Но едва поезд успел отъехать от станции, как он вдруг начал замедляться, пока не остановился. Как оказалось, локомотивная бригада уходя на завтрак перекрыла заслонки (расположены в зольнике), необходимые для подачи воздуха в топку, а огайцы в спешке про них забыли, из-за чего огонь в топке почти погас, а давление пара упало; после открытия заслонок, давление в котле поднялось до необходимого уровня, поэтому поезд продолжил движение.
В двух с половиной милях (4 км) от Биг-Шанти располагалась небольшая грузовая платформа, известная среди работников дороги как станция Мун (Moon’s Station), неподалёку от которой находилась бригада путейцев под руководством Джексона Бонда (Jackson Bond). По некоторым данным, поезд остановился рядом с ними, после чего Уилсон Браун спустился и попросил у одного из рабочих ломик, на что тот быстро и без препирательств его отдал. К большому разочарованию рейдеров, инструмента для выдёргивания костылей, который был бы более полезным, у путейцев не оказалось. Сам бригадир Бонд позже утверждал, что поезд на самом деле не останавливался, а ехавшие в нём незнакомцы и вовсе повернулись спинами. Отъехав от Мун на небольшое расстояние, Эндрюс дал указание остановить поезд, чтобы устранить опережение расписания, осмотреть локомотив и оборвать телеграфные провода, идущие параллельно железнодорожным путям на столбах высотой 20 футов (6 м). Ответственным за уничтожение проводов был выбран Джон Скотт, который проворно забирался на столб и ломал изоляторы, а затем его напарники распиливали провисшую до земли проволоку найденной на локомотиве ножовкой; вся эта процедура занимала одну—две минуты. Также Скотт придумал привязать телеграфные провода к последнему вагону, чтобы тем самым после отправления поезда повалить и телеграфные столбы. Машинисты осмотрели «Генерала», признав, что он хорошо смазан и вообще в отличном состоянии. Рейдеры вытащили из-под рельс несколько шпал и сложили их поперёк пути, что позволяло создать препятствие на пути возможных преследователей, а заодно просто убить время, так как если бы они следовали по дороге с опережением графика, то это могло вызвать подозрения. Сам Джеймс Эндрюс в этот момент был ещё на эмоциях и говорил, что осталось пропустить один грузовой поезд в Кингстоне, а потом дорога на Чаттанугу будет полностью свободна; то, что после Кингстона должно быть скрещение ещё с двумя поездами, он почему-то проигнорировал.
Тем временем Уильям Кендрик с новостью из Биг-Шанти прибыл в Мариетту, где увидел на станции грузовой состав, ведомый паровозом «Пенсильвания» (Pennsylvania), и готовый вот-вот отправиться на север. Однако гонец успел крикнуть кондуктору Франклину Кроуфорду (Franklin Crawford), чтобы тот задержал поезд, а сам побежал в офис телеграфа и отправил срочное сообщение в Атланту. Телеграмму получил Э. Б. Уолкер (E. B. Walker), который возглавлял службу перевозок по Западно-Атлантической дороге. Узнав шокирующую новость о похищении «Генерала», Уолкер тут же велел кондуктору Кроуфорду на «Пенсильвании» следовать в Биг-Шанти, набрать там солдат и отправляться в погоню. Но это поручение выполнялось совершенно безответственно, в том числе поезд был отправлен в Биг-Шанти спустя лишь несколько часов, а группу военных набрали только к полудню, когда уже ни о каком преследовании не могло быть и речи. Слух об угоне поезда сперва распространился по станции, а затем и по всей Мариетте. Жители рассказывали, что похищение произошло так легко и быстро, что совершенно непонятно, кто это был и с какими мотивами; сам украденный состав быстро прозвали «Диким поездом» (Wild train). Джон Портер и Мартин Хокинс также услышали об этом, как и заметили, что город стал наводняться взволнованными конфедератами, которые ожидали дальнейших новостей о произошедшем; огайцы решили не рисковать и покинули город, после чего добрались до какого-то леса в котором решили временно укрыться.

### Алатуна

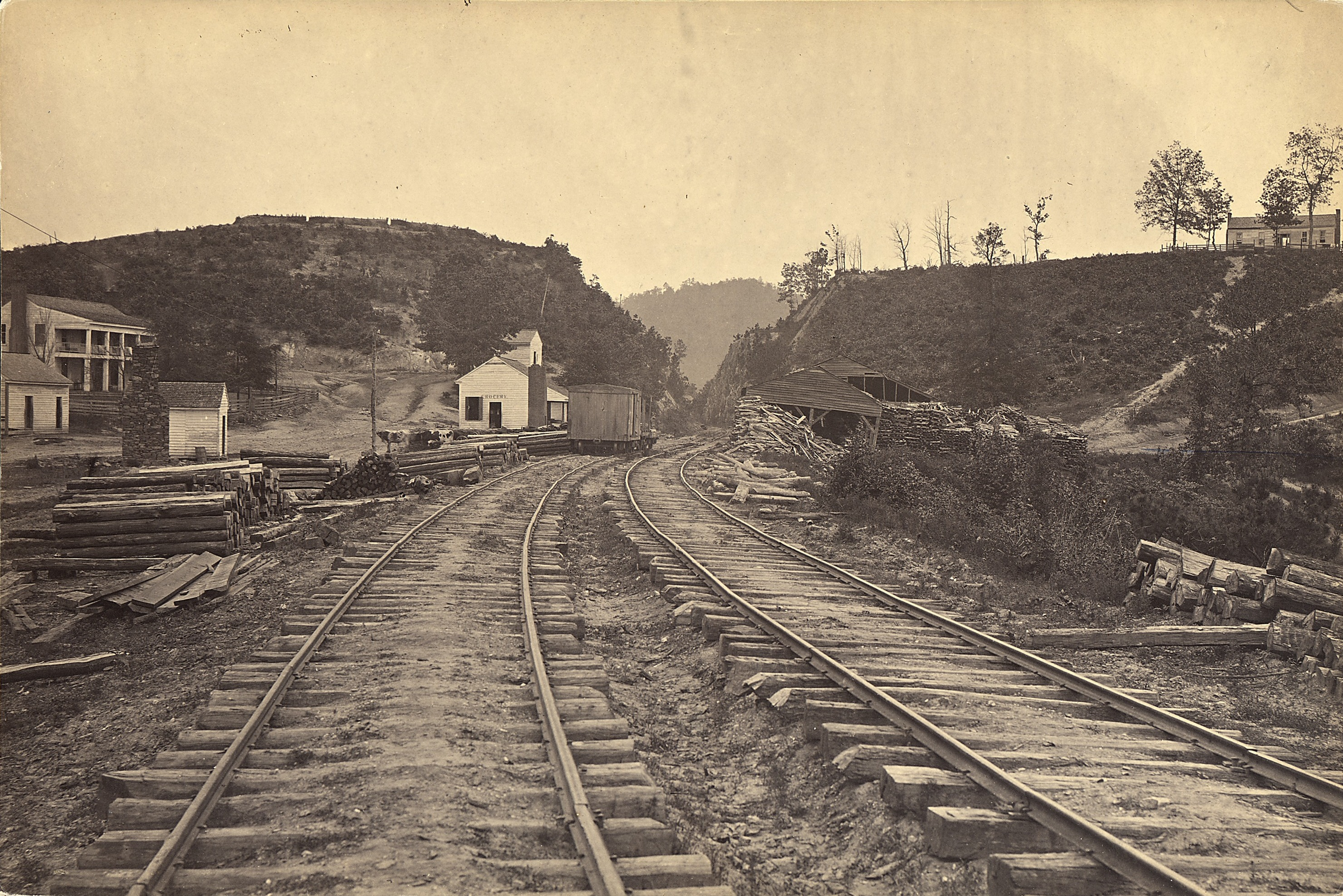
Станция Алатуна (Джорджия)

После обрыва проводов за станцией Мун, отряд северян продолжил свой путь. Впоследствии они писали, что их смешило, когда на станции Акуэрт люди на платформе, увидев приближающийся поезд, с сумками подходили ближе к пути, но отпрыгивали, когда экспресс промчался без остановки. Следующие 5—6 миль железная дорога совершала широкий поворот на север и пересекала горный перевал, в котором была расположена станция Алатуна. На подъезде к этой станции рейдеры неожиданно заметили на запасном пути небольшой локомотив, бригада которого с подозрением смотрела на управляемого незнакомцами «Генерала». Это встревожило Эндрюса, поэтому после Алатуны он объявил очередную остановку для обрыва проводов, а также велел вынуть рельс из пути, чтобы никакой поезд не мог проехать следом. Позже конфедераты с сарказмом будут называть это ярким случаем дальновидности и предусмотрительности янки, когда солдаты-федераты, выполняющие действительно гениальную секретную миссию по уничтожению значимой для Юга железной дороги, не догадались прихватить на неё никакого оборудования для разрушения железнодорожных путей. У огайцев не было с собой ни клещей, ни молотков, ни каких-либо других инструментов для выдёргивания костылей, а потому приходилось использовать только позаимствованный ломик, деревянные шпалы и собственные руки. Для снятия рельса диверсанты выстраивались вдоль него, а затем все вместе тянули его вверх, чтобы выдернуть из шпал. Как позже писал Питтенгер, это была тяжёлая работа, а на снятие рельса уходило около пяти минут, поэтому к такому в дальнейшем рейдеры прибегали редко, хотя это и давало им чувство уверенности, так как разобранный путь должен был стать непреодолимой преградой для поезда потенциальных преследователей. Снятый рельс был положен в один из вагонов.
Уильям Найт догадался позаимствовать у Эндрюса красный платок, который был закреплен на палке справа от скотосбрасывателя наподобие флага. На железнодорожном транспорте красный флаг являлся универсальным сигналом опасности, означающим, что следом едет ещё один, дополнительный, поезд, либо путь заблокирован другим препятствием; в данном случае наличие такого сигнала позволяло оправдать, что «Генерал» следует раньше расписания с укороченным составом.

### Этова

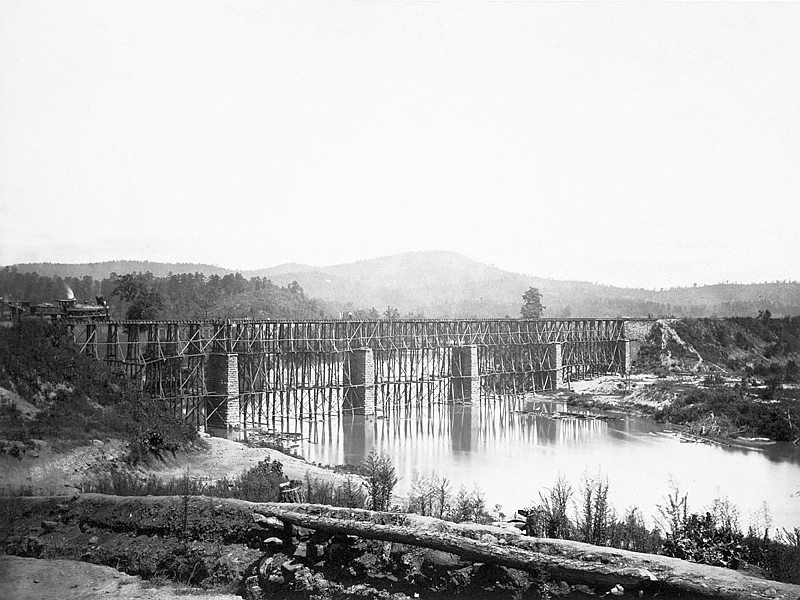
Железнодорожный мост через Этова (река)

После Алатуны путь под большим уклоном снижался к реке Этова. На этом спуске имелся и опасный крутой поворот, известный как «кривая Макгуайра» (McGuire’s Curve), при входе в который на большой скорости поезд мог сойти с рельсов, поэтому в расписании было заложено медленное прохождение этого участка. Благодаря тому, что рейдеры по возможности старались придерживаться расписания, они благополучно миновали данную кривую и скоро достигли реки, через которую был перекинут высокий балочный мост длиной 620 футов (190 м). При этом на противоположном северном берегу реки к основной линии с востока примыкала промышленная железнодорожная ветка протяжённостью 5 миль (8 км), которая шла к «Этовской мануфактурной и горнодобывающей компании» (Etowah Manufacturing and Mining Company), среди местных жителей больше знакомой как «металлургический завод Марка Купера» — крупнейшее на тот момент металлургическое предприятие в Джорджии, известное в том числе своими качественными пушками.

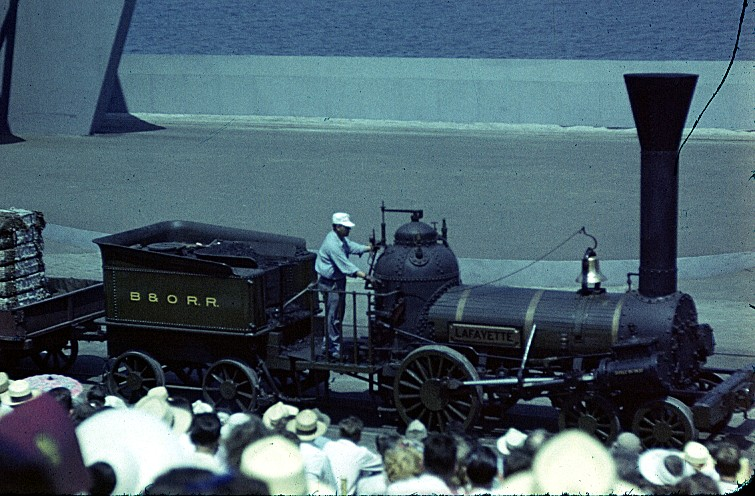
Паровоз «Лафайет» (реплика), который в фильме 1956 года сыграл «Ёну»

Ещё не было 8 часов утра, когда «Генерал» следуя через туман пересёк Этову и проезжал одноимённую станцию на северном берегу. В этот момент диверсанты вдруг увидели на промышленной ветке старый паровоз, который однако стоял под парами, готовый в любой момент отправиться, а рядом с ним находилась небольшая группа людей. Это был «Ёна» (Yonah, с чер. — «Чёрный медведь») 1848 года выпуска, то есть уже достаточно устаревший локомотив; он был взят в аренду Купером и использовался для подачи грузовых и промышленных вагонов от заводов на основную линию. Этот находящийся в рабочем состоянии паровоз, который при этом не был указан в имеющихся у Эндрюса расписаниях, стал для рейдеров полной неожиданностью и первым поводом для серьёзного беспокойства. «Ёна» выглядел так, словно был готов хоть сейчас направиться в погоню за «Генералом», поэтому проезжая станцию Найт кивнул головой в сторону старого локомотива и предложил уничтожить его, а заодно и мост. Однако Эндрюс возразил, сказав что это ни на что не повлияет. Такое его решение можно объяснить нежеланием привлекать излишнее внимание; к тому же дым от горящего моста могла бы заранее заметить локомотивная бригада встречного грузового поезда и быстро передать в Кингстон о чрезвычайной ситуации на дороге. Как впоследствии вспоминал сам Найт, если бы «Ёна» был выведен из строя, то на самом деле это бы изменило судьбу всего рейда.

### Погоня на тележке

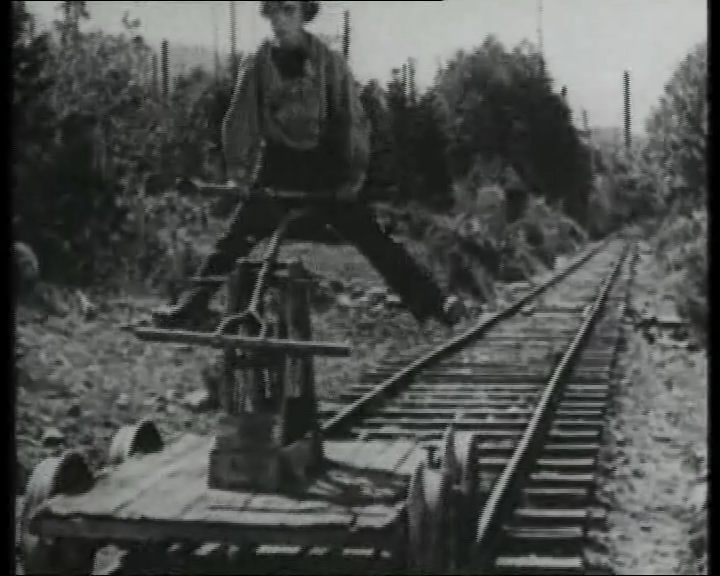
Кадр из фильма 1926 года. В действительности такие тележки дорога тогда не использовала.

Утренний туман сменился дождём, превратившего землю в грязь, которая мешала Фуллеру, Мёрфи и Кейну бежать по путям. Так как у Фуллера был опыт работы сигналистом и маневровым, когда приходилось много бегать, это позволило ему вырваться вперёд; также помогал и небольшой уклон пути на спуск. Хотя бегом догнать умчавшийся паровоз практически не имело шансов, железнодорожники надеялись, что угон совершили дезертиры из лагеря, которые отъехав на некоторое расстояние бросят поезд; при этом однако был риск, что если преследователи столкнутся с этой группой «дезертиров», то последние могут расправиться с ними. Пробежав так пару с половиной миль (4 км), запыхавшийся Фуллер достиг станции Мун, где в это время находилась путейская бригада Бонда. Путейцы рассказали, что поезд был примерно тридцать минут назад и управлялся незнакомцами, которые быстро говорили и забрали у бригады инструмент. Кондуктор понял, что речь идёт уже совсем не о дезертирах, а о ком-то более серьёзном, причём высока вероятность, что это были федераты; это только усилило решимость догнать угонщиков.
Фуллер хотел продолжить погоню на лошади, но бригадир Бонд предложил ему более подходящий вариант — находящуюся рядом тележку, которую путейцы использовали для перевозки по рельсам инструмента, шпал, костылей и других материалов. Вопреки экранизации 1926 года, дорога тогда ещё не использовала дрезины, а для перемещения на тележке рабочие вставали по её краям и отталкивались шестами от путей, из-за чего в шутку даже сравнивались с венецианскими гондольерами. Здесь показательно следующее расхождение в показаниях Фуллера и Мёрфи, когда первый в интервью о многих действиях говорил в единственном числе («я нашёл бригаду путейцев», «я поставил тележку на путь»), а также утверждал, что ему даже пришлось немного вернуться на юг, чтобы подобрать Кейна и Мёрфи, которые не особо спешили. Мёрфи, напротив, рассказывал, что хоть Фуллер и действительно вырвался вперёд, его напарники при этом также бежали трусцой и не сильно отставали, а тележка была поставлена на путь совместными усилиями. В любом случае, погоня теперь велась не бегом по грязи, то есть была уже чуть быстрее; также к ней присоединились Бонд и как минимум ещё один из путейцев. Вместо шестов для приведения тележки в движение путейцы просто отталкивались от земли ногами, при этом периодически меняясь между собой сторонами. Хотя даже с таким средством передвижения догнать современный паровоз было почти нереально, железнодорожники хорошо знали расписание дороги, как и то, что по утрам от станции Этова на завод отъезжает паровоз «Ёна»; если они успеют его перехватить, то это позволит вести преследование с уже гораздо более высокой скоростью. Также был шанс, что раз «Генерал» ехал с опережением расписания, то встречные поезда смогут достаточно его задержать.
Перед Акуэртом преследователи наткнулись на наваленные на пути шпалы и заметили оборванные провода телеграфа, а на самой станции нашлись свидетели, которые видели, что захваченный поезд делал кратковременную остановку, в ходе которой машинист осмотрел локомотив и смазал его оси, после чего достаточно резво отправился дальше; всё это дало понять, что незнакомцы готовились к долгой поездке, а их цели были весьма серьёзными. В Акуэрте железнодорожники сделали короткую остановку, чтобы найти оружие и подкрепление. Они смогли убедить присоединиться к погоне двух местных жителей —  Стефана Стокли (Stephan H. Stokley) и Мартина Рейни (Martin Rainey). Так как по пути к Алатуне был небольшой мост, то Фуллер уговорил ещё одного местного жителя — Уайта Смита (N. White Smith), отправиться вперёд верхом на лошади с целью разведать ситуацию на дороге, а заодно попытаться опередить угонщиков и поднять перед ними тревогу. Удалось раздобыть пару ржавых двухствольных ружей, которые однако так и не были использованы, а уже после погони выяснилось, что одно из этих ружей оказывается не было заряжено. Железнодорожники вместе с подмогой вскоре достигли Алатуны, где Уайт Смит решил оставить лошадь и присоединиться к остальным. После перевала путь уже пошёл под уклон, что позволило тележке разогнаться за счёт силы тяжести, а вдалеке виднелась река Этова и стоящий на станции «Ёна». Это настолько обрадовало преследователей, что они утратили бдительность и не успели своевременно заметить снятый рельс. Часть людей успела спрыгнуть, но некоторые вместе с транспортом слетели с пути и упали в канаву. Однако тележку быстро вернули на колею и продолжили спуск к реке. Уже после войны Фуллер будет утверждать, что от Биг-Шанти до Этовы рельсы были сняты как минимум в трёх местах, что однако противоречит показаниям его напарников, а также самих рейдеров, которые говорят лишь об одном случае.
Впоследствии кондуктор описывая первый участок погони с гордостью будет заявлять, что 23 мили (37 км) он практически преодолел на ногах, тогда как использование старой путейской тележки не сильно помогло, поскольку быстрый спуск на ней не мог компенсировать усилий, ранее потраченных на её заталкивание в гору. Это не соответствует действительности, ведь расстояние от Биг-Шанти до Этовы составляет 16 миль (26 км), из которых на ногах были преодолены только первые две с половиной, а основную работу по толканию тележки взяли на себя путейцы. Но в защиту Фуллера нельзя не признать, что именно его решимость догнать угонщиков во что бы то ни стало и предопределила успех погони за «Генералом».

### Касс
«Генерал» проехал Картерсвилл, а через 5 миль (8 км) сделал остановку на небольшой станции Касс (расположена в паре миль к юго-западу от Касвилла), чтобы пополнить запасы воды и топлива. Машинист Найт передал начальнику станции необходимую квитанцию, после чего присоединившись к Брауну и Уилсону втроём начали погрузку дров. Начальником станции в то утро был Уильям Рассел (William Russell), который удивился, что «Генерал» ведёт сокращённый состав без пассажирских вагонов, причём следуя с опережением расписания, а управляют им незнакомцы. На вопрос, что находится в закрытых грузовых вагонах, Эндрюс придумал, что действует по приказу генерала Пьера Гюстава Тутана де Борегара, согласно которому был назначен дополнительный поезд для срочной доставки в Коринт боеприпасов и пороха, в которых остро нуждается армия Юга. Рассел следил за новостями и знал о недавнем сражении, а легенда о дополнительном поезде в свою очередь убедительно объясняла отсутствие штатной бригады, пассажирских вагонов и отклонение от расписания. Поэтому когда шпион попросил у станционного смотрителя расписание дороги, тот с радостью отдал собственное, добавив, что при необходимости готов отдать Борегару последнюю рубашку. Как позже скажет Уильям Рассел: «Я бы скорее заподозрил самого мистера Джефферсона Дэвиса, чем того, кто говорил с такой уверенностью, как Эндрюс».
Пополнив запасы на тендере и смазав паровоз, огайцы сели в свой поезд и направились к Кингстону, до которого было 7 миль (11 км). Никто из них не говорил об опасности преследования, поэтому от Этовы вплоть до Кингстона не делалось никаких остановок для создания серьёзных препятствий или разборки путей.

## Марш Митчела по Северной Алабаме

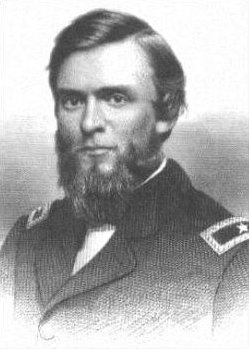
Силл, Джошуа

После успешного стремительного захвата Хантсвилла ранним утром в пятницу 11 апреля генерал Ормсби Митчел, в отличие от своего командира Дона Бьюэлла, не собирался задерживаться во взятом городе и намеревался закрепить свой успех, используя при этом возможности Мемфис-Чарлстонской железной дороги, а также трофейный подвижной состав. К вечеру того же дня требовалось укомплектовать две бригады, одна из которых должна была направляться на запад до расположенного в 25 милях (40 км) Декейтера и захватить мост через реку Теннесси; это позволяло обезопасить фланг на этом направлении и достаточно приблизить Третью дивизию к Коринту для взаимодействия с силами Бьюэлла. Другая бригада должна была направляться на восток как минимум до расположенного в 70 милях (113 км) Стивенсона, откуда уже рукой было подать до Чаттануги. Так как Эндрюс изначально должен был провести свой рейд также в пятницу, то по расчётам Митчела к вечеру гарнизон в Чаттануге должен был быть отрезан от путей снабжения и оказаться в изоляции.

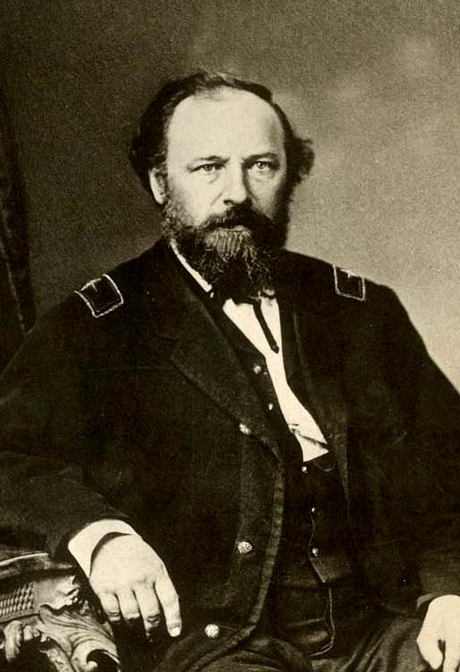
Джон Бэйзил Турчин

В течение всего дня Митчел со своими офицерами собирал из захваченных вагонов два поезда и формировал составы отделений. Марш-бросок на восток считался самым сложным и опасным, ведь требовалось преодолеть гораздо большее расстояние, при этом так как из блокированного Хантсвилла на восток смог вырваться один локомотив, то гражданские и военные силы на этом направлении должны были быть предупреждены о приближении Митчела. Из-за затянувшихся сборов выступление отложили до утра, при этом в вагонах заранее разместили бригаду полковника Джошуа Силла. Ранним утром субботы 12 апреля данный поезд направился в сторону Стивенсона. Его главной особенностью было наличие за локомотивом платформы, на которой разместили две пушки, направленные по диагонали вперёд в обе стороны, что должно было прежде всего запугать противника; войска ехали в различных пассажирских, грузовых и хозяйственных вагонах. Сам Митчел находился в локомотиве этого поезда, а полковник Силл — на платформе с пушками. Из-за опасений попасть в засаду конфедеративных войск, состав двигался со скоростью всего 7—8 миль/ч (11—13 км/ч), проследовав через Браунсборо, Вудвилл, Ларкинсвилл, Скотсборо, Белфонт, Ок-Гров и достигнув Стивенсона уже поздним вечером, где генерал с офицерами остановились на ночёвку в местной гостинице.
Группа, которая двигалась в западном направлении, состояла из 19-го и 24-го Иллинойских полков, а командовал ими полковник Джон Бэйзил Турчин. Этот эшелон был уже меньше по размерам, а потому смог быстрее подготовиться и выдвинуться на запад ещё тёмным вечером пятницы, на рассвете достигнув Декейтера. Застав противника врасплох, федераты успели спасти большой мост через Теннесси, подожжённый охраной. Также удалось разгромить лагерь конфедератов, обратив их в бегство, и оттеснить отряд кавалерии, удерживающей город. Не понеся потерь, иллинойсцы захватили большой мост, крупный железнодорожный узел, вражеский лагерь и Декейтер, который достался им в целости и сохранности. Затем было сделано большое число удочек, и несколько последующих дней войска питались выловленной в реке Теннесси рыбой.
Генерал Митчел с гордостью отправил доклад Бьюэллу об успехах Третьей дивизии, которая всего за сутки захватила почти 100 миль (160 км) одной из важнейших для Юга железнодорожной магистрали; копия доклада была также отправлена в Вашингтон президенту и военному министру. Митчелл писал, что лично возглавил сложный марш-бросок на восток в Стивенсон, который был взят без единого выстрела, при этом удалось обратить в бегство местный гарнизон численностью две тысячи человек, а среди трофеев оказались пять локомотивов и большое число вагонов. Было сказано и об уничтожении небольшого моста через ручей Уидден (Widden Creek), что позволило прикрыть фланг и лишить противника возможности воспользоваться железнодорожной линией, которая шла на север к Нашвиллу; этот мост можно было быстро восстановить, а после прибытия подкреплений начать наступление на Чаттанугу, ведь Третьей дивизии в Северной Алабаме делать больше было нечего, так как все поставленные перед ней задачи оказались выполнены. Однако Митчел ничего не сказал про секретную диверсионную миссию в Джорджии, а также про уничтожение ещё одного моста через Уидденский ручей — близ Бриджпорта, притом что по этому мосту отряд Эндрюса должен был вернуться на территорию Союза.

## Кингстон
Если бы не неприятная ситуация с дополнительными поездами [в Кингстоне], которую невозможно было предугадать, операция увенчалась бы полным успехом, и вся картина войны на Юге и Юго-Западе сразу же изменилась бы.Главный судья Джозеф Холт, письмо военному министру от 27 марта 1863 года

Схема расположения поездов в Кингстоне

Кингстон был важнейшей узловой станцией Западно-Атлантической дороги, так как здесь примыкала Ромская железная дорога, соединяющая основную железнодорожную магистраль Джорджии с Ромом — портовым городом на реке Куса; благодаря этим факторам, Кингстон стал центром местной хлопковой торговли и играл ключевую роль в распределении грузов на северо-западе штата. Здание станции располагалось между основными линиями обеих дорог, а с севера и юга от него было также по два боковых пути.
Утренний поезд из Рома прибыл в 8 утра, доставив на станцию много людей. Его бригада состояла из 27-летнего машиниста Оливера Уайли Харбина (Oliver Wiley Harbin), кочегара Уильяма Киркнодла (William G. Kirknodle), кондуктора Сисеро Смита (Cicero Smith) и тормозильщика Джо Лэсситера (Joe Lassiter, свободный негр). Сам Харбин к тому времени отработал на железнодорожном транспорте уже 13 лет, а на Ромскую дорогу пришёл в 1859 году. Закреплён он был за паровозом «Альберт Шортер» (Albert Shorter) выпуска 1857 года, что породит легенду об участии именно этого паровоза в дальнейших событиях; лишь спустя годы Уайли рассказал, что в тот день под поезд был выдан другой локомотив дороги — «Уильям Смит» (William R. Smith), названный в честь президента дороги и имеющий движущие колёса диаметром 54 дюйма (1372 мм). Сам утренний экспресс состоял лишь из паровоза с тендером, одного почтового и одного пассажирского вагонов; ожидая экспресс из Атланты, который должен был доставить почту и пассажиров, направлявшихся в Ром, этот короткий состав находился в восточной части станции к югу от здания частично на боковом пути и частично на главной линии Ромской дороги. Примерно в 08:30 на станцию прибыл «Генерал» и остановился на главном пути, при этом окружающим сразу бросилось в глаза, что этот обычно грузо-пассажирский поезд сегодня был чисто грузовым, причём всего из трёх вагонов. Уайли Харбин стоял у здания рядом с окном начальника станции, когда к нему подошёл Джеймс Эндрюс и рассказав свою легенду попросил ключи от стрелок, чтобы переставить «поезд для Борегара» в начало бокового пути и там ожидать прибытия грузового поезда с севера; машинист на это лишь указал на начальника станции, обязанности которого исполнял 44-летний (1818 г.р.) Урия Стефенс (Uriah Stephens). Зайдя к начальнику в кабинет, кентуккиец повторил легенду о срочной доставке боеприпасов на север, добавив, что плановый пассажирский поезд прибудет позже; также он поинтересовался, почему ещё нет встречного грузового поезда, но ему лишь показали ранее полученную телеграмму для поезда Фуллера, согласно которой ожидалась задержка в Кингстоне. Тогда Эндрюс взял ключи от стрелок и велел Найту проехать вперёд на западную горловину станции, после чего перевёл стрелку и проследил, чтобы его поезд встал в начале западного бокового пути. Это позволяло находиться им подальше от здания и перрона, тогда как некоторые люди на станции со скептицизмом отнеслись к легенде о поезде с порохом и боеприпасами.
Спустя примерно полчаса с северо-запада прибыл встречный грузовой поезд из примерно полутора десятков вагонов, а вёл его паровоз «Нью-Йорк» (New York), однотипный с «Генералом». Он встал на главном пути близ здания станции, когда к его бригаде подошёл лидер рейдеров и рассказав свою «историю» попросил их продвинуться на восток, чтобы освободить проезд «поезду для генерала Борегарда». Бригада грузового не знала Эндрюса, но увидела, что окружающие относятся к нему с уважением и никто ему не перечит, а потому подчинилась. Однако когда «Нью-Йорк» медленно подъехал к восточной горловине станции, шпион вдруг заметил на его последнем вагоне красный флаг. На вопрос, что это значит, ему сказали, что генерал Митчел из армии Севера захватил Хантсвилл и теперь, по слухам, со своими войсками быстрым маршем движется к Чаттануге. Не имея достаточных сил, чтобы дать ему сейчас отпор, власти конфедерации приняли решение эвакуировать Чаттанугу, а также вывезти оттуда подвижной состав, что и привело к увеличению числа поездов в южном направлении. В своих книгах Питтенгер писал, что для рейдеров это была «неожиданная новость», но на самом деле Митчел действовал так, как и было оговорено с Эндрюсом. Кентуккиец поблагодарил машиниста «Нью-Йорка» за такую информацию, попросив всё-таки подвинуться, чтобы захваченный состав смог уехать в Коринт как можно быстрее. Бригада встречного поезда однако выразила сомнения его словам, ведь Митчел заблокировал Мемфис-Чарлстонскую железную дорогу, тем самым перекрыв возможность поездам из Чаттануги достичь Коринта. Но шпион заявил, что не верит в эту историю, так как союзный генерал не может быть настолько глуп, чтобы продвинуться настолько далеко на юг, а даже если это и так, то «Борегард скоро выметет его с дороги». После этих слов грузовой поезд был переставлен на боковой путь.
16 огайцев, которые находились в грузовых вагонах, всё это время были вынуждены сидеть тихо, чтобы не выдать своё присутствие. Найт и Браун при этом постоянно поддерживали давление пара в котле на нормальном уровне, чтобы при первой возможности быстро покинуть станцию. Спустя почти ещё полчаса прибыл дополнительный грузовой поезд, который встал на главном пути. И неприятным сюрпризом для шпиона стало то, что на хвосте этого поезда также был закреплён красный флаг. На вопрос, кентуккийцу ответили, что в Чаттануге скопилось много вагонов и все их вывезти одним поездом невозможно, для чего был сформирован ещё один дополнительный поезд. Ситуация постепенно менялась не в пользу рейдеров, которые от Биг-Шанти успешно без существенных задержек проехали 31 милю (50 км), а сейчас просто стояли на станции, тем самым теряя драгоценное, как покажут дальнейшие события, время. Сам Эндрюс старался сохранить самообладание и уверенность, в том числе гуляя по станции и даже обмениваясь редкими диалогами с окружающими, а его властный вид и чёткие ответы внушали доверие у значительной части людей. Однако были и те, кто не поверил в легенду о поезде с боеприпасами. Многие рейдеры в своих интервью рассказывали про старого стрелочника, который постоянно ворчал, что «что-то не так с этим стильным парнем, который так раскомандовался, словно ему принадлежит вся дорога»; этот персонаж даже попал в книгу Питтенгера и её экранизацию. В действительности этим «стрелочником» был выше упомянутый дежурный по станции Урия Стефенс, которому показался подозрительным внеплановый поезд на север, прибывший без предварительного уведомления по телеграфу и управляемый незнакомцами; к тому же поезд Фуллера, который якобы должен был ехать следом, не прибыл даже спустя почти час.
Так как ситуация продолжала ухудшаться, Эндрюс отправил Найта предупредить остальных рейдеров об опасности. Подойдя к вагонам, машинист незаметно сказал: Парни, мы вынуждены ждать поезд, который немного опаздывает, и окружающие начинают нервничать и недоверчиво коситься. Будьте готовы выпрыгнуть в любой момент, если вас позовут, и задать здесь жа́ру. Годы спустя Найт в интервью назовёт Кингстон «самым неспокойным местом». Сам Эндрюс старался держаться близ поста телеграфа, чтобы вовремя пресечь передачу по линии подозрительного сообщения. Людям в вагонах казалось, что стоянка продлилась полдня, хотя на самом деле с момента прибытия «Генерала» на станцию прошло 65 минут, когда из Чаттануги прибыл третий поезд, которому Эндрюс велел продвинуться дальше на восток, чтобы освободить им путь, что и было сделано. Затем лидер диверсантов пошёл к Стефенсу и попросил ключи от стрелок. Однако у дежурного по станции за прошедший час накопилось так много подозрений, что он вместо этого повесил ключи на стену, а затем громко и в грубой форме заявил, что никто не смеет их трогать, пока Эндрюс не покажет обоснования, на основании которого он тут всеми командует. В ответ кентуккиец, изображая смех, сказал, что не собирается зря тратить на него время, после чего взял ключи и, игнорируя гневные угрозы железнодорожника, самостоятельно перевёл стрелку, а затем засунул ключи в свой карман и дал команду Найту отправляться. Около 09:35 ведомый «Генералом» состав быстро покинул станцию.
Доподлинно неизвестно, сколько на самом деле рейдерам пришлось пропускать встречных грузовых поездов, но все сходятся во мнении, что их было точно не менее двух: один плановый, но сильно задержавшийся, и один дополнительный. Большинство свидетелей говорили о трёх (один плановый и два дополнительных), однако встречаются показания и о четырёх. В любом случае, задержка в Кингстоне была столь значительной, что для огайцев она оказалась фатальной.

## Паровозная гонка

### «Ёна»

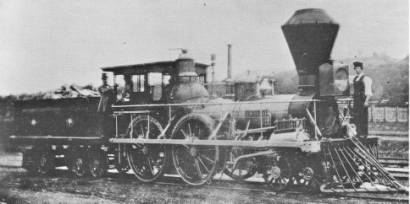
Паровоз «Ёна»

Популярно мнение, что паровоз «Ёна» уже был готов отправиться от станции Этова к заводу, но был своевременно остановлен криками подъехавших на тележке железнодорожников. В действительности локомотив находился на поворотном круге, а его тендер был отцеплен и стоял рядом на боковом пути. Прибыв на станцию, Фуллер с напарниками смогли кратко объяснить ситуацию, после чего совместными усилиями «Ёна» был сцеплен с тендером и переведён на главный путь. Бонд и его путейцы решили не продолжать погоню, а вместо этого восстановить разобранный близ Алатуны участок; вместо них на паровоз подсели несколько солдат-конфедератов, которые возвращались в лагерь в Биг-Шанти и ожидали поезд на юг. Фуллер, с его собственных слов, при этом лично управлял локомотивом, но по другим данным это делал Мёрфи, тогда как Фуллер находился в передней части, высматривая вероятные препятствия; Кейн в свою очередь расположился на тендере.
Сам «Ёна» был уже устаревшим паровозом, но до подъездной работы он водил пассажирские поезда и имел колёса большого диаметра, что давало ему преимущество в скорости. Как позже утверждал Фуллер, 14 миль (22,5 км) до Кингстона были преодолены всего за 15 минут, то есть со средней скоростью почти 60 миль/ч (90 км/ч), притом что в пути были сделаны две кратковременные остановки, чтобы скинуть брошенные диверсантами на рельсы шпалы. Следуя со столь высокой скоростью преследователи сильно рисковали, ведь состояние колеи было близко к неудовлетворительному. А если бы впереди был разобранный участок, «Ёна» просто не успел бы остановиться и вместе с людьми слетел бы под откос; однако хоть рейдеры и осознавали высокую опасность, исходящую от увиденного ими в Этове паровоза, они не догадались снять рельс на пути до Кингстона. Также железнодорожники предполагали, что угонщиками могут оказаться солдаты-федераты, а потому опасались возможной засады, в результате которой они сами могут быть убиты, при этом противник получит ещё один локомотив. На станции Касс Фуллер и его напарники узнали, что «Генерал» делал здесь остановку для пополнения запасов топлива и воды, а начальнику станции угонщики рассказали легенду про внеплановый воинский поезд, тогда как поезд Фуллера проследует позже; Эндрюс даже не догадывался, что часть его легенды про дополнительный поезд позади окажется правдой.

### «Уильям Смит»

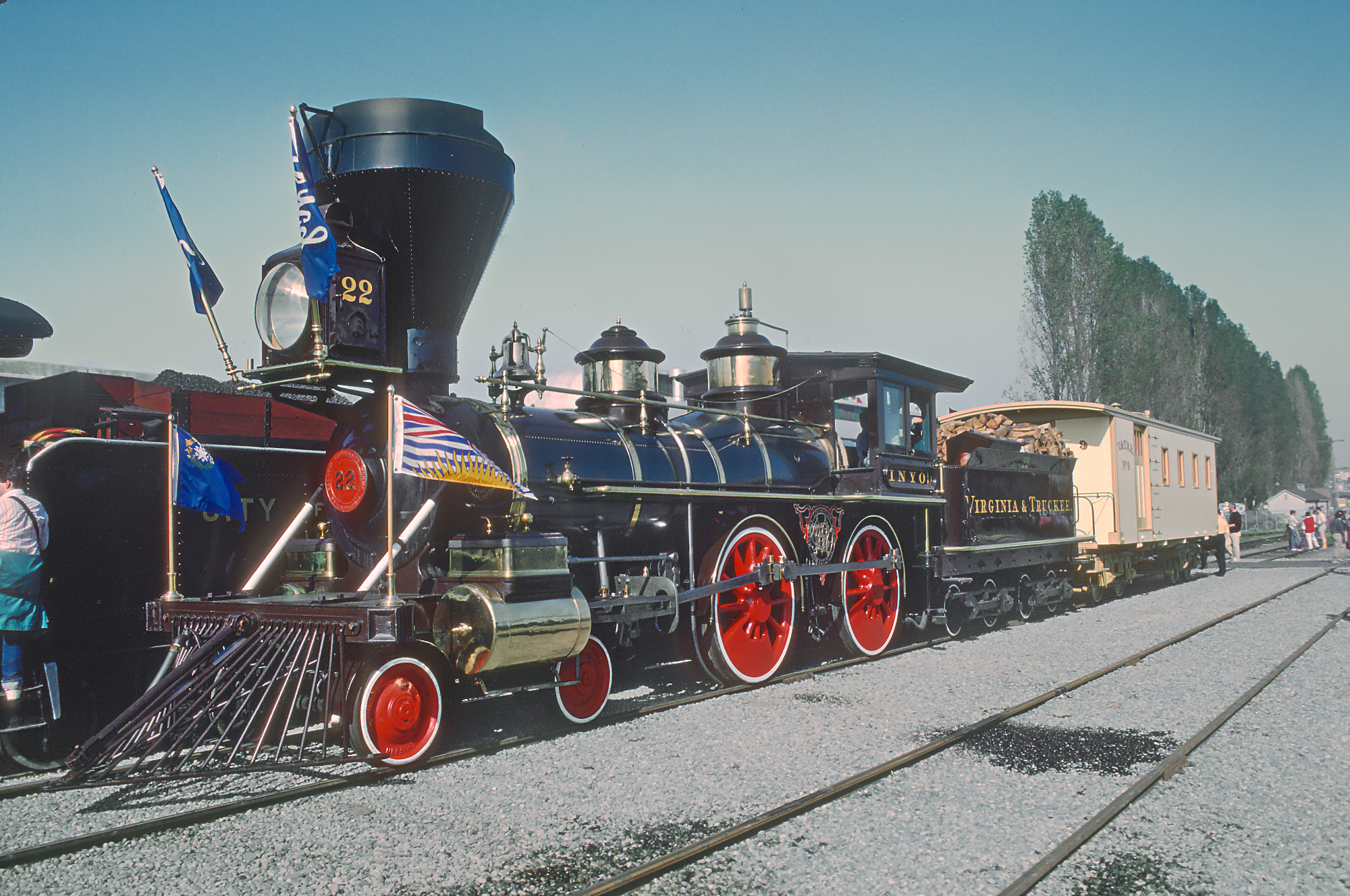
«Иньо», который в фильме 1956 года сыграл паровозы «Нью-Йорк», «Уильям Смит» и «Техас»

По наиболее распространённой легенде, на станцию Кингстон преследователи прибыли спустя всего 4 минуты после того, как её покинул угнанный состав; однако некоторые свидетели заявляли о гораздо большем времени, в том числе машинист Харбин сказал, что прошло около ¾ часа (45 минут). К этому моменту все северные пути были заняты грузовыми поездами, а доступ к южным оказался заблокирован находящимся в восточной горловине поездом Ромской дороги, который готовился скоро отправиться; поездные бригады при этом собрались у здания, где вместе со станционными рабочими и пассажирами обсуждали создавшуюся на станции пробку. Поняв, что дальше «Ёна» проехать не сможет, Фуллер спрыгнул с него и побежал к станционному зданию, чтобы сообщить о случившемся, вызвав среди людей на платформе волнение; была попытка сообщить о ситуации дальше по дороге, но она оказалась безуспешной, так как телеграф уже не работал. Мёрфи в свою очередь оценил, что раньше всех на север сможет отправиться «Уильям Смит», но он уступал «Генералу» по скоростным характеристикам, а потому мало подходил для погони. Зато в голове одного и грузовых поездов стоял современный «Нью-Йорк», однако для его перестановки в западную часть станции требовалось освободить доступ к боковым путям со стороны Рома, то есть переставить «Смита». Мёрфи начал отдавать приказы и вскоре «Нью-Йорк» был отцеплен от своих грузовых вагонов и сцеплен с вагоном-платформой, которую с собой привёл «Ёна».
Тем временем Фуллер вместе с Кейном подбежали к Уайли Харбину, с которым были достаточно хорошо знакомы, и за несколько секунд успели объяснить ситуацию, попросив дать им «Смита» для продолжения погони. Харбин тут же велел отцепить пассажирский вагон, чтобы продолжить погоню только с почтовым. Также к северу-западу от станции рота ополченцев под руководством Дункана Мерчисона (Duncan Murchison) проводила тактические учения, но была привлечена суматохой среди железнодорожников. По данным историков, ранее утром эта толпа распивала алкоголь на основе кукурузного сока, а теперь новость о случившемся привела в восторг Мерчисона, который был ветераном индейских войн. Дункан громко заявил о возможности проявить доблесть и показать себя на поле боя, после чего отобрал 30—40 человек, которые загрузились в багажный вагон, где стали кричать, что наконец-то вместо учений им дадут возможность пострелять янки; позже железнодорожники, а также историки назовут эту пьяную толпу самым шатким звеном в погоне. Впоследствии газеты станут писать, что бригада поезда из Рома участвовала в преследовании в полном составе, однако в действительности кондуктор Сисеро Смит отказался и остался в Кингстоне.
Мёрфи успел закончить подготовку «Нью-Йорка» к погоне за «Генералом» и оставалось только переставить «Уильяма Смита», чтобы освободить путь. Мёрфи хотел было попросить о последнем Фуллера, когда вдруг заметил, что паровоз Ромской дороги отправляется, а Фуллер и Кейн находятся в нём же, проигнорировав при этом, что оставили на станции напарника. Ругаясь, Энтони побежал вдогонку и успел забраться в «Смита», когда тот выехал на главный путь; он был раздосадован таким положением вещей, особенно после тех стараний с перестановкой «Нью-Йорка». В багажном вагоне ехали пьяные вояки, которых было сложно контролировать, а состав вёл паровоз, уступающий в скорости  угнанному; как позже Мёрфи напишет в своём письме, на тот момент он боялся, что день потерян зря.

### Адэрсвилл

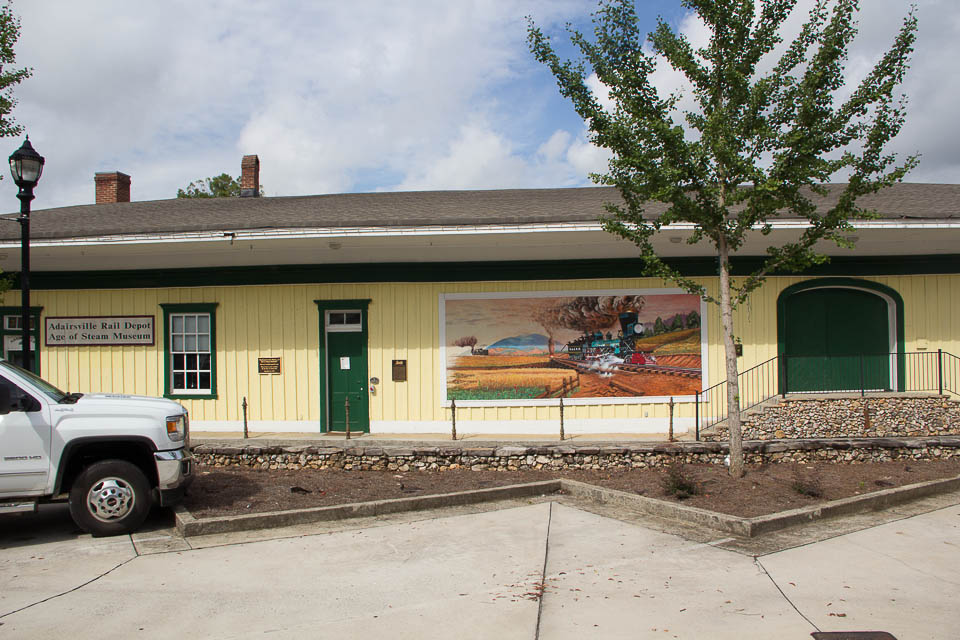
Сохранённое здание станции Адэрсвилл (Джорджия). В центре видна картина с «Генералом» на переднем плане

Когда рейдеры выехали из Кингстона, идущая в это время морось начала усиливаться, пока не перешла в ливень. Эндрюс сказал своим машинистам, чтобы они больше не соблюдали расписание и ехали с увеличенной скоростью. Как только станция скрылась за поворотом, была дана команда сделать остановку, на которой был оборван провод телеграфа, а на путь набросали несколько шпал, после чего «Генерал» быстро набрав скорость продолжил следовать на север. Лидер рейдеров стремился как можно скорее достичь Адэрсвилла, который находился от Кингстона в десятке миль (16 км) и в котором по расписанию следовало пропустить направляющиеся на юг грузовой и пассажирский поезда. Но одновременно с этим было и понимание, что в Кингстоне оставалось слишком много возможностей для потенциального преследования, а набросанные шпалы — это лишь небольшая помеха. Поэтому примерно в 6 милях (10 км) к северу от Кингстона была сделана ещё одна остановка. Солдаты снова оборвали линию связи и стали разбирать пути, при этом 8 человек занимались снятием рельса, а остальные вытаскивали шпалы, которые грузились в вагоны, чтобы в будущем использовать их для создания препятствий на пути, либо в качестве топлива при поджоге мостов. Диверсанты по прежнему считали, что они значительно опережают потенциальных преследователей, но при этом старались работать быстро. Однако рельс оказался надёжно прикреплён к шпалам, а процесс выдёргивания каждого костыля единственным ломиком отнимал много времени. Выбив две трети креплений, огайцы попытались вытащить рельс, но тот по прежнему не поддавался. Мужчины уже было собирались отпустить его и попытаться выбить ещё несколько костылей, когда все вдруг услышали с юга тихий, но отчётливый свисток паровоза — это мог быть только локомотив преследователей. Страх придал рейдерам сил и они резко потянули вверх рельс, из-за чего тот громко лопнул. Закинув этот обломок в вагон, угонщики быстро сели в свой поезд и помчались дальше. Они были напуганы, и хотя от погони с юга удалось оторваться, но впереди были ещё два поезда; основным шансом оторваться от возможных преследователей огайцы видели в уничтожении мостов через Устанолу и Чикамогу-Крик, а потому их следовало достичь как можно скорее.
Уже было позднее утро, когда захваченный состав прибыл в Адэрсвилл, при этом из-за задержки в Кингстоне он теперь не опережал расписание, а наоборот сильно от него отставал. Однако на станции на боковом пути ожидал только направлявшийся из Долтона «дневной грузовой на юг» (Down Day Freight), состоящий из 21 вагона и имевший длину около 700 футов (210 м). Снизив скорость, рейдеры съехали на боковой путь и остановились у этого состава. Локомотивом встречного был № 49 «Техас» (Texas), а его бригада состояла из 28-летнего машиниста Питера Джеймса Брэккена (Peter James Bracken) и 15-летнего кочегара Генри Хэни (Henry P. Haney); также в кабине находился случайный пассажир — 22-летний дровосек Алонзо Мартин (Alonzo Martin). Эндрюс побеседовал с ними, ответив на уже привычные вопросы легендой о «поезде с боеприпасами», а также встречно спросив о ситуации в Чаттануге и что известно о действиях федеральной армии в Северной Алабаме. Ему сказали, что сообщения с Мемфис-Чарлстонской дороги прерываются всё дальше на восток от Хантсвилла, из чего можно сделать вывод, что армия янки продвигается всё ближе к Чаттануге.
Пассажирский поезд из Чаттануги отставал от расписания уже на полчаса, что можно было объяснить сбоем графика из-за дополнительных поездов; у машиниста грузового по нему не было никакой информации. Рейдеры при этом спешили покинуть данную станцию, чтобы как можно быстрее достичь мостов, которые было необходимо уничтожить. Однако ведомый «Техасом» состав был настолько длинным, что заблокировал выезд «Генералу». Так как по легенде северян пассажирский поезд Фуллера следовал за ними следом, Брэккен сперва сказал, что будет его ожидать здесь в Адэрсвилле, но Эндрюс, желая поскорее избавиться от нежелательных свидетелей и предполагая, что данный поезд может сойти с рельсов на разобранном участке, сказал ему что наоборот поезд Фуллера ожидает поезд Брэккена в Кингстоне. Грузовой поезд к тому моменту ожидал встречного уже полчаса, тогда как правила дороги допускали, что при задержке более 15 минут можно было продолжить следовать к следующей станции, поэтому его бригада согласилась с доводами кентуккийца. Брэккен в свою очередь предложил Эндрюсу подождать прибытия пассажирского поезда из Калхуна, на что шпион ответил, что ему некогда, так как судьба армии Юга зависит от того, насколько быстро к ней будут доставлены вагоны с боеприпасами, а у Борегарда сейчас не хватает сил для ведения трёхчасового боя. Он говорил настолько убедительно, что бригада с «Техаса» поверила ему, но посоветовала ехать медленно и перед каждым поворотом выставлять сигналиста, иначе может произойти лобовое столкновение; подобные происшествия тогда были не редкостью на американских железных дорогах.

### Калхун
Калхун находился в девяти милях (14½ км) к северу от Адэрсвилла, при этом путь до него был относительно прямой. Едва отъехав от станции, Эндрюс приказал своим машинистам мчаться настолько быстро, насколько «Генерал» вообще способен. Найт управлял паровозом, Брайн закидывал дрова в топку, а Уилсон подавал дрова с тендера при этом поливая их нефтью для более интенсивного горения. В интервью рейдеры рассказывали, что локомотив нёсся со «страшной скоростью», а из-под его колёс вылетали искры. Поезд сильно раскачивался из стороны в сторону и словно подпрыгивал над рельсами, грозя улететь с пути, но как писал Питтенгер, на тот момент вероятность попасть в плен пугала огайцев гораздо сильнее опасности погибнуть в таком крушении. Но также была и угроза лобового столкновения со встречным экспрессом, поэтому периодически подавался оповестительный сигнал; Эндрюс при этом стоял в будке паровоза, держа в руке карманные часы. Позже он и Найт будут утверждать, что путь от Адэрсвилла до Калхуна был преодолён всего за 7 с половиной минут, что даёт невероятную среднюю скорость — 72 миль/ч (116 км/ч). Однако Питтенгер подвергнет сомнению это время, предположив, что на самом деле оно засекалось от момента, когда Адэрсвилл скрылся за поворотом и заканчивая первым появлением Калхуна в поле зрения; в этом случае средняя скорость будет уже примерно 60 миль/ч (90—100 км/ч), что также очень быстро.

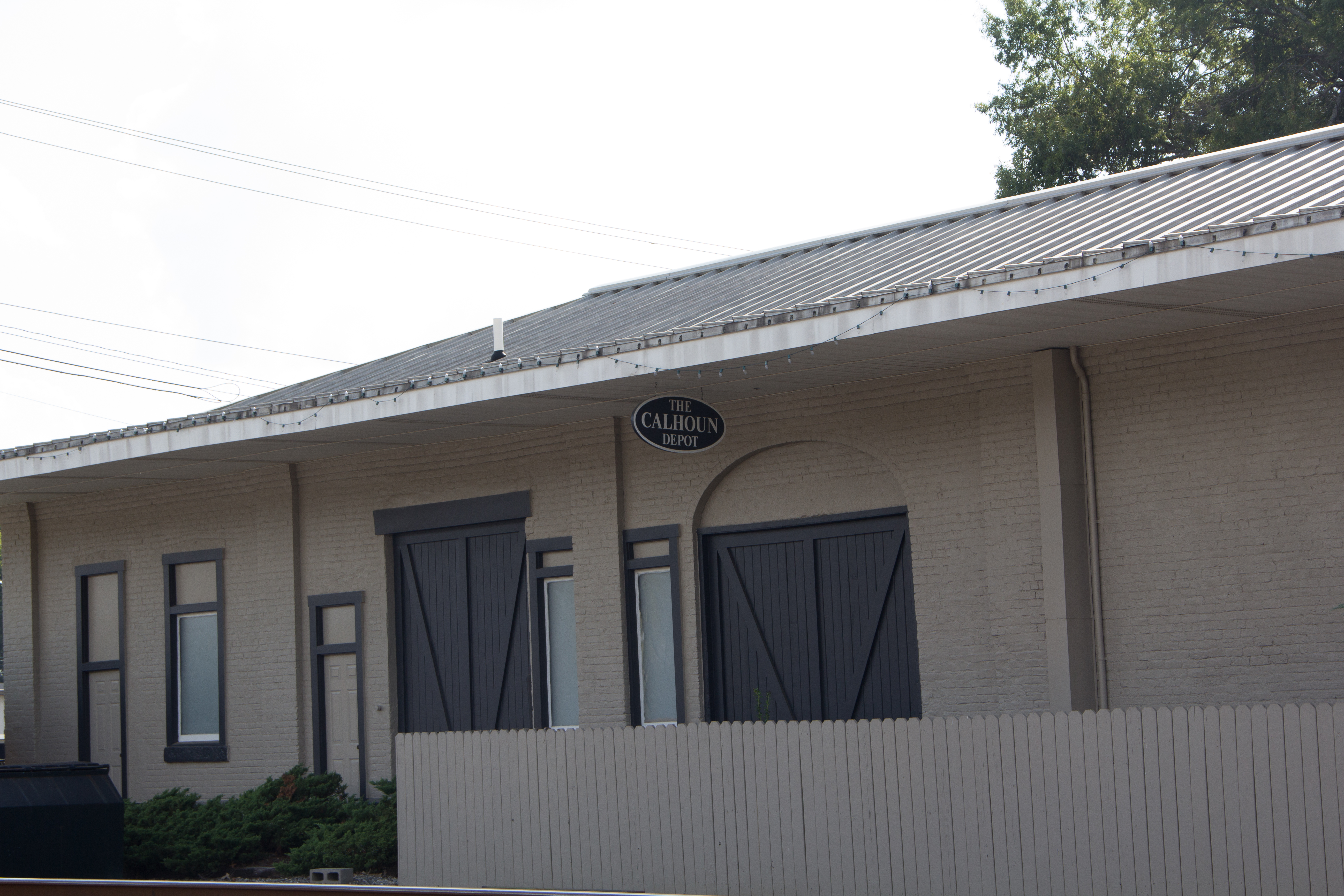
Сохранённое здание станции Калхун (Джорджия)

Следующий на юг пассажирский поезд только отправился со станции, когда впереди возник «Генерал», постоянно подающий звуковые сигналы. Ошеломлённый увиденным, машинист Джо Ренард (Joe Renard) паровоза «Катуса» (Catoosa), который вёл этот экспресс, тут же дал задний ход и успел вернуться в Калхун, освободив южную горловину станции и позволив короткому составу заехать на боковой путь. Рейдеры спешили покинуть станцию, но на их пути возникло препятствие — пассажирский поезд был достаточно длинным, а его машинист настолько быстро сдал назад, что не успел остановиться и выехал на северную горловину, заблокировав выезд. Кондуктором экспресса был Фрэнк Уоттс (Frank Watts), который категорически отказывался продвинуться на юг из-за опасности столкнуться со следующим поездом, о наличии которого свидетельствовал закрепленный на «Генерале» импровизированный красный флаг. Эндрюс рассказал бригаде встречного легенду о «поезде с боеприпасами», а также попытался убедить, что они успеют достичь Адэрсвилла раньше следующего поезда на север, но те были настолько злы на незнакомцев, которые едва в них не врезались, что всё ещё колебались; возможно, что лидер огайцев сам был взволнован из-за случившегося, а потому в этот раз был не очень убедителен. Поняв, что хитроумные уговоры не действуют, не желающий продолжать терять время шпион тогда перешёл к прямым приказам и заявил, что должен немедленно отправляться, в связи с чем требует освободить ему путь. На это бригада встречного поезда могла либо подчиниться, либо привести веские причины для отказа; бригада «Катусы» решила выбрать первый вариант, поэтому пассажирский состав продвинулся чуть на юг, освободив маршрут «поезду для Борегарда».
Начиная от Биг-Шанти «Генерал» к тому времени уже успел проехать 50 миль (80 км), миновав 9 станций и пропустив около 5 встречных поездов. Но согласно имеющемуся у Эндрюса расписанию, больше по пути к Чаттануге скрещений быть не должно, а локомотив преследователей, который рейдеры слышали, когда отъехали на север от Кингстона, должен был быть остановлен разобранной колеёй. Дальнейший путь на север теперь был полностью свободен.

### «Техас»

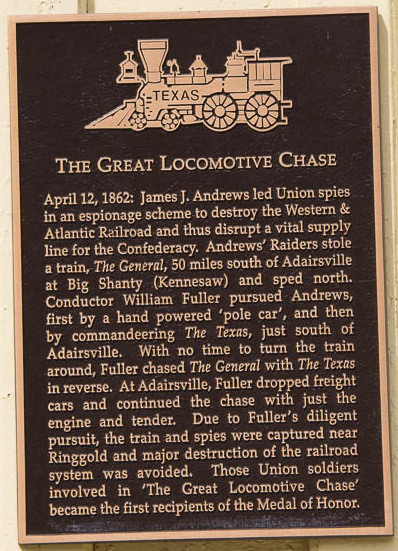
Памятная доска с силуэтом «Техаса» на здании станции Адэрсвилл (Джорджия)

Когда «Уильям Смит» выехал из Кингстона, Фуллер расположился в его передней части, чтобы высматривать возможные препятствия, а заодно надеясь увидеть свой поезд, тогда как Мёрфи и Кейн находились в кабине. Отъезжая от станции по широкой кривой, паровоз успел уже разогнался, когда врезался своим скотосбрасывателем в кучу из шпал, которую не успели вовремя заметить. От удара шпалы разлетелись в стороны, причём одна из них подлетела вверх на несколько метров почти до высоты прожектора, но локомотив и ехавшие в нём люди не пострадали, а потому погоня не прерывалась. Как утверждали преследователи, через милю на пути возникло ещё одно препятствие из шпал, но на сей раз «Смит» успел затормозить перед ним. На удалении 6 миль от Кингстона и за 4 мили до Адэрсвилла кондуктор Фуллер заметил вынутый из колеи рельс, о чём крикнул машинисту Харбину, а тот сразу дал задний ход. Забуксовав колёсами, паровоз остановился всего в 10—12 футах (3—3,5 м) от разрыва.
Почти все на «Смите» были расстроены, что преследование прервалось едва начавшись, особенно нетрезвые ополченцы. Мёрфи, напротив, был только рад оставить этот локомотив и прицепленный за ним вагон с пьяными людьми; к тому же железнодорожники Западно-Атлантической дороги знали о регулярном грузовом поезде на юг и идущим за ним экспрессе, которые могли задержать «Генерала». Фуллер и Мёрфи продолжили погоню на ногах, при этом из-за размокшей под ливнем земли, превратившейся в липкую грязь, им пришлось передвигаться фактически быстрым шагом. Кроме них двоих, больше никто по путям не побежал, включая машиниста «Генерала» Джеффа Кайна, посчитавшего, что с него на сегодня хватит; позже в своих воспоминаниях Фуллер будет критично отзываться о Кейне, считая что его вклад в погоню нельзя назвать положительным, а скорее даже отрицательным, так как кондуктору пришлось от станции Мун возвращаться за ним на тележке, лишь потеряв впустую время. В свою очередь машинист Харбин не думал сдаваться, а вместо этого с осторожностью продвинул чуть-чуть вперёд свой паровоз, после чего велел снять один из рельсов позади и уложить его впереди в разрыв (эту тактику ему успел подсказать Мёрфи). Также рейдеры оставили после себя часть креплений, которые теперь были использованы. Поставленный рельс немного качался, однако смог выдержать проехавший по нему небольшой состав, при этом люди из вагона вышли для снижения его веса. Вся эта процедура заняла 15—20 минут, по окончании которой ополченцы снова сели в вагон, после чего «Уильям Смит» продолжил погоню. Впоследствии Питтенгер отнесёт разбор колеи между Кингстоном и Адэрсвиллом, на который было потрачено несколько ценных минут, к одной из ошибок Эндрюса, ведь иначе была некоторая вероятность лобового столкновения спешащего на север ромского локомотива со встречным грузовым, при этом в данном происшествии могли бы погибнуть основные преследователи.
Мёрфи и Фуллер пробежали примерно 2—3 мили (3,5—5 км), когда услышали оповестительный сигнал «Дневного грузового на юг», поэтому выйдя на место с хорошим обзором стали подавать сигнал остановки. Увидев сигнал и узнав стоящих на путях людей, Брэккен остановил поезд, после чего железнодорожники забрались к нему в будку. Сам Пит считался профессионалом в своём деле, но он был родом из Филадельфии, и, как спустя десятилетия признается Мёрфи, преследователи всерьёз опасались, что он откажется участвовать в погоне за северянами; хотя в случае такого исхода паровозом управлять мог бы и сам начальник локомотивной службы. Однако на вопрос Фуллера об участии в преследовании Брэккен сразу ответил утвердительно. Что до локомотива, то через несколько лет в интервью Мёрфи скажет, что он был в полном восторге от того, что им достался именно «Техас». Этот паровоз был выпущен в 1856 году, причём в том же городе, что и «Генерал» — Патерсон (Нью-Джерси), хоть и на другом заводе; диаметр движущих колёс у обеих машин составлял 60 дюймов (1524 мм), то есть по скоростным характеристикам они были практически на равных. Также всего за несколько дней до этого «Техасу» под контролем Мёрфи был выполнен тщательный ремонт, включая проверку всех колёс и промазывание всех осей, поэтому инженер в этом локомотиве был уверен полностью. Имелось у «Техаса» и одно небольшое преимущество перед «Генералом» — он был более экономичным и на одном корде дров в среднем мог проехать 30,3 миль (48,8 км).
Задним ходом грузовой поезд вернулся в Адэрсвилл, где вагоны были отцеплены на боковой путь. Так как на станции не было поворотного круга, треугольника или других средств для разворота локомотива, «Техас» отправился в погоню, следуя тендером вперёд. Впоследствии Адэрсвилл объявит себя местом начала «Великой паровозной гонки», посчитав участие «Ёны» и «Смита» лишь прологом к ней, а 4 декабря 1987 года он станет первым городом Джорджии, полностью включённым в национальный реестр исторических мест США.

### «Катуса»

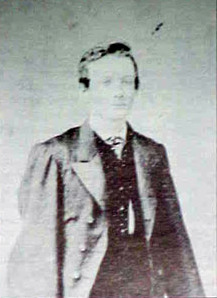
Эдвард Хендерсон

Пересев на «Техас», Фуллер расположился на углу тендера, откуда можно было следить за состоянием пути, при этом он одной рукой держался за край, а другой при необходимости подавал сигналы. Спеша достичь Калхуна, рейдеры не стали делать на этом участке препятствий, но из-за скрещения со встречным экспрессом преследователям всё же приходилось периодически подавать звуковые сигналы. Хоть машинист Брэккен и относился бережно к своему локомотиву, однако в данном случае заставил его ехать со скоростью более 50 миль/ч (80 км/ч), а 9-мильный участок между станциями был преодолён по разным данным за 10—12 минут.

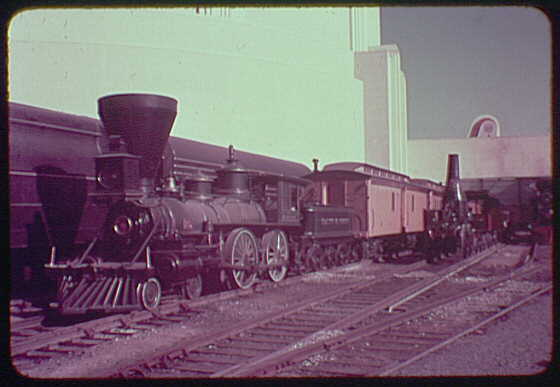
«Уильям Мейсон», который в фильме 1956 года сыграл паровозы «Генерал» и «Катуса»

Ведомый «Катусой» экспресс всё ещё стоял на месте, ожидая поезд, который должен был ехать за «составом для Борегарда», а пассажиры даже вышли из вагонов на платформу. Появление локомотива без вагонов, да ещё следующего задом наперёд, вызвало на станции удивление, но Фуллер смог быстро объяснить ситуацию. Его коллега Фрэнк Уоттс на это сказал, что ему сразу показалось, что что-то не так, но «парень с большой бородой» рассказал настолько убедительную легенду о поезде с боеприпасами, что пришлось его пропустить. Среди пассажиров экспресса оказался машинист Флеминг Кокс (Fleming Cox) с Мемфис-Чарлстонской дороги, который находясь в отпуске ехал в Атланту, но узнав о случившемся передумал и присоединился к команде на «Техасе», подменив юного кочегара. Также преследователи узнали в толпе на платформе помощника телеграфиста из Долтона — 17-летнего Эдварда Хендерсона (Edward R. Henderson), который несмотря на свой юный возраст имел 5-летний стаж работы в должности, а сейчас направлялся на юг с целью выяснить, почему пропадает связь со станциями на линии. Фуллер подал ему руку и помог подняться к себе на тендер, чтобы доставить в удобное место, откуда можно будет успеть передать сообщение об угоне дальше по дороге.
В пассажирском поезде ехал и капитан У. Дж. Уитситт (W. J. Whitsitt) из 1-го Джорджийского пехотного полка, который вместе с 10-ю своими солдатами возвращался в Мобил (Алабама), где находился их пункт дислокации. Узнав, что несколько минут назад через станцию проскочили замаскированные янки, этот капитан собрал своих бойцов и изъявил желание также участвовать в погоне, о чём сообщил машинисту. Джо Ренард сперва был против, считая что необходимо доставить экспресс на юг, однако передумал, когда Уитситт подключил к доводам собственный револьвер. «Катуса» был отцеплен от состава, а когда военные забрались на его тендер, отправился на север вслед за «Техасом», также следуя задом наперёд.

### Встреча соперников
Примерно в 6 милях (9—10 км) от Калхуна находилась станция Резака, перед которой был расположен крытый мост через реку Устанола, являющийся в данном налёте первой целью. Однако огайцам требовалось сперва обезопасить себя от возможных преследователей, поэтому через полторы мили (2½ км) после Калхуна была сделана очередная остановка, на которой оборвали провода и начали разбор пути. Машинисты при этом осмотрели и смазали «Генерала», оценив его состояние как отличное, но отметив, что запасы воды и топлива подходят к концу. Параллельно солдаты вытащили несколько шпал и используя одну из них в качестве рычага начали снимать рельс, выбивая ломиком крепления. Наблюдавший за ними Эндрюс к этому времени снял плащ, а цилиндр сменил на простую кепку. Как вспоминали некоторые рейдеры, шпион уже начал проявлять нервозность, а в какой-то момент не выдержав выхватил у одного из федератов ломик, после чего ругаясь стал сам выбивать рельсовые крепления.
Вдруг со стороны Калхуна донёсся громкий и отчётливый свисток. Как писал Питтенгер, для рейдеров этот звук был страшнее «тысячи громовых раскатов», а вид приближающегося с юга паровоза и вовсе поверг их в такой шок, как если бы «он упал прямо на головы». Было предложено дать преследователям бой, но Эндрюс решил отступить, приказав запрыгивать всем в вагоны. Затем Найт дал полный ход, и состав стал быстро разгоняться. Фуллер впервые после Биг-Шанти увидел свой поезд и заметил угонщиков рядом с ним, оценив, что последних вовсе не четыре, как предполагал изначально, а гораздо больше. Когда диверсанты скрылись за поворотом, Брэккен замедлил ход и остановил свой локомотив перед местом, где те были замечены, после чего кондуктор спустился с тендера и осмотрел путь. Телеграфные провода были уже оборваны, а под один из рельсов засунут другой, снятый ранее, чтобы при наезде «Техас» сошёл с колеи; также у данного рельса отсутствовала значительная часть костылей, из-за чего он был расшатан, но держался, благодаря чему можно было продолжать погоню.
Диверсанты не могли понять, откуда позади них внезапно взялся локомотив, строя лишь различные догадки. Самым вероятным рассматривался вариант, согласно которому бригада пассажирского поезда в Калхуне всё-таки не поверила в легенду Эндрюса и проявив инициативу начала преследовать захваченный состав; в этом случае отряду огайцев угрожали бы только эти несколько железнодорожников. Второй вариант предполагал, что машинист грузового поезда успел заметить разобранный путь, после чего вернулся в Адэрсвилл и сообщив по телеграфу о случившемся бросился в погоню за подозрительными незнакомцами. Согласно же третьему варианту, гонец из Биг-Шанти успел достигнуть Мариетты, после чего сообщение оттуда было передано в Атланту, а следом обходным путём дошло до Чаттануги, откуда распространилось по всей дороге; в этом случае рейд был бы уже заведомо обречён на провал. Рейдеры не знали, что в Атланте действительно были оповещены об угоне, а из двух встреченных после Кингстона паровозов сейчас за «Генералом» гнался не какой-то один, а оба; и даже «Уильям Смит», свисток которого они слышали перед Адэрсвиллом, несмотря на разобранный участок колеи, продолжал участвовать в преследовании. Также налётчики даже не подозревали, что на паровозе позади них находились всего семь гражданских, двум из которых ещё не было 18 лет, а из вооружения у них имелись лишь две ржавые двухстволки, одна из которых была даже не заряжена. Как вспоминал Дорси, видя вдоль дороги войска конфедератов и местных ополченцев, огайцы, особенно их лидер, считали, что за ними сейчас гонятся значительные силы, которые многочисленнее их отряда и лучше вооружены.

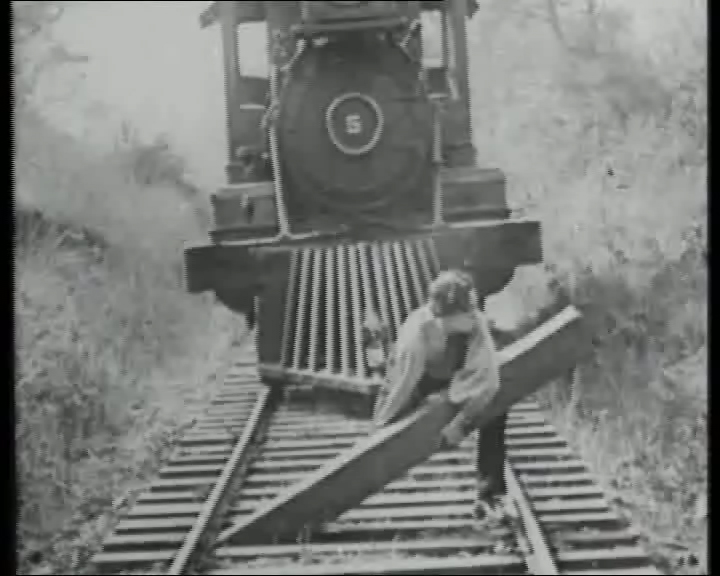
Кадр из фильма 1926 года: Джонни Грэй (Бастер Китон), подобно своему прототипу, расчищает путь от шпал.

Как писал Питтенгер, Эндрюс велел отцепить последний вагон, а затем дать кратковременно задний ход, чтобы направить отцеп навстречу догоняющему их паровозу. Однако путь имел уклон на север в сторону реки, что затруднило разгон на юг. Проехав поворот, преследователи увидели этот бурый грузовой вагон, но, по их показаниям, тот стоял подозрительно неподвижно, что вызвало опасения о возможной засаде. Снизив скорость и будучи готовым в любой момент быстро изменить направление движения, Пит Брэккен осторожно подъехал и сцепился с ним. Позже кондуктор вспоминал, что вагон не имел повреждений, зато внутри были обнаружены шпалы, рельсы и большое количество хвороста; это позволило понять истинные цели угонщиков — сжигание мостов на дороге. После небольшой задержки, «Техас» продолжил погоню за «Генералом», при этом Фуллер расположился в передней части грузового вагона, сидя на крыше у колеса ручного тормоза.
Затем огайцы применили новую тактику: в задней дощатой стенке последнего вагона они создали пролом, через который стали на путь позади себя скидывать шпалы. Однако, как вспоминал Альф Уилсон, скорость состава была столь велика, что ударяясь о путь тяжёлые брусья подлетали на высоту до 20, а то и 30 футов (6 и 9 метров), причём иногда отлетая вперёд и ударяя по крыше вагона. К большому сожалению лазутчиков, эти деревянные «снаряды» часто слетали в сторону, но тем не менее вынудили преследователей сбросить скорость. Увеличение дистанции между двумя составами воодушевило налётчиков, которые уже стали всерьёз опасаться, что их преследует более быстрый локомотив и/или имеющий более эффективное топливо. В действительности оба паровоза являлись равными по скорости, но зато «Техас» имел тендер с бо́льшими запасами воды и топлива, а ехавшие в нём люди были полны энтузиазма сорвать планы налётчиков, за которыми они теперь гнались практически по пятам. Свои функции преследователи распределили следующим образом: Фуллер находился впереди толкаемого вагона и следил за состоянием пути, Брэккен на пару с Мёрфи управляли паровозом, Флеминг Кокс закидывал в топку дрова, которые ему передавал с тендера Алонзо Мартин, Генри Хейни находился в тендере у колеса ручного тормоза, продев через его спицы палку, используемую как рычаг, а Хендерсон просто сидел рядом, ожидая подходящей станции, чтобы передать в Чаттанугу сообщение, надиктованное ему Фуллером. При возникновении впереди препятствий, Фуллер вместе с Мартином спрыгивали на землю и вдвоём расчищали путь; иногда на прямых отрезках кондуктор показывал сигнал, что дорога впереди свободна, и тогда Брэккен резко открывал регулятор, после чего «Техас» разгонялся до «пугающей скорости», при этом телеграфные столбы начинали так быстро мелькать, что походили на «мелкие зубья расчёски».

### Резака

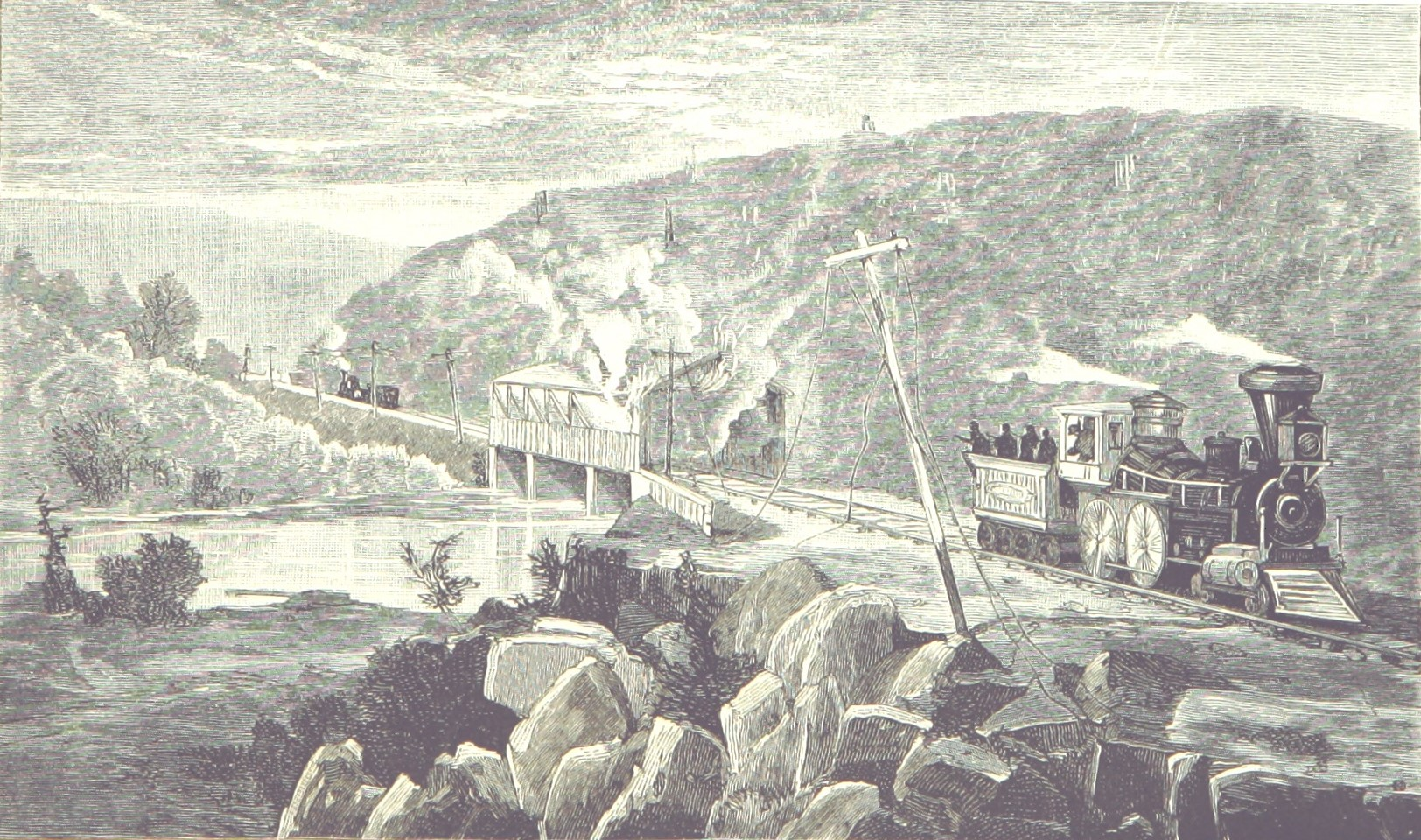
Попытка поджога моста с помощью отцепленного вагона

После войны возник миф, что севернее Калхуна рейдеры успели снять рельс, создав тем самым разрыв в колее. Этой версии придерживались в частности Питтенгер и некоторые его напарники, причём описывая процесс снятия рельса они при этом фактически описывали события к югу от Адэрсвилла. В попытке объяснить, как локомотив преследователей преодолел это препятствие, была предложена версия, что он двигался с настолько большой скоростью, что перелетел через этот проблемный участок. Согласно книге 1881 года, следивший за свободностью пути Фуллер дал Брэккену сигнал, что можно следовать с увеличенной скоростью, когда при входе в кривую вдруг увидел отсутствующий рельс, при этом успеть остановиться перед ним не было возможности. Но кондуктор вовремя заметил, что рельс вынут именно из внутренней нитки, поэтому крикнул машинисту, чтобы тот ехал как можно быстрее, ведь тогда за счёт центробежной силы будет увеличена нагрузка на внешний рельс при разгрузке внутреннего; на колоссальной скорости «Техас» промчался через это препятствие, при этом чуть подпрыгнув. Однако некоторые рейдеры всё-таки признавали, что история о «снятом рельсе» слишком невероятна. Но книги Питтенгера в своё время были очень популярны и оказали влияние даже на память многих участников погони, в том числе Фуллер в одном из интервью рассказал, что якобы «Техас» наехал на незакреплённый рельс, который при этом выскочил, но паровоз успел проскочить возникший разрыв.
В издании 1887 года эпизод со снятым рельсом уже отсутствует. Однако добавлена версия Джейкоба Парротта, согласно которой на самом деле налётчики на выходе из кривой положили поперёк пути обломок рельса и даже наблюдали, как преследующий их локомотив наехав на это препятствие на большой скорости подлетел вверх почти на фут (30 см), но устоял на пути. Лишь спустя 25 лет после погони, Мёрфи в своей переписке с Питтенгером смог убедить последнего, что никаких прыжков и полётов «Техаса» над препятствиями не было и быть не могло. Также из-за неразберихи в первое время конфедеративные газеты писали, что якобы разрывов колеи на пути «Техаса» было несколько, но преследователи их устраняли укладкой рельсов, снятых позади себя; в действительности такая тактика была применена Уайли Харбином для преодоления «Уильямом Смитом» разобранного участка между Кингстоном и Адэрсвиллом.

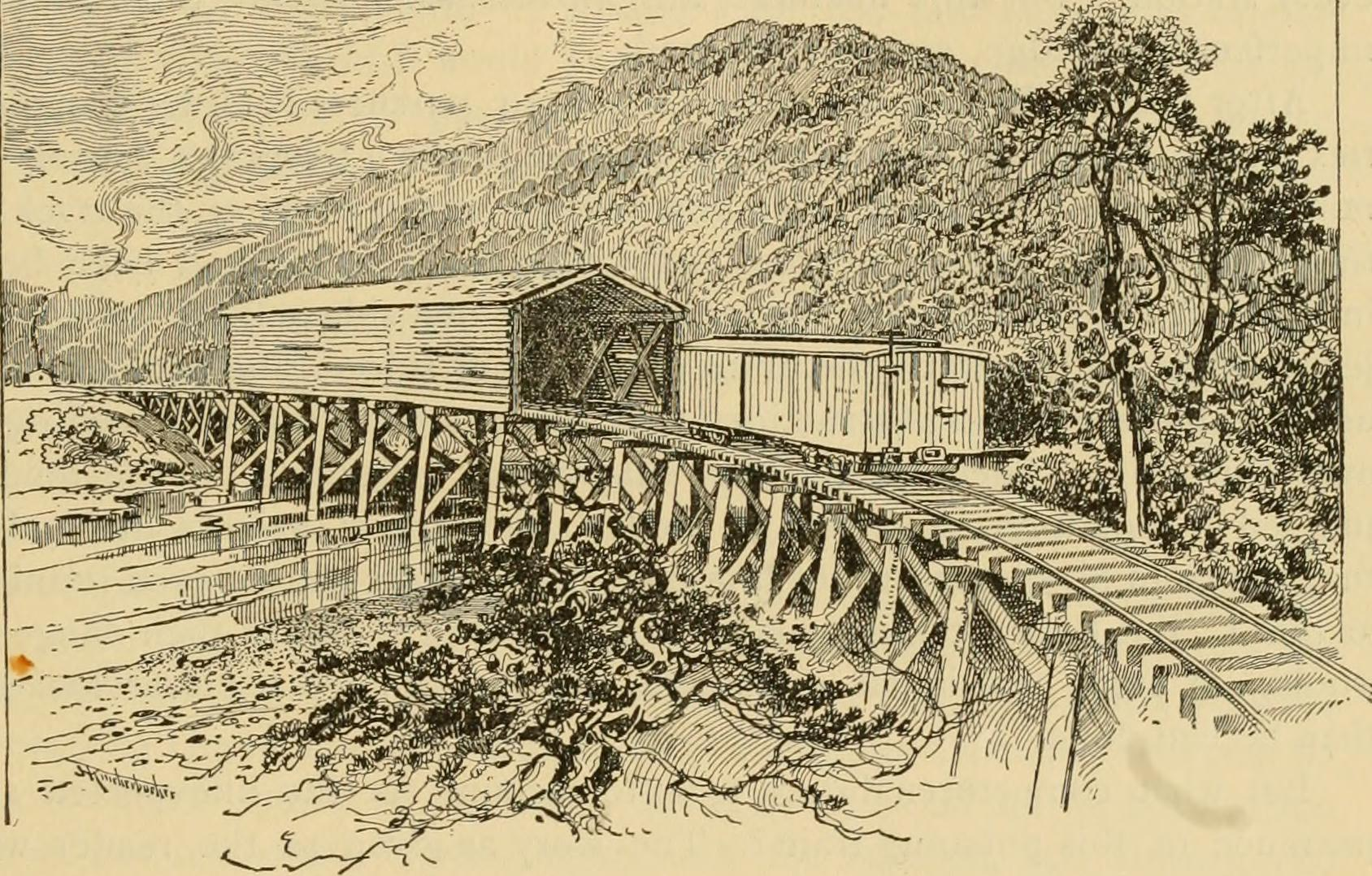
Мост через реку Устанола и брошенный на нём рейдерами вагон

Для уничтожения деревянного крытого моста через Устанолу, северяне попытались во втором вагоне развести костёр, пламя от которого должно было поджечь деревянную обшивку кузова. Но влажные дрова с трудом разгорались, даже когда на них накидали угли из топки паровоза. Согласно воспоминаниям рейдеров, они оставили полыхающий отцеп внутри моста, однако размокшие из-за дождя балки упорно не хотели загораться; несмотря на бушующий пожар, преследователи успели сцепиться с вагоном и вывести его. В действительности вагон не горел, но, вероятно, сильно тлел, создавая много дыма, что и могло породить миф о большом пламени, особенно когда он следовал внутри крытого моста. Как позже вспоминал Мёрфи, будучи опытным железнодорожником он всерьёз опасался, что Эндрюс со своими людьми догадаются отцепить вагон внутри моста, а затем если не поджечь его там, то хотя бы сбросить с рельсов, ведь в этом случае крытый мост превратится в преграду, разобрать которую можно было бы лишь с привлечением значительных сил, включая лошадей и силовое оборудование, то есть дорога оказалась бы заблокирована. Но янки были слишком взволнованы для этого. Когда преследователи подъехали к мосту, то обнаружили на эстакаде вагон, который совсем не горел и даже продолжал оставаться на рельсах, причём вне крытой части, поэтому Брэккен без особых сложностей смог сцепиться с ним. Оба пойманных вагона преследователи оставили на боковом пути расположенной за рекой станции Резака. Позже некоторые из огайцев, такие как Альф Уилсон и Уилл Найт, в воспоминаниях оправдывали многие ошибки в создании баррикад на пути тем, что якобы им помешала стрельба со стороны дикси (частично это даже отражено в экранизации 1956 года), хотя в действительности никакой стрельбы не могло быть.

### Тилтон
После моста в Резаке между двумя машинами, работающими на полную мощность, развернулась борьба не на жизнь, а на смерть. Такой погони не бывало ни до, ни после!Уильям Фуллер.

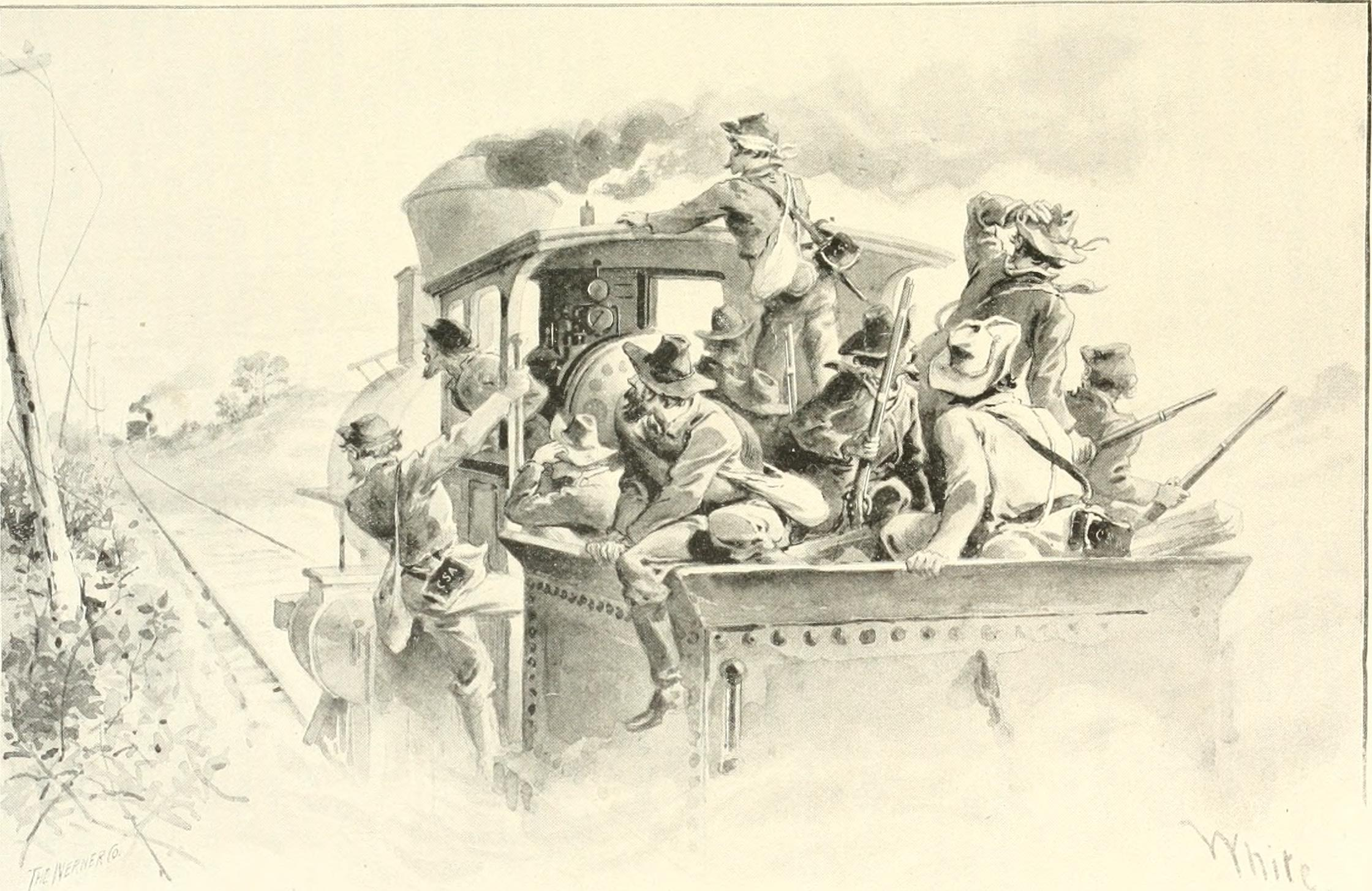
Пример ошибочного изображения людей на «Техасе», как группы хорошо вооружённых мужчин. Обратите внимание, что сам «Техас» также показан неверно — локомотивом вперёд.

Фактически после Резаки инициатива полностью перешла от янки к дикси; если до этого поездку рейдеров по дороге можно было считать нападением, то теперь она стала бегством. Среди огайцев начали проявляться признаки уныния, и, по мнению некоторых корреспондентов-южан, возникло волнение; однако впоследствии последнее опровергалось самими налётчиками. Несколько человек из отряда Эндрюса позже утверждали, что убеждали своего лидера создать на дороге препятствие в виде положенных поперёк рельс шпал, а рядом устроить засаду; затем, когда преследователи остановятся для разбора препятствия, солдаты-северяне могли бы расстрелять их, после чего паровоз «Техас» направить обратно на юг, тем самым остановив и других потенциальных преследователей. Как писал Питтенгер, Эндрюс сказал, что план хороший, но воплощать его не стал, вместо этого выбрав продолжать бегство. Джейкоб Паррот предполагал, что такое решение кентуккийца было вызвано тем, что последний, будучи контрабандистом и шпионом, всё-таки не был воином и не участвовал в боях, а потому не решался на силовые столкновения глубоко во вражеском тылу; к тому же Эндрюс ранее видел отряды солдат-дикси вдоль железнодорожного пути и потому опасался, что в случае боя перевес будет не на стороне отряда северян. Питтенгер же среди возможных помех для устройства засады называл дефицит времени и редкую растительность близ путей. По мнению Паррота, ошибка их лидера была в том, что он не должен был брать под своё командование большой отряд солдат. Питтенгер в своих воспоминаниях был к Эндрюсу более категоричен, называя его трусом; критике подвергся даже генерал Митчел, который во главе отряда из опытных бойцов не поставил соответствующего им лидера. Такая острая критика во многом может быть обусловлена тем, что сам капрал Питтенгер, по воспоминаниям его сослуживцев, слыл трусоватым солдатом и при своей близорукости в действительности очень боялся попасть в плен.
Запасы воды на «Генерале» уже подходили к концу, а дрова и вовсе иссякли, поэтому янки были вынуждены забрасывать в топку различное горючее, в том числе и собранное ранее, заставляя свой паровоз нестись как можно быстрее. В 7 милях (11 км) к северу от Резаки рейдеры сделали остановку на Грин-Вуд (Green's Wood), что на берегу реки Конасога (приток Устанолы) близ Тилтона, для пополнения запасов на тендере. Прежде всего из колонки был заполнен водный бак, причём из-за спешки кран так и оставили открытым. Затем огайцы подъехали к складу дров и выстроившись в цепочку начали быстро передавать на паровоз дрова, когда позади показался «Техас». Запас топлива был пополнен от силы на две трети, но рейдеры были вынуждены прервать эту процедуру, вместо этого заскочив в свой поезд и помчавшись далее по W&ARR, что позволяло поднятое в котле давление пара. Как позже говорил в интервью Мёрфи, преследователи к этому времени приблизились настолько, что могли разглядеть верхушку трубы «Генерала»; также встречаются утверждения, что они даже были вынуждены сбросить скорость, опасаясь столкновения.

### Долтон

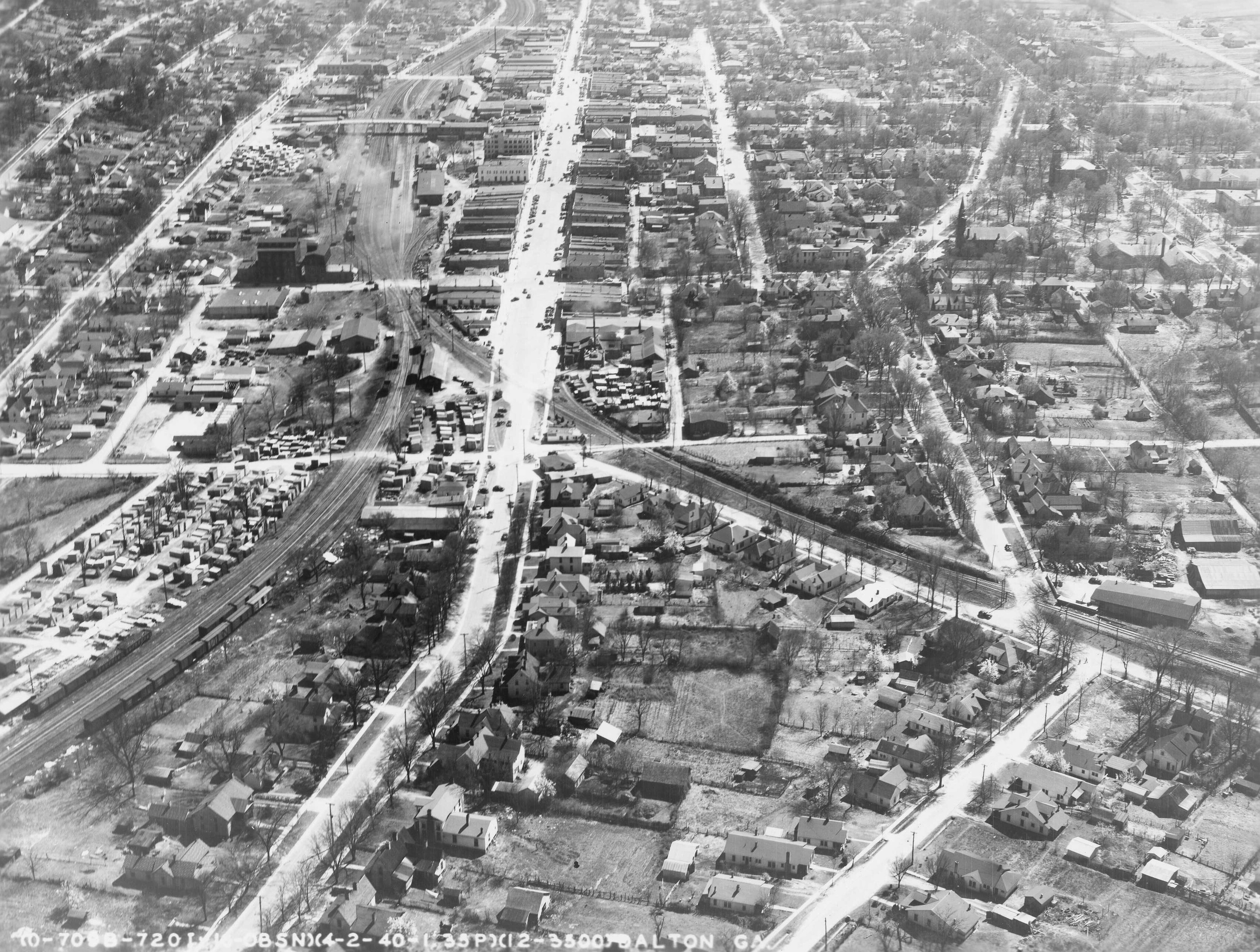
Вид на Долтон с воздуха (фото 1940 года, север внизу). Влево уходит ветка на Ноксвилл, вправо — на Чаттанугу.

Далее на трассе находился Долтон, который являлся важным железнодорожным узлом, так как здесь путь разветвлялся: Западно-Атлантическая дорога сворачивала на северо-запад к Чаттануге, тогда как на северо-восток уходила Восточно-Теннессийско-Джорджийская, которая направлялась к Кливленду и Ноксвиллу (штат Теннесси). Для рейдеров эта станция представляла опасность, ведь во-первых была высока вероятность запутаться в её хитросплетении путей и стрелок и по ошибке свернуть не на левую ветку (относилась к W&A), а на правую (ET&G), из-за чего на станции требовалось остановиться, либо снизить скорость, чтобы сперва проверить правильность положения стрелок. Во-вторых, сами главные пути проходили сперва под навесом пассажирского здания, затем мимо станционных мастерских и поворотного круга, после чего на выходе со станции резко сворачивали влево — это был опасный участок при следовании на большой скорости из-за угрозы схода с рельсов. Наконец, как и ранее в Кингстоне, Долтон мог быть перегружен дополнительными поездами с севера, а также пассажирами и локомотивными бригадами. При этом в условиях ухода от погони у налётчиков не было свободного времени на задержки или какие-либо объяснения.
Возможно, что Эндрюс был всецело обеспокоен проблемой прохождения этой станции задолго до её достижения, что и стало одной из причин того, почему он игнорировал советы своих людей о засаде против преследователей. Кентуккиец приказал остановить «Генерала» в нескольких сотнях футах от здания станции, после чего быстро сбегал вперёд для проверки положения стрелок, а затем вернувшись велел как можно быстрее следовать дальше. Проезжая мимо станции, он крикнул стоящим на ней людям, что спешит в Коринт и у него нет времени; сам вид состава из паровоза, тендера и одного вагона, причём с разломанными стенками при этом сильно шокировал окружающих, особенно в сочетании с высокой скоростью, на которой тот промчался мимо. Навес станции создавал лёгкий полумрак, а когда «Генерал» на большой скорости выскочил из-под него, то почти сразу путь резко свернул влево. Как вспоминал спустя сорок лет в интервью машинист Найт, в этот момент он подумал, что они по ошибке заехали в тупик и рельсы впереди закончились, из-за чего перепугавшись вцепился в рычаг управления мёртвой хваткой. Затем состав на большой скорости резко дёрнулся влево, при этом люди на локомотиве схватились за поручни, боясь улететь, а находящихся в вагоне и вовсе швырнуло на правую стенку, но схода с рельсов при этом не произошло.

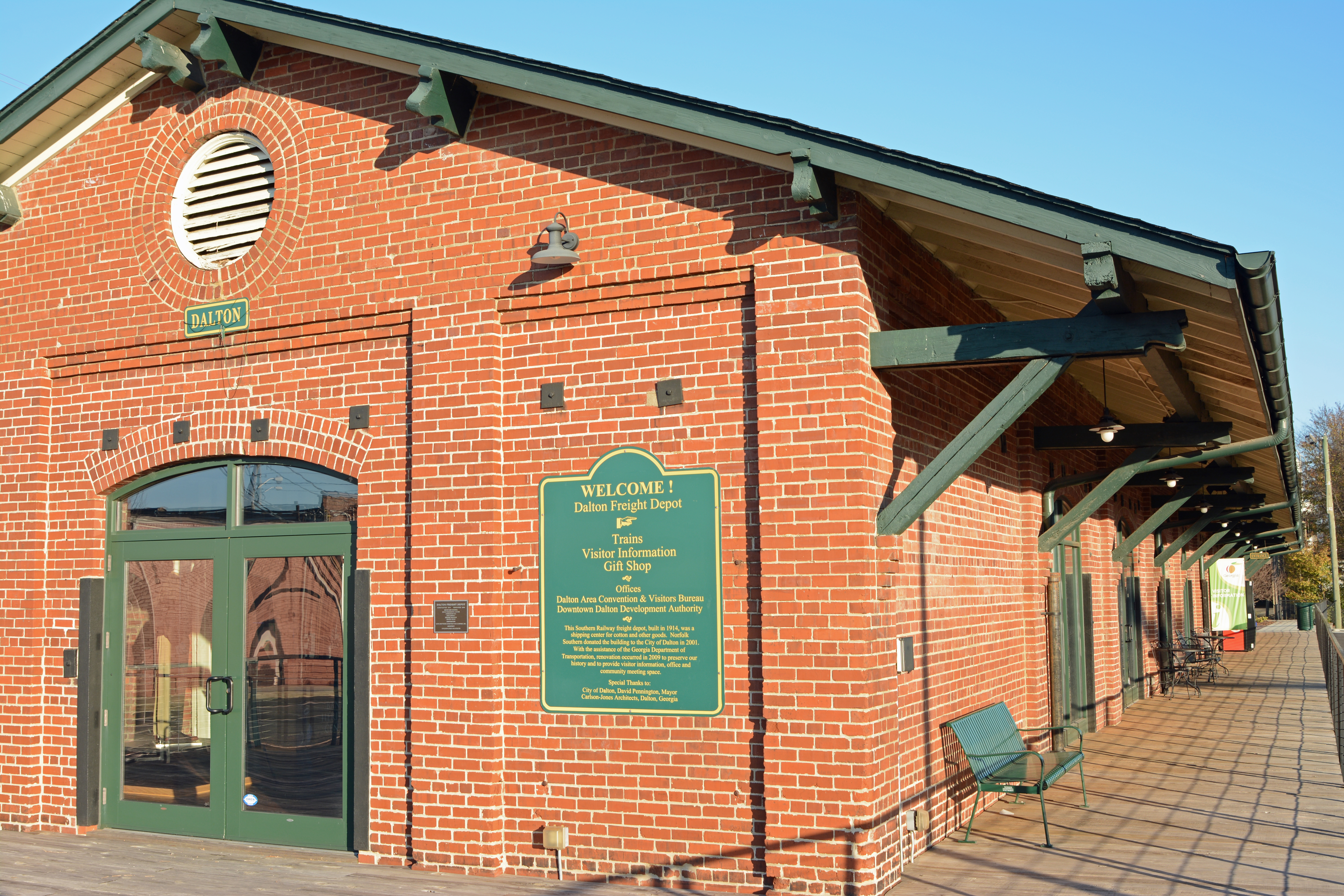
Сохранённое Western and Atlantic Depot

«Техас» отставал на пару миль, а проезжая Долтон около 12:30 сбросил скорость, благодаря чему Эдвард Хендерсон смог безопасно с него спрыгнуть и миновав перрон вбежать в свой кабинет. В это же время в миле к северо-западу от станции рейдеры сделали остановку, а сержант Джон Скотт взобравшись на столб стал обрывать провода, когда Хендерсон начал передавать в Чаттанугу ранее надиктованную ему Фуллером телеграмму:

Долтон, Дж. 12 апреля 1862
Ген. Лидбеттеру — командующему в Чаттануге
Мой поезд был захвачен сегодня утром в Биг-Шанти, очевидно, замаскировавшимися федеральными солдатами. Они быстро движутся к Чаттануге, возможно, намереваясь сжечь железнодорожные мосты у себя в тылу. Если я не успею их схватить, проследите, чтобы они не достигли Чаттануги.
Уильям А. Фуллер.
Оригинальный текст (англ.)
Dalton, Ga. 12 April, 1862
To Gen. Leadbetter, Commander at Chattanooga:
My train was captured this a.m. at Big Shanty, evidently by Federal soldiers in disguise. They are making rapidly for Chattanooga, possibly with the idea of burning the railroad bridges in their rear. If I do not capture them in the meantime, see that they to not pass Chattanooga.

William A. Fuller
— 
Однако подтверждения из Чаттануги не пришло, поэтому телеграфист не знал, получили ли там его сообщение.

### Тоннель

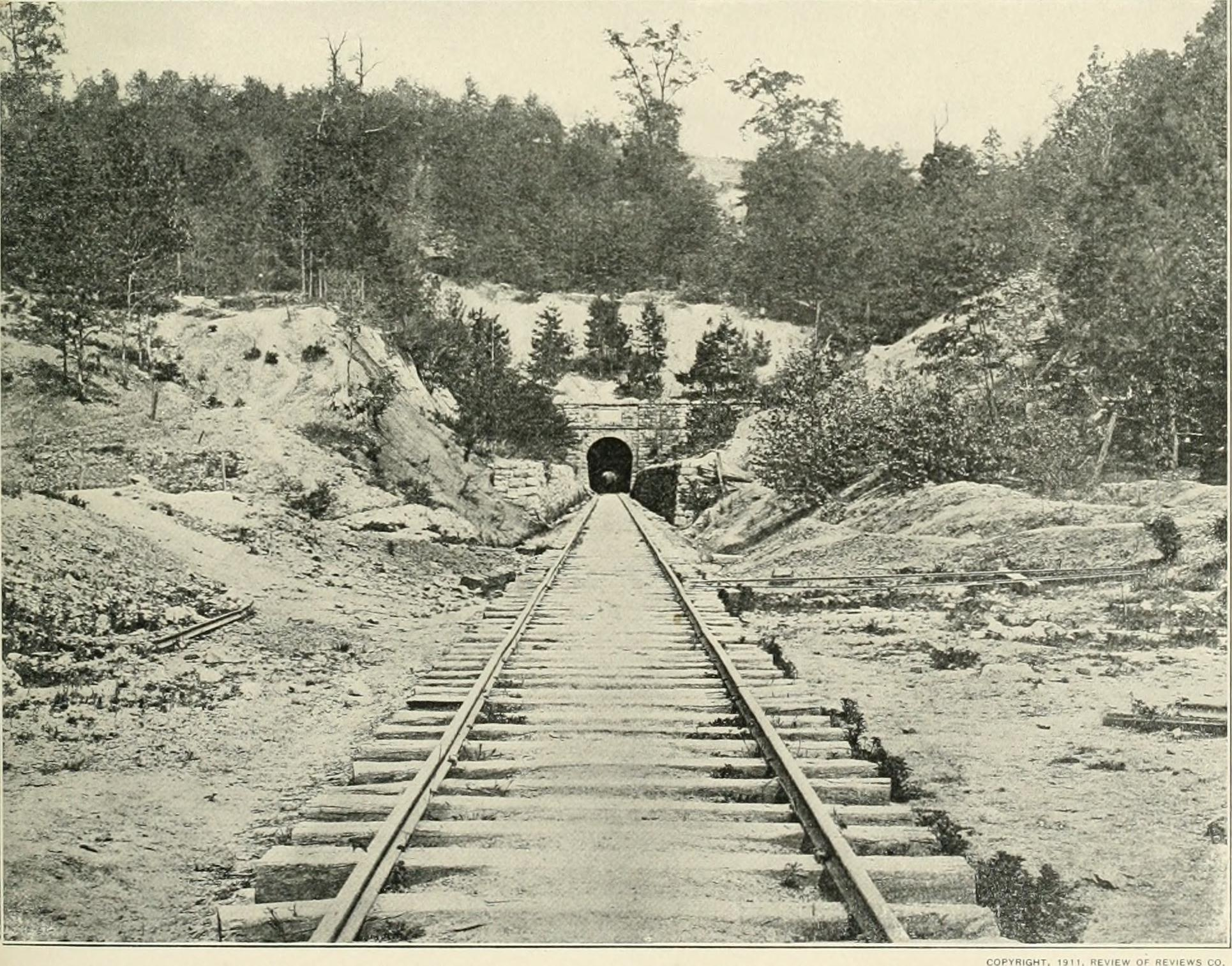
Четугетский тоннель

В нескольких милях после Долтона находилась гора Четугета (Chetoogeta Mountain), известная также как Тоннельный холм (Tunnel Hill) из-за проложенного под ней железнодорожного тоннеля длиной 1477 футов (450 м) и шириной всего 12 футов (3,6 м), то есть достаточно узкого. Многие рейдеры видели в этом тоннеле отличную возможность устроить засаду, достаточно только было напускать внутрь как можно больше дыма, чтобы ослепить преследователей. Тоннель позволял и устроить какое-либо препятствие внутри себя, причём это могла быть как просто груда из рельсов и шпал на путях, так и можно было направить задним ходом «Генерала», который бы врезавшись в «Техаса» мог убить находившихся на последнем людей. Однако по неопределённой причине Эндрюс вновь проигнорировал идею о бое против дикси, поэтому состав без остановки проехал под горой, а затем миновал расположенную за ней деревню Таннел-Хилл.
Осознавали риск засады северян в тоннеле и сами преследователи, поэтому было принято решение не въезжать в него, пока «Генерал» его не покинет. В свою очередь инженер Энтони Мёрфи, заметив что после Долтона дистанция между локомотивами начала постепенно сокращаться, увидел возможность оценить положение угонщиков. Обычно паровозы с достаточным количеством топлива создают много дыма и, проезжая тоннель, полностью заполняют его густым чёрным дымом. Однако «Генерал» от пункта заправки близ Тилтона проехал около 16 миль (26 км), а потому запас дров на нём должен был сократиться. В случае, если топлива у рейдеров ещё достаточно, тоннель также должен быть заполнен дымом, но если воздух будет заметно прозрачнее, то значит и огонь в топке уже недостаточно силён. Сбросив скорость «Техас» медленно подъехал к юго-восточному порталу тоннеля, когда железнодорожники смогли увидеть вдалеке свет со стороны северо-западного портала. Это означало, что во-первых угонщики покинули тоннель, а во вторых — топливо на «Генерале» подходило к концу. Проехав под горой, Брэккен полностью открыл регулятор и восторженно закричал: «Парни, мы их поймали!».

### Чикамога

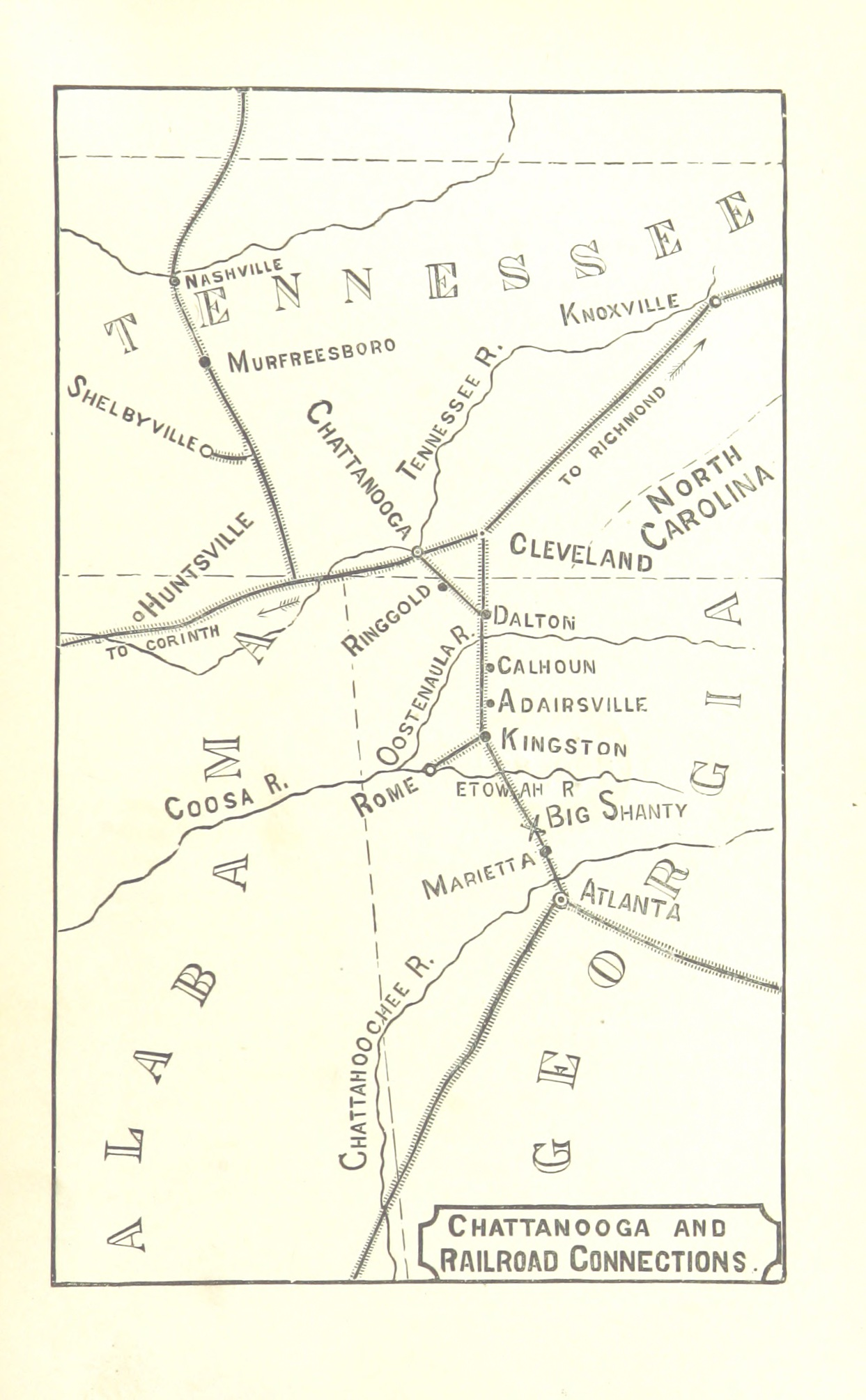
Схема железных дорог к Чаттануге

Распространёна легенда, что телеграмма из Долтона в Чаттанугу была передана за секунды до того, как рейдеры успели оборвать провода. Однако многие исследователи, в том числе Питтенгер, допускают, что портить линию связи не имело смысла, ведь была ещё одна — вдоль Восточно-Теннессийско-Джорджийской железной дороги до Кохаты и оттуда по отдельной ветке до Чаттануги. В любом случае генерал Лидбеттер получил сообщение от кондуктора Фуллера. Накануне 11 апреля в город пришла неожиданная новость о том, что янки захватили Хантсвилл и теперь приближаются, следуя по Мемфис-Чарлстонской железной дороге, из-за чего в самой Чаттануге среди населения возникла паника, а многие покидали свои дома. Известие о ещё одном вражеском отряде, приближающемся с юга по Западно-Атлантической дороге, и вовсе породило слух о том, что все мосты к югу от Долтона уже сожжены, Кливленд захвачен, а северяне сейчас лишь в нескольких милях от Чаттануги. В соседнем Маунтин-Сити также начался хаос, что однако привело и к формированию отрядов из местного ополчения для обороны города.
Дэнвил Лидбеттер немедленно направил на юг роту солдат под временным командованием майора Батлера (Butler). Пехотинцы, известные по прозвищу «Мокасиновые рейнджеры» (Moccasin Rangers) разместилась на 4—5 платформах и направились по W&A навстречу отряду Эндрюса. В экранизации Диснея (1956 год) генерал отправил против рейдеров кавалерию, однако в действительности это не было сделано, вероятно, из-за плохой погоды; позже журналисты в насмешливом тоне писали, что рота кавалеристов, желая выслужиться перед командованием, было выдвинулась на юг, но остановилась всего в нескольких милях от города из-за ручья, который из-за дождя разлился и образовал много грязи. Рейнджеры проехали 11 миль (18 км), остановившись близ станции Чикамога, где выгрузились из вагонов и разобрали путь, после чего устроили засаду по обеим сторонам пути, выслав вперёд сигналиста, чтобы захватить состав с диверсантами. Приписывая южанам излишнюю кровожадность, Питтенгер позже писал, что якобы поперёк пути были навалены деревья, а в устройстве засады применили артиллерию, при этом дикси имели приказ полностью уничтожить отряд северян, никого не беря в плен; нет никаких доказательств таким утверждениям, а потому их нельзя считать правдивыми. В любом случае, Чаттануги Эндрюс со своими людям теперь достичь не могли — они направлялись прямо в западню.
Тем временем, после Долтона положение рейдеров осложнялось с каждой минутой. Как и предполагал Мёрфи, на подходе к тоннелю топлива на «Генерале» почти не осталось, запас воды также был небольшим, а канистры с нефтью и вовсе опустели. К тому же при проезде Таннел-Хилла огайцы обнаружили, что у них закончились шпалы, а значит не было возможности задержать преследователей, которые теперь «наступали на пятки». Манометр в центре будки показывал, что давление пара в котле начало снижаться и для его поддержания в топку отправлялось всё что горит, в том числе канистры для нефти, шляпа Эндрюса вместе с его сумками, а также какие-то бумаги из этих сумок, вероятно, с секретными данными.

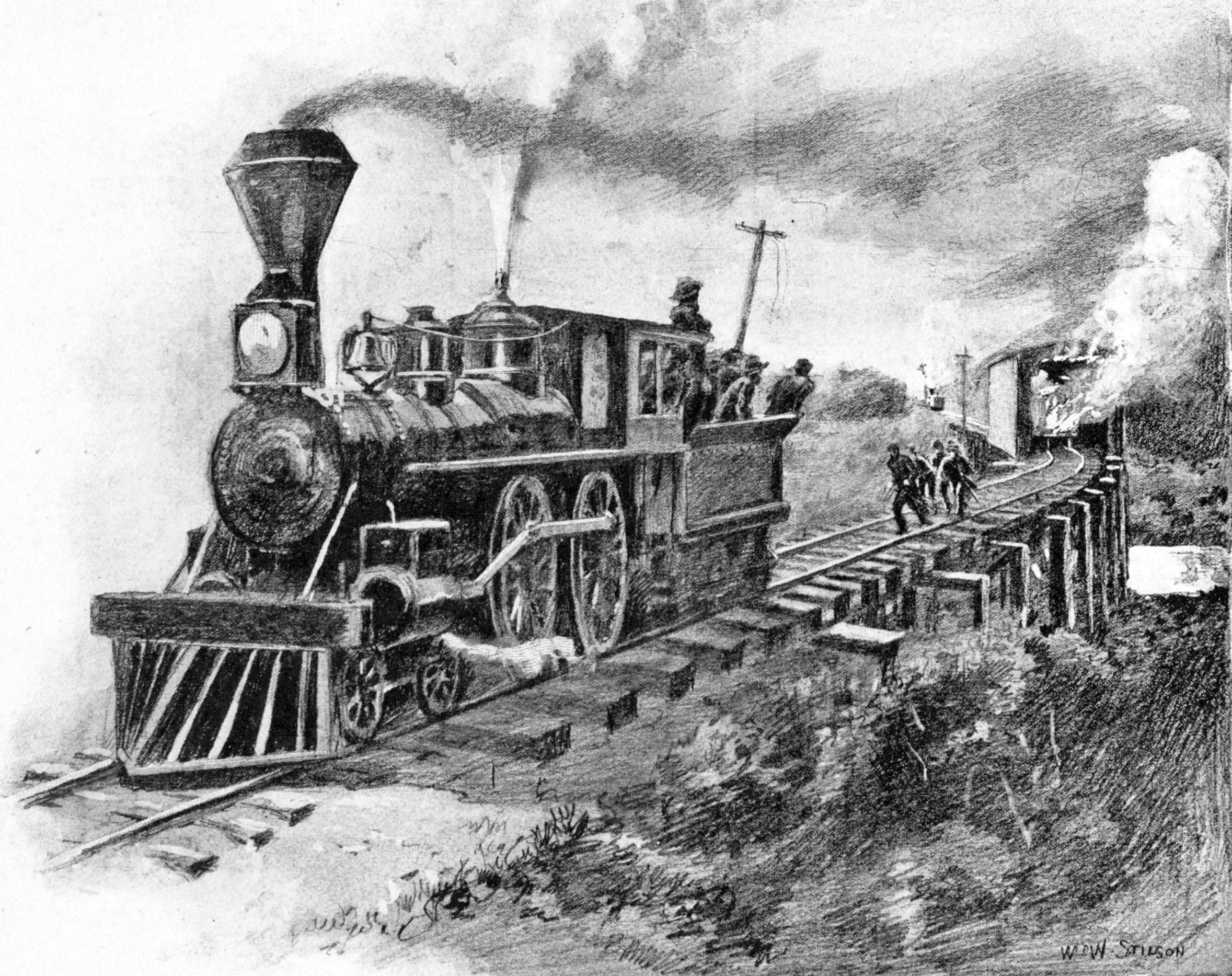
Попытка поджога моста через Чикамога-Крик с помощью последнего вагона — достаточно популярный миф, в том числе показанный в фильме Диснея

Пытаясь уничтожить один из мостов через Чикамогу-Крик, Эндрюс дал приказ поджечь последний оставшийся вагон. Как писал Уильям Питтенгер, из-за продолжающегося ливневого дождя имеющееся у рейдеров дерево отсырело и не хотело сразу загораться, поэтому для разведения огня пришлось взять немного угля из топки паровоза и нефти. Постепенно им удалось развести внутри кузова большой костёр, после чего сбавив скорость они оставили горящий вагон на мосту. Однако промокшая обшивка моста не хотела гореть, тогда как пожар внутри создавал много дыма, который был заметен преследователям. Последние успели заехать на мост до того, как тот успел загореться и вытолкали наружу горящий вагон, который позже был оставлен на боковом пути в Рингголде. Однако есть вероятность, что в книге Питтенгера так на самом деле описана попытка поджога моста через Устанолу. Ведь в действительности в вагоне к тому времени из топлива оставались разве что только кора и щепки, а продолжающийся ливень проникал внутрь через проломы в стенках. Возможно, что северяне с помощью углей из топки кое-как смогли развести небольшой костёр, однако поджечь отсыревшую обшивку вагона тот уже не мог. Потенциальное пламя, облизывая отсыревшие доски пола, должно было создать большое количество дыма, тем самым вынудив ехавших в кузове 16 человек перебраться на опустевший тендер. Вопреки различным мифам и легендам, последний грузовой вагон так и оставался прицеплен к «Генералу» до самого конца.

### Рингголд

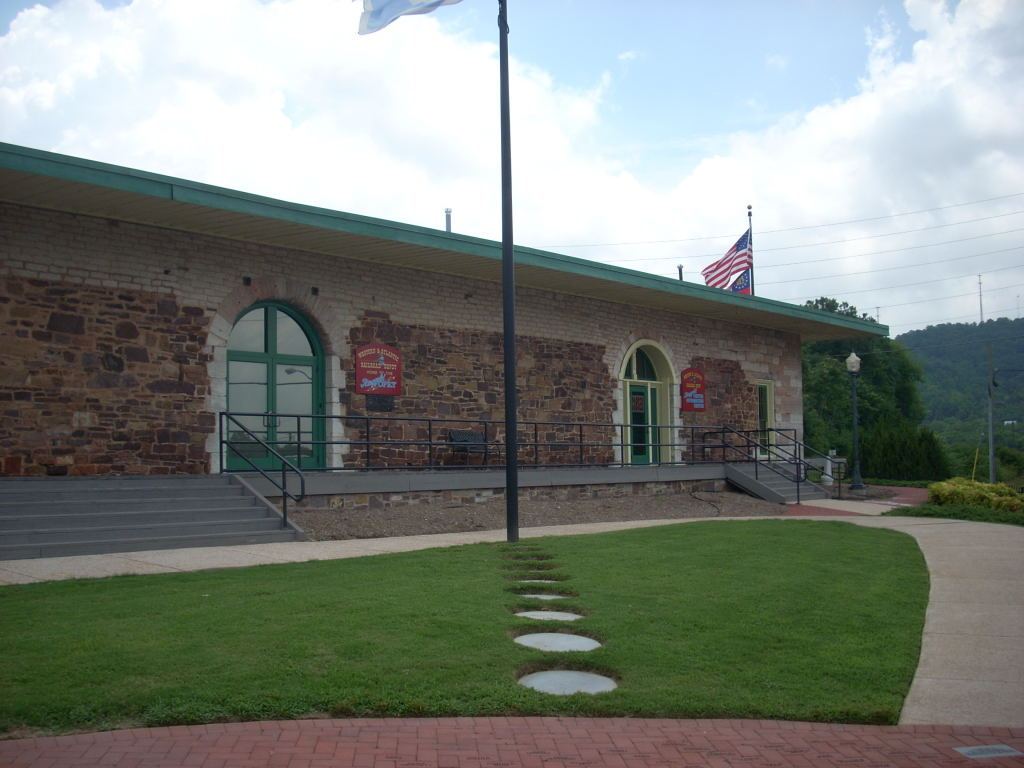
Сохранённое здание станции Рингголд (Джорджия)

С заметно снизившейся скоростью угнанный состав проследовал Катусу, когда вышел на извилистый путь, пролегающий по ущелью между хребтами Тэйлора и Уайт-Оак. Но к этому времени становилось всё более очевидным, что давление пара близко к минимальному, а потому локомотив скоро остановиться. Тогда Эндрюс на «Генерале» быстро провёл совещание с поездной бригадой (Найт, Браун и Уилсон) и вчетвером они пришли к выводу, что наибольшие шансы на выживание будут, если рейдеры разделятся и спрячутся в сельской местности, откуда по отдельности доберутся до границы Союза. Бежать единой группой или дать бой на данном завершающем этапе было посчитано глупостью, так как большое число войск южан могло находиться впереди, сзади и по сути со всех сторон. К тому же 20 северян уже были измотаны и промокли, а без военного лидера и имея на вооружении лишь карманные револьверы на пересечённой местности они не представляли собой военную силу. В своих книгах Питтенгер утверждал, что на «Генерале» запасы топлива и воды к тому времени были малы, но ещё достаточными, чтобы хватило для достижения Чаттануги или даже Хантсвилла. Решение Эндрюса о рассеивании группы он и вовсе сравнивал с безумством, так как по отдельности солдаты были более уязвимы, нежели бы они продолжали действовать одним отрядом. Как утверждал Питтенгер, на такое решение кентуккийца могли повлиять усталость и недосып, ведь тот не спал уже более суток; в свою очередь рейдеры уже так привыкли подчиняться своему лидеру, что не стали оспаривать этот приказ. Но такие неверные данные во многом объясняются тем, что молодой близорукий капрал просто боялся остаться один на один глубоко во вражеском тылу, а потому категорически был против решения о разделении.

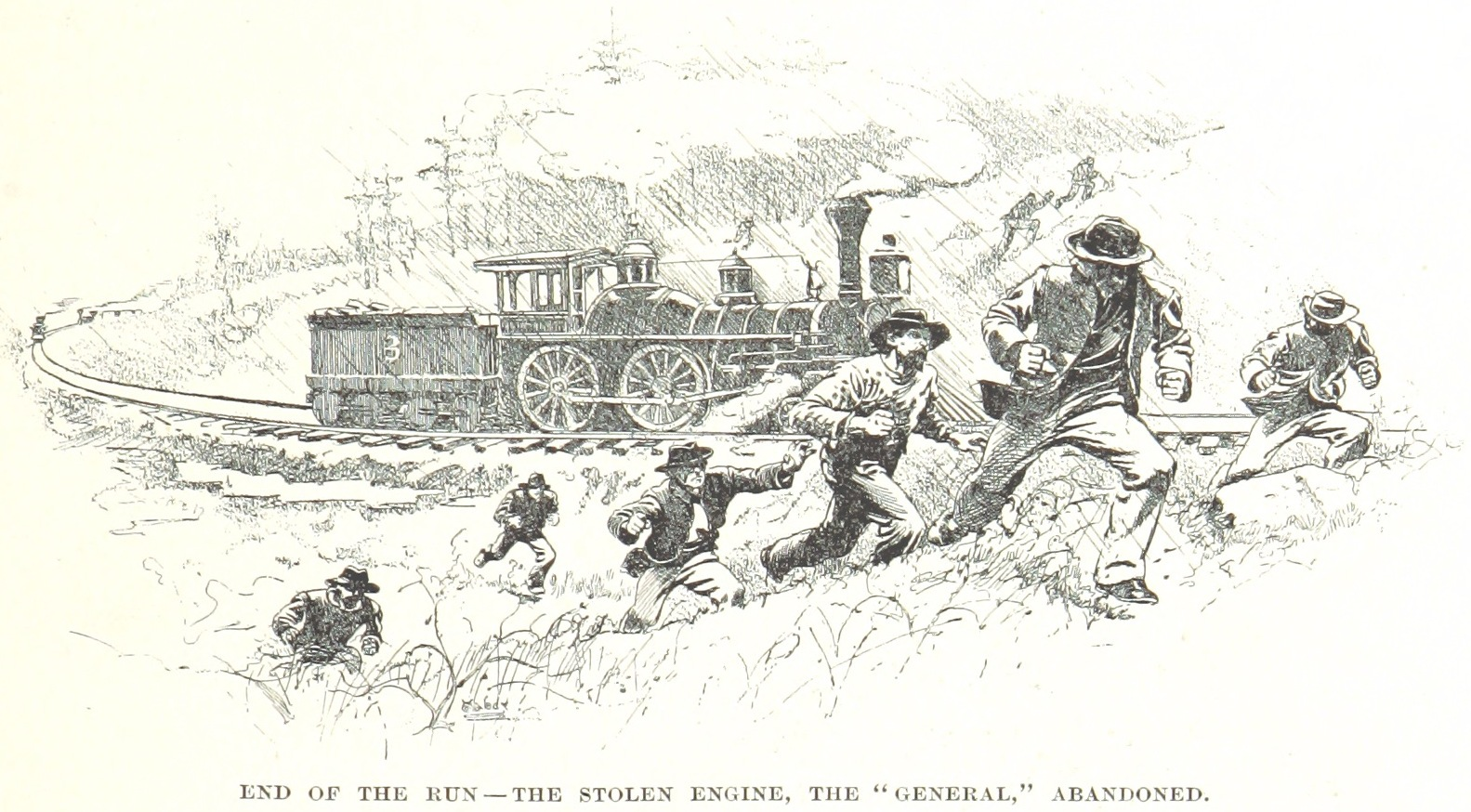
Рейдеры, покинув «Генерала», убегают от преследующих их «Техаса» и «Кактусы»

«Генерал» проехал станцию Рингголд, после которой путь сперва изгибался, чтобы затем выйти на затяжной подъём, при этом по обеим сторонам рос хвойный лес, а рельеф был в целом неровный. Пара уже стало не хватать, поэтому захваченный состав, даже несмотря на пустые вагоны, начал замедляться. Тогда в 13 часов (по другим данным — около 12:30) Эндрюс отдал своим подчинённым последнюю команду: «Спрыгивайте и рассеивайтесь! Каждый сам за себя!» По одному, а то и по двое рейдеры начали спрыгивать на землю, после чего разбегались в разные стороны. Последними паровоз покинули Найт и Браун, при этом напоследок они успели переключить регулятор на задний ход, чтобы направить локомотив в сторону преследователей, которые в это время следовали позади на удалении всего 200—300 метров. Но тот из-за критически низкого количества пара не смог разогнаться, даже под уклон, а потому Питер Брэкен кратковременно дал обратный ход своему «Техасу», ехавшему задом наперёд, чтобы мягко сцепиться с «Генералом»..

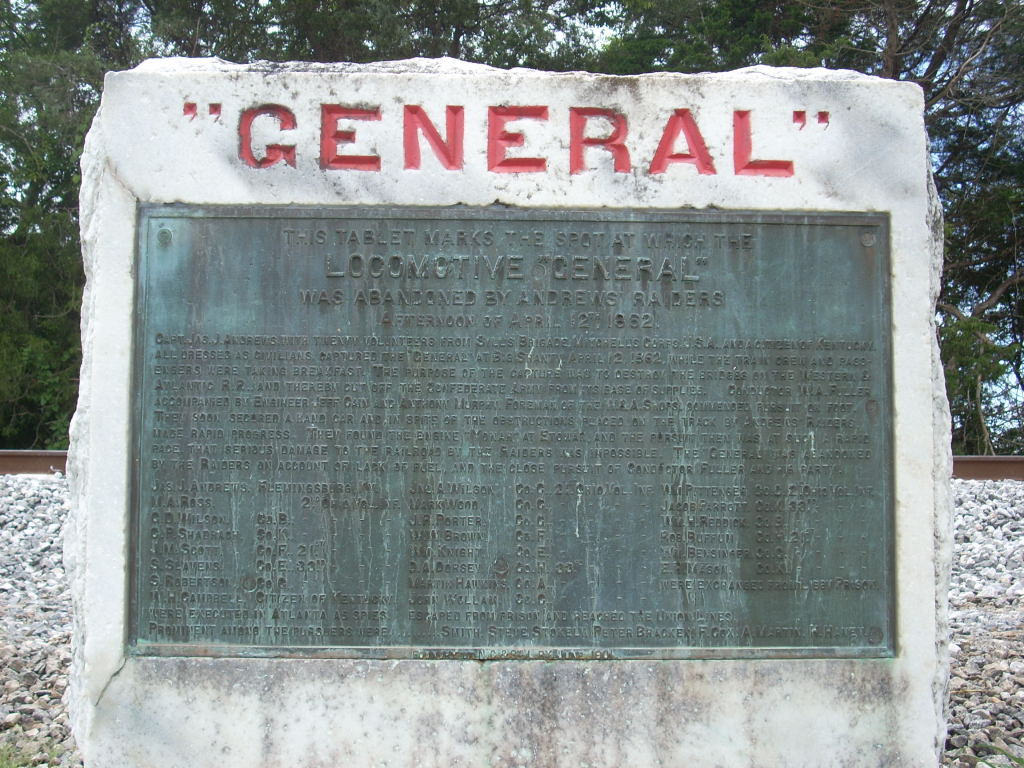
Памятник у отметки 116.3, указывающий место окончания погони

Вид людей, бегущих с поезда в лес, произвёл на преследователей очень сильное впечатление; северяне для них перестали восприниматься как вражеские солдаты, а были подобны трусливым воришкам, удирающих с места преступления. Поэтому после остановки Уильям Фуллер схватив ржавое ружьё бросился в лес за угонщиками своего поезда. Через несколько минут подъехал и «Катуса» с отрядом солдат-южан под командованием капитана Уитситта, которые также устремились в лес. Однако от этих пехотинцев оказалось мало толку, потому что они сперва застряли на высоком хребте неподалёку, а затем были вынуждены вернуться, когда один из них умудрился ранить сослуживца случайным выстрелом из мушкета. В свою очередь Энтони Мёрфи, как начальника локомотивной службы, больше интересовало состояние «Генерала», забравшись на который обнаружил, что на том, в том числе и в тендере, практически нет дров, а запас воды в баке совсем небольшой. Также спереди у скотосбрасывателя на древке висел промокший красный сигнал, а на подножке были найдены ключи от стрелок в Кингстоне. В целом локомотив выглядел почти невредимым, за исключением передней бегунковой оси, которая перегрелась из-за истощения масла в подшипнике. Железнодорожники прицепили «Генерала» к «Техасу» и отбуксировали его в Рингголд.
Согласно отчёту Мёрфи, написанному через несколько дней для руководства дороги, погоня прекратилась примерно в полумиле за милевым столбом 116, примерно в двух милях (3 км) к северу от Рингголда; ныне это место отмечено памятным камнем. Всего от Биг-Шанти захваченный командой Эндрюса «Генерал» за 6 с небольшим часов проехал почти 89 миль (143 км), из которых на протяжении не менее 48 миль (78 км) его задним ходом преследовал «Техас».
На этом собственно «Великая паровозная гонка» завершилась.

## После рейда
Событие получило широкий резонанс в Конфедерации. Спустя три дня, 15 апреля в газете «Southern Confederacy» вышла статья, в которой преследование железнодорожниками рейдеров назвали «Великой паровозной гонкой» (Great Locomotive Chase).

## Экранизации
- В 1926 году вышла немая комедия «Генерал» («The General» — в честь угнанного паровоза), одну из главных ролей (машинист паровоза) в которой сыграл известный комик Бастер Китон. В сюжет была добавлена девушка, которая, будучи подругой машиниста, по воле случая оказалась на захваченном паровозе.
- В 1956 году киностудия Walt Disney Pictures выпустила фильм «The Great Locomotive Chase» (в советском прокате он шёл как «Крутой маршрут»). Сюжет соответствовал реальным событиям. В роли паровоза «Генерал» представлен паровоз № 25 «Уильям Мейсон» 1856 года постройки, который, с небольшими отличиями, имел такую же конструкцию. А в роли «Техаса» представлен № 22 «Иньо» 1875 года постройки. Эти же два паровоза сыграли и остальные аналогичные паровозы («William R. Smith» и «Catoosa»).

### Комментарии
1. ↑  Более точный перевод — Великая погоня за паровозом
2. ↑  В книгах Питтенгера — «Тремонт-Хаус» (Tremont House)[98]
3. 1 2 3  Экспонат Южного музея Гражданской войны и истории локомотивов[англ.] в Кеннесо
4. ↑  В своих воспоминаниях Уильям Фуллер нередко утверждал, что разбирал препятствия в одиночку, что в действительности является преувеличением[207]
5. ↑  На рисунке на самом деле изображена легенда о поджоге моста через ручей Чикамога (не соответствует действительности)
6. ↑  Номер 3 на тендере — ошибка иллюстратора. Впервые нумерация локомотивов на дороге началась в 1866 году, при этом «Генерал» сперва стал № 39; в 1880 году была проведена перенумерация по результатам которой паровоз получил № 3[237].